# Три аккорда
«Три акко́рда» — российский музыкально-развлекательный конкурс, выходящий на «Первом канале». Проект охватывает всё многообразие жанров отечественной музыки, не скованной рамками поп-музыки, поп-фолка, поп-рока, шансона, рок-эстрады и классики при этом пользующейся огромной народной популярностью. Выпуски шоу посвящены городскому романсу, авторской песне, киношлягерам, кино, творчеству русской эмиграции и некоторым другим жанрам.
Ведущий проекта — Максим Аверин.

## Время выхода в эфир
Первый сезон шоу выходил в эфир 21 и 28 сентября 2014 года — по воскресеньям в 18:45 после этого оно было снято с эфира на неопределённый срок, но съёмки передачи активно велись на протяжении нескольких месяцев.
2 января 2015 года вышел специальный новогодний выпуск программы. 16 и 23 января 2015 года передача транслировалась по пятницам в 21:35, однако 6-й выпуск был перенесен с 30 января на 1 февраля и был показан в новое время — 22:30. 15 февраля после двухнедельного перерыва, программа вернулась в эфир и с этого момента должна была выходить еженедельно по воскресеньям в 22:30. Однако программа была снова снята с эфира. Её очередное возвращение состоялось 19 июня в 21:30 и выходила она по пятницам. Однако вышел повтор первого выпуска. Вышло всего восемь выпусков первого сезона шоу, последний из которых стал финальным.
14 августа 2015 года должна была выйти программа с лучшими номерами, но из-за низких рейтингов показанных ранее передач она не вышла и была заменена на прямую трансляцию матча Чемпионата России по футболу «Спартак» — ЦСКА. Многочисленные переносы первого сезона шоу были связаны с низкими рейтингами и перепадами целевой аудитории.
Премьера второго сезона состоялась 16 июля 2017 года. Выходил в эфир до 3 сентября 2017 года по воскресеньям в 19:00.
Премьера третьего сезона состоялась 11 мая 2018 года. Выходил в эфир до 20 июля 2018 года по пятницам в 21:30.
Премьера четвёртого сезона изначально планировалась на 24 мая 2019 года, но из-за аннулирования Первым каналом результата финала шестого сезона шоу «Голос. Дети» в этот день вышел его специальный выпуск. В итоге премьера четвёртого сезона состоялась 31 мая 2019 года, который, также как и третий сезон, выходил в эфир до 2 августа 2019 года по пятницам в 21:30.
Премьера пятого сезона состоялась 13 сентября 2020 года. Выходил в эфир до 22 ноября 2020 года по воскресеньям в 19:00.
Премьера шестого сезона состоялась 14 мая 2021 года. Выходил в эфир до 4 июня 2021 года по пятницам в 21:30. С 20 июня по 1 августа 2021 года выходил в эфир по воскресеньям в 19:20.
Премьера седьмого сезона состоялась 29 января 2023 года. Выходил в эфир до 2 апреля 2023 года по воскресеньям в 19:00.
Премьера восьмого сезона состоялась 14 апреля 2024 года. Выходил в эфир до 16 июня 2024 года по воскресеньям в 19:00.
Премьера девятого сезона состоялась 26 января 2025 года. Выходил в эфир до 27 апреля 2025 года по воскресеньям в 19:00.

## Правила
Программа снимается в формате вечернего вокально-музыкального шоу с конкурсной системой. Тематические концерты, в которых исполнители представляют на суд зрителей собственные интерпретации знаменитых хитов. При этом, между участниками существует творческая конкуренция. Есть и жюри в состав, которого вошли признанные мэтры российской музыки. Жюри оценивает каждый номер по пятибальной системе (туз-король-дама-валет). С 6-го сезона появилась ещё одна карта — джокер, которую каждый член жюри может поставить только один раз за сезон. Оценки суммируются от выпуска к выпуску, чтобы в итоге можно было определить победителя всего проекта.

## Участники

### Первый сезон
- Алёна Апина
- Анна Ардова
- Михаил Бублик
- Андрей Давидян †
- Ирина Дубцова
- Владимир Кристовский
- Александр Маршал
- Игорь Миркурбанов
- Анастасия Спиридонова
- Дмитрий Харатьян

### Второй сезон
- Сергей Астахов
- Татьяна Буланова
- Елена Воробей
- Алексей Глызин
- Ирина Климова
- Стас Костюшкин
- Глеб Матвейчук
- Виктор Рыбин
- Слава
- Людмила Соколова

### Третий сезон
- Ирина Апексимова
- Дмитрий Дюжев
- Анастасия Макеева
- Мариам Мерабова
- Дмитрий Певцов
- Ева Польна
- Игорь Саруханов
- Алёна Свиридова
- Ярослав Сумишевский
- Александр Шоуа

### Четвёртый сезон
- Интарс Бусулис
- Анатолий Журавлёв
- Денис Клявер
- Валентина Легкоступова †
- Стас Пьеха
- Алла Рид
- Юлия Савичева
- Екатерина Семёнова
- Ксана Сергиенко
- Николай Фоменко

### Пятый сезон
- Ая
- Родион Газманов
- Нонна Гришаева
- Альбина Джанабаева
- Сергей Маховиков
- Ирина Медведева
- Сергей Минаев
- Леонид Серебренников
- Нина Шацкая
- Александр Яцко

### Шестой сезон
- Елена Ваенга
- Наталья Громушкина
- Александр Добронравов
- Евгений Дятлов
- Дмитрий Колдун
- Елена Максимова
- Жан Милимеров
- Сергей Пенкин
- Алика Смехова
- Аглая Шиловская

### Седьмой сезон
- Евгений Гор
- Екатерина Гусева
- Виктория Дайнеко
- Лариса Долина
- Вадим Казаченко
- Лена Катина
- Александр Олешко
- Настасья Самбурская
- Валерий Ярёменко
- Сергей Писаренко (был вырезан из эфира)

### Восьмой сезон
- Mia Boyka
- Сергей Войтенко
- Доминик Джокер
- Жасмин
- Валерия Ланская
- Никита Малинин
- Владимир Маркин
- Таисия Повалий
- Виктор Салтыков
- Анна Семенович

### Девятый сезон
- Ольга Будина
- Burito
- Виктория Гиссен
- Алексей Гоман
- Александр Домогаров
- Лада Дэнс
- Иван Замотаев
- Зара
- Анна Седокова
- Серёга

## Сезоны
| Сезон | Премьера         | Финал           | 1 место               | 2 место          | 2 место          | 2 место          | 3 место              | 3 место              | 3 место              | Призы                  | Призы            | Призы                     |
| Сезон | Премьера         | Финал           | 1 место               | 2 место          | 2 место          | 2 место          | 3 место              | 3 место              | 3 место              | Приз от Радио «Шансон» | Приз от жюри     | Приз зрительских симпатий |
| ----- | ---------------- | --------------- | --------------------- | ---------------- | ---------------- | ---------------- | -------------------- | -------------------- | -------------------- | ---------------------- | ---------------- | ------------------------- |
| 1     | 21 сентября 2014 | 7 августа 2015  | Анастасия Спиридонова | Александр Маршал | Ирина Дубцова    | Ирина Дубцова    | Андрей Давидян       | Андрей Давидян       | Андрей Давидян       |                        |                  |                           |
| 2     | 16 июля 2017     | 3 сентября 2017 | Елена Воробей         | Татьяна Буланова | Татьяна Буланова | Татьяна Буланова | Людмила Соколова     | Ирина Климова        | Ирина Климова        | Татьяна Буланова       |                  |                           |
| 3     | 11 мая 2018      | 20 июля 2018    | Анастасия Макеева     | Мариам Мерабова  | Дмитрий Певцов   | Игорь Саруханов  | Александр Шоуа       | Алёна Свиридова      | Дмитрий Дюжев        | Ярослав Сумишевский    |                  |                           |
| 4     | 31 мая 2019      | 2 августа 2019  | Николай Фоменко       | Стас Пьеха       | Стас Пьеха       | Стас Пьеха       | Ксана Сергиенко      | Ксана Сергиенко      | Ксана Сергиенко      |                        | Стас Пьеха       | Екатерина Семёнова        |
| 5     | 13 сентября 2020 | 22 ноября 2020  | Нонна Гришаева        | Сергей Минаев    | Сергей Минаев    | Сергей Минаев    | Леонид Серебренников | Леонид Серебренников | Леонид Серебренников | Нина Шацкая            |                  | Сергей Маховиков          |
| 6     | 14 мая 2021      | 1 августа 2021  | Аглая Шиловская       | Жан Милимеров    | Жан Милимеров    | Жан Милимеров    | Елена Ваенга         | Елена Максимова      | Елена Максимова      | Евгений Дятлов         | Елена Ваенга     | Жан Милимеров             |
| 7     | 29 января 2023   | 2 апреля 2023   | Лариса Долина         | Евгений Гор      | Валерий Ярёменко | Валерий Ярёменко | Александр Олешко     | Александр Олешко     | Александр Олешко     | Настасья Самбурская    | Екатерина Гусева | Евгений Гор               |
| 8     | 14 апреля 2024   | 16 июня 2024    | Таисия Повалий        | Валерия Ланская  | Валерия Ланская  | Валерия Ланская  | Сергей Войтенко      | Сергей Войтенко      | Сергей Войтенко      | Сергей Войтенко        | Валерия Ланская  | Валерия Ланская           |
| 9     | 26 января 2025   | 27 апреля 2025  | Иван Замотаев         | Зара             | Зара             | Зара             | Виктория Гиссен      | Виктория Гиссен      | Виктория Гиссен      | Виктория Гиссен        | Зара             | Иван Замотаев             |

## Первый сезон

#### Члены жюри
| Член жюри           | Выпуски | Выпуски | Выпуски | Выпуски | Выпуски | Выпуски | Выпуски | Выпуски | Выпуски |
| Член жюри           | 1       | 2       | НВ      | 3       | 4       | 5       | 6       | 7       | 8       |
| ------------------- | ------- | ------- | ------- | ------- | ------- | ------- | ------- | ------- | ------- |
| Александр Новиков   |         |         |         |         |         |         |         |         |         |
| Любовь Успенская    |         |         |         |         |         |         |         |         |         |
| Вячеслав Добрынин   |         |         |         |         |         |         |         |         |         |
| Александр Розенбаум |         |         |         |         |         |         |         |         |         |
| Ирина Аллегрова     |         |         |         |         |         |         |         |         |         |
| Елена Ваенга        |         |         |         |         |         |         |         |         |         |
| Лидия Козлова       |         |         |         |         |         |         |         |         |         |
| Сергей Трофимов     |         |         |         |         |         |         |         |         |         |
| Михаил Звездинский  |         |         |         |         |         |         |         |         |         |
| Вилли Токарев       |         |         |         |         |         |         |         |         |         |
| Михаил Шуфутинский  |         |         |         |         |         |         |         |         |         |
| Вячеслав Фетисов    |         |         |         |         |         |         |         |         |         |

#### 1-й выпуск (21 сентября 2014)
Перед номерами участников выступил ведущий Максим Аверин, исполнив песню  Александра Розенбаума «Гоп-стоп».
| №  | Исполнитель           | Песня                    | Исполнитель оригинала | Александр Новиков | Любовь Успенская | Вячеслав Добрынин | Александр Розенбаум | Общий счёт |
| -- | --------------------- | ------------------------ | --------------------- | ----------------- | ---------------- | ----------------- | ------------------- | ---------- |
| 1  | Ирина Дубцова         | Люба-Любонька            | Любовь Успенская      | 5                 | 5                | 5                 | 5                   | 20         |
| 2  | Александр Маршал      | Подводная лодка          | Владимир Высоцкий     | 4                 | 5                | 5                 | 4                   | 18         |
| 3  | Владимир Кристовский  | Помнишь, девочка         | Александр Новиков     | 5                 | 4                | 4                 | 4                   | 17         |
| 4  | Анастасия Спиридонова | Once Upon A Time         | Мэри Хопкин           | 5                 | 5                | 5                 | 5                   | 20         |
| 5  | Дмитрий Харатьян      | Журавль по небу летит    | Валерий Золотухин     | 5                 | 5                | 5                 | 5                   | 20         |
| 6  | Алёна Апина           | Татуировочка             | Катя Огонёк           | 4                 | 5                | 5                 | 4                   | 18         |
| 7  | Игорь Миркурбанов     | Белая берёза             | Михаил Гулько         | 3                 | 4                | 3                 | 3                   | 13         |
| 8  | Андрей Давидян        | У Чёрного моря           | Леонид Утёсов         | 5                 | 5                | 5                 | 5                   | 20         |
| 9  | Анна Ардова           | Заходите к нам на огонёк | Александр Розенбаум   | 4                 | 5                | 4                 | 4                   | 17         |
| 10 | Михаил Бублик         | Платье из ситца          | Аркадий Северный      | 5                 | 5                | 5                 | 5                   | 20         |

Общий счёт после 1-го выпуска:
1. Ирина Дубцова; Анастасия Спиридонова; Дмитрий Харатьян; Андрей Давидян; Михаил Бублик — 20 баллов
2. Александр Маршал; Алёна Апина — 18 баллов
3. Владимир Кристовский; Анна Ардова — 17 баллов
4. Игорь Миркурбанов — 13 баллов

В конце выпуска все участники передачи исполнили песню «Три аккорда».

#### 2-й выпуск (28 сентября 2014)
Перед номерами участников выступили члены жюри Александр Розенбаум и Ирина Аллегрова, исполнив песню  Александра Розенбаума «Ау».
| №  | Исполнитель           | Песня                               | Исполнитель оригинала | Александр Новиков | Любовь Успенская | Ирина Аллегрова | Александр Розенбаум | Общий счёт |
| -- | --------------------- | ----------------------------------- | --------------------- | ----------------- | ---------------- | --------------- | ------------------- | ---------- |
| 1  | Алёна Апина           | Поспели вишни                       | Аркадий Северный      | 5                 | 5                | 4               | 5                   | 19         |
| 2  | Дмитрий Харатьян      | Поручик Голицын                     | Аркадий Северный      | 5                 | 4                | 5               | 4                   | 18         |
| 3  | Анна Ардова           | С одесского кичмана                 | Леонид Утёсов         | 5                 | 5                | 5               | 5                   | 20         |
| 4  | Игорь Миркурбанов     | Странная женщина                    | Михаил Муромов        | 5                 | 5                | 5               | 5                   | 20         |
| 5  | Михаил Бублик         | Я в весеннем лесу пил березовый сок | Евгений Агранович     | 4                 | 4                | 4               | 4                   | 16         |
| 6  | Анастасия Спиридонова | К единственному, нежному…           | Любовь Успенская      | 5                 | 5                | 5               | 5                   | 20         |
| 7  | Владимир Кристовский  | Она была в Париже                   | Владимир Высоцкий     | 5                 | 5                | 4               | 5                   | 19         |
| 8  | Андрей Давидян        | Вальс-бостон                        | Александр Розенбаум   | 5                 | 5                | 5               | 5                   | 20         |
| 9  | Ирина Дубцова         | Рюмка водки на столе                | Григорий Лепс         | 5                 | 5                | 5               | 5                   | 20         |
| 10 | Александр Маршал      | Приходите в мой дом                 | Михаил Круг           | 5                 | 5                | 5               | 5                   | 20         |

Общий счёт после 2-го выпуска:
1. Ирина Дубцова; Анастасия Спиридонова; Андрей Давидян — 40 баллов
2. Александр Маршал; Дмитрий Харатьян — 38 баллов
3. Анна Ардова; Алёна Апина — 37 баллов
4. Владимир Кристовский; Михаил Бублик — 36 баллов
5. Игорь Миркурбанов — 33 балла

В конце выпуска все участники передачи вместе с Любовью Успенской исполнили песню «Пропадаю я».

#### Новогодний выпуск (2 января 2015)
- Вячеслав Добрынин — Пиковая дама
- Александр Новиков — Джонни
- Максим Аверин — Чемоданчик
- Андрей Давидян — Сиреневый туман
- Елена Ваенга — Королева
- Иосиф Кобзон — Ну где же ты, любовь моя?
- Александр Олешко — Думы окаянные
- Александр Маршал — Как упоительны в России вечера
- Ирина Аллегрова — Бубны-червы
- Маша Распутина — Белый мерседес
- Анна Ардова — Друзья, купите папиросы
- Дмитрий Харатьян — Генералы песчаных карьеров
- Сергей Трофимов — Парикмахер дядя Толик
- Ирина Дубцова — Одолжила
- Uma2rmaH — Как родная меня мать провожала
- Надежда Бабкина — Шарабан
- Лолита — Мама, я жулика люблю
- Лайма Вайкуле — Чёрная моль
- Алёна Апина — Мишки
- Анастасия Спиридонова — Курю
- Анастасия Спиридонова и Михаил Бублик — Песня лисы Алисы и кота Базилио
- Михаил Бублик — Песня про зайцев
- Сосо Павлиашвили — Чёрные глаза
- Игорь Миркурбанов — Самый лучший день

#### 3-й выпуск (16 января 2015)
Перед номерами участников выступил ведущий Максим Аверин, исполнив «Куплеты Бубы Касторского» Бориса Сичкина, а председатель жюри Александр Новиков исполнил свою песню «Шансоньетка».
| №  | Исполнитель           | Песня                        | Исполнитель оригинала | Александр Новиков | Елена Ваенга | Лидия Козлова | Сергей Трофимов | Общий счёт |
| -- | --------------------- | ---------------------------- | --------------------- | ----------------- | ------------ | ------------- | --------------- | ---------- |
| 1  | Михаил Бублик         | Девочка моя                  | Сергей Крылов         | 5                 | 5            | 4             | 5               | 19         |
| 2  | Анна Ардова           | Мадам, уже падают листья     | Александр Вертинский  | 4                 | 5            | 4             | 5               | 18         |
| 3  | Владимир Кристовский  | Я готов целовать песок       | Владимир Маркин       | 4                 | 2            | 4             | 5               | 15         |
| 4  | Александр Маршал      | Я не вижу выхода             | Михаил Гулько         | 5                 | 5            | 5             | 5               | 20         |
| 5  | Андрей Давидян        | Письмо к матери              | Николай Сличенко      | 4                 | 4            | 5             | 5               | 18         |
| 6  | Алёна Апина           | Тюбик                        | Виктор Третьяков      | 4                 | 5            | 5             | 5               | 19         |
| 7  | Дмитрий Харатьян      | Tombe La Neige (Падает снег) | Сальваторе Адамо      | 4                 | 5            | 4             | 5               | 18         |
| 8  | Анастасия Спиридонова | Девушка из Нагасаки          | Владимир Высоцкий     | 5                 | 5            | 5             | 5               | 20         |
| 9  | Игорь Миркурбанов     | Лимончики                    | Леонид Утёсов         | 5                 | 5            | 5             | 5               | 20         |
| 10 | Ирина Дубцова         | Тайга                        | Елена Ваенга          | 5                 | 5            | 5             | 5               | 20         |

Общий счёт после 3-го выпуска:
1. Ирина Дубцова; Анастасия Спиридонова — 60 баллов
2. Александр Маршал; Андрей Давидян — 58 баллов
3. Алёна Апина; Дмитрий Харатьян — 56 баллов
4. Михаил Бублик; Анна Ардова — 55 баллов
5. Игорь Миркурбанов — 53 балла
6. Владимир Кристовский — 51 балл

В конце выпуска все участники передачи вместе с Еленой Ваенгой исполнили песню «Внутри».

#### 4-й выпуск (23 января 2015)
Перед номерами участников выступил член жюри Сергей Трофимов, исполнив песню «Снегири».
| №  | Исполнитель           | Песня                     | Исполнитель оригинала               | Александр Новиков | Лидия Козлова | Михаил Звездинский | Сергей Трофимов | Общий счёт |
| -- | --------------------- | ------------------------- | ----------------------------------- | ----------------- | ------------- | ------------------ | --------------- | ---------- |
| 1  | Андрей Давидян        | От зари до зари           | Дан Спэтару                         | 5                 | 5             | 5                  | 5               | 20         |
| 2  | Алёна Апина           | Самогончик                | Михаил Шуфутинский                  | 5                 | 5             | 5                  | 5               | 20         |
| 3  | Владимир Кристовский  | Плачет девочка в автомате | Евгений Осин                        | 5                 | 5             | 5                  | 5               | 20         |
| 4  | Анастасия Спиридонова | Мадам Брошкина            | Алла Пугачёва                       | 5                 | 4             | 5                  | 5               | 19         |
| 5  | Александр Маршал      | У павильона «Пиво-Воды»   | Аркадий Северный                    | 5                 | 4             | 5                  | 5               | 19         |
| 6  | Дмитрий Харатьян      | Ты у меня одна            | Юрий Визбор                         | 4                 | 4             | 5                  | 5               | 18         |
| 7  | Анна Ардова           | Утомлённое солнце         | Павел Михайлов                      | 5                 | 4             | 5                  | 5               | 19         |
| 8  | Михаил Бублик         | Мы бандито, гангстерито   | Семён Фарада и Александр Бурмистров | 5                 | 4             | 4                  | 5               | 18         |
| 9  | Игорь Миркурбанов     | Очарована, околдована     | Александр Малинин                   | 4                 | 4             | 3                  | 4               | 15         |
| 10 | Ирина Дубцова         | Калина                    | Рада Рай                            | 5                 | 5             | 4                  | 5               | 19         |

Общий счёт после 4-го выпуска:
1. Ирина Дубцова; Анастасия Спиридонова — 79 баллов
2. Андрей Давидян — 78 баллов
3. Александр Маршал — 77 баллов
4. Алёна Апина — 76 баллов
5. Анна Ардова; Дмитрий Харатьян — 74 балла
6. Михаил Бублик — 73 балла
7. Владимир Кристовский — 71 балл
8. Игорь Миркурбанов — 68 баллов

#### 5-й выпуск (1 февраля 2015)
Перед номерами участников выступил член жюри Вилли Токарев, исполнив свою песню «Небоскрёбы, небоскрёбы».
| №  | Исполнитель                    | Песня                          | Исполнитель оригинала | Александр Новиков | Любовь Успенская | Вилли Токарев | Сергей Трофимов | Общий счёт |
| -- | ------------------------------ | ------------------------------ | --------------------- | ----------------- | ---------------- | ------------- | --------------- | ---------- |
| 1  | Игорь Миркурбанов              | Гоп со смыком                  | Леонид Утёсов         | 4                 | 4                | 5             | 4               | 17         |
| 2  | Алёна Апина                    | Шумел камыш                    | Лидия Русланова       | 5                 | 5                | 5             | 5               | 20         |
| 3  | Михаил Бублик                  | Гранитный камушек              | «Божья Коровка»       | 4                 | 5                | 4             | 5               | 18         |
| 4  | Анна Ардова                    | Крутится, вертится шар голубой | Борис Чирков          | 5                 | 5                | 5             | 5               | 20         |
| 5  | Александр Маршал               | Ваше благородие                | Павел Луспекаев       | 5                 | 5                | 5             | 5               | 20         |
| 6  | Ирина Дубцова                  | Мал-помалу                     | Алла Пугачёва         | 5                 | 5                | 5             | 5               | 20         |
| 7  | Анна Ардова и Дмитрий Харатьян | Уезжаю в Ленинград             | Александр Суханов     | 5                 | 5                | 5             | 5               | 20         |
| 8  | Владимир Кристовский           | Голуби                         | Сергей Трофимов       | 5                 | 5                | 5             | 5               | 20         |
| 9  | Анастасия Спиридонова          | Вьюга                          | Григорий Лепс         | 5                 | 5                | 5             | 5               | 20         |
| 10 | Андрей Давидян                 | Кайфуем                        | Арсен Петросов        | 5                 | 5                | 5             | 5               | 20         |

Общий счёт после 5-го выпуска:
1. Ирина Дубцова; Анастасия Спиридонова — 99 баллов
2. Андрей Давидян — 98 баллов
3. Александр Маршал — 97 баллов
4. Алёна Апина — 96 баллов
5. Анна Ардова; Дмитрий Харатьян — 94 балла
6. Михаил Бублик; Владимир Кристовский — 91 балл
7. Игорь Миркурбанов — 85 баллов

#### 6-й выпуск (15 февраля 2015)
Перед номерами участников выступил ведущий Максим Аверин, исполнив песню Виктора Королёва «А поезд чух-чух…».
| №  | Исполнитель           | Песня                  | Исполнитель оригинала | Александр Новиков | Любовь Успенская | Михаил Шуфутинский | Сергей Трофимов | Общий счёт |
| -- | --------------------- | ---------------------- | --------------------- | ----------------- | ---------------- | ------------------ | --------------- | ---------- |
| 1  | Михаил Бублик         | Постой, паровоз        | Юрий Никулин          | 4                 | 5                | 4                  | 5               | 18         |
| 2  | Владимир Кристовский  | Песенка про индейцев   | Фёдор Чистяков        | 5                 | 5                | 4                  | 5               | 19         |
| 3  | Анастасия Спиридонова | Школьный роман         | Александр Новиков     | 5                 | 5                | 5                  | 5               | 20         |
| 4  | Игорь Миркурбанов     | Клён ты мой опавший    | Надежда Кадышева      | 4                 | 5                | 5                  | 5               | 19         |
| 5  | Анна Ардова           | Город Сочи             | Сергей Трофимов       | 4                 | 4                | 5                  | 5               | 18         |
| 6  | Андрей Давидян        | Эта сумасшедшая любовь | Владимир Черняков     | 5                 | 5                | 5                  | 5               | 20         |
| 7  | Дмитрий Харатьян      | Эх, загулял            | Жанна Бичевская       | 5                 | 5                | 5                  | 5               | 20         |
| 8  | Алёна Апина           | Хоп, мусорок           | «Воровайки»           | 4                 | 4                | 5                  | 5               | 18         |
| 9  | Александр Маршал      | Вещая судьба           | Александр Розенбаум   | 5                 | 5                | 5                  | 5               | 20         |
| 10 | Ирина Дубцова         | Всё будет Хорошо!      | Верка Сердючка        | 5                 | 5                | 5                  | 5               | 20         |

Общий счёт после 6-го выпуска:
1. Ирина Дубцова; Анастасия Спиридонова — 119 баллов
2. Андрей Давидян — 118 баллов
3. Александр Маршал — 117 баллов
4. Алёна Апина; Дмитрий Харатьян — 114 баллов
5. Анна Ардова — 112 баллов
6. Владимир Кристовский — 110 баллов
7. Михаил Бублик — 109 баллов
8. Игорь Миркурбанов — 104 балла

#### 7-й выпуск (31 июля 2015)
Перед номерами участников выступил член жюри Вячеслав Добрынин, исполнив свою песню «Не сыпь мне соль на рану».
| №  | Исполнитель           | Песня                        | Исполнитель оригинала | Александр Новиков | Ирина Аллегрова | Вячеслав Добрынин | Александр Розенбаум | Общий счёт |
| -- | --------------------- | ---------------------------- | --------------------- | ----------------- | --------------- | ----------------- | ------------------- | ---------- |
| 1  | Дмитрий Харатьян      | Шаланды, полные кефали       | Марк Бернес           | 5                 | 5               | 5                 | 5                   | 20         |
| 2  | Ирина Дубцова         | Черная моль                  | Валя Сергеева         | 5                 | 4               | 5                 | 4                   | 18         |
| 3  | Александр Маршал      | У беды глаза зеленые         | Сергей Беликов        | 5                 | 5               | 5                 | 5                   | 20         |
| 4  | Алёна Апина           | Я мечтала о морях и кораллах | Татьяна Доронина      | 4                 | 4               | 4                 | 4                   | 16         |
| 5  | Владимир Кристовский  | Пароход                      | Леонид Утёсов         | 5                 | 5               | 5                 | 5                   | 20         |
| 6  | Андрей Давидян        | Мои года                     | Вахтанг Кикабидзе     | 4                 | 5               | 4                 | 4                   | 17         |
| 7  | Анна Ардова           | Ciao, Bambino, Sorry         | Мирей Матьё           | 5                 | 4               | 5                 | 5                   | 19         |
| 8  | Игорь Миркурбанов     | Я твой ковбой                | Сергей Шнуров         | 5                 | 5               | 5                 | 5                   | 20         |
| 9  | Анастасия Спиридонова | Транзитный пассажир          | Ирина Аллегрова       | 5                 | 5               | 5                 | 5                   | 20         |
| 10 | Михаил Бублик         | Моя бабушка курит трубку     | Гарик Сукачёв         | 5                 | 5               | 5                 | 5                   | 20         |

Общий счёт после 7-го выпуска:
1. Анастасия Спиридонова — 139 баллов
2. Александр Маршал; Ирина Дубцова ― 137 баллов
3. Андрей Давидян — 135 баллов
4. Дмитрий Харатьян — 134 балла
5. Анна Ардова — 131 балл
6. Владимир Кристовский; Алёна Апина — 130 баллов
7. Михаил Бублик — 129 баллов
8. Игорь Миркурбанов — 124 балла

В конце 7-го выпуска выступила член жюри Ирина Аллегрова, исполнив свою песню «Вьюга-зима».

#### Финал (7 августа 2015)
Перед номерами участников выступил ведущий проекта Максим Аверин, исполнив песню Михаила Жарова «Цыплёнок жареный».
| №  | Исполнитель           | Песня                     | Исполнитель оригинала | Александр Новиков | Ирина Аллегрова | Вячеслав Фетисов | Михаил Шуфутинский | Общий счёт |
| -- | --------------------- | ------------------------- | --------------------- | ----------------- | --------------- | ---------------- | ------------------ | ---------- |
| 1  | Александр Маршал      | Есть только миг           | Олег Анофриев         | 5                 | 5               | 5                | 5                  | 20         |
| 2  | Анастасия Спиридонова | Я милого узнаю по походке | Гарик Сукачёв         | 5                 | 5               | 5                | 5                  | 20         |
| 3  | Михаил Бублик         | Скажи нет                 | Михаил Бублик         | 5                 | 5               | 5                | 5                  | 20         |
| 4  | Алёна Апина           | Узелки                    | Алёна Апина           | 5                 | 5               | 5                | 5                  | 20         |
| 5  | Игорь Миркурбанов     | В Кейптаунском порту      |                       | 5                 | 5               | 5                | 5                  | 20         |
| 6  | Андрей Давидян        | Куда ты, туда и я         | Андрей Давидян        | 5                 | 5               | 5                | 5                  | 20         |
| 7  | Анна Ардова           | Две гитары                |                       | 5                 | 5               | 5                | 5                  | 20         |
| 8  | Владимир Кристовский  | Проститься                | Uma2rmaH              | 5                 | 5               | 5                | 5                  | 20         |
| 9  | Ирина Дубцова         | Как ты там?               | Ирина Дубцова         | 5                 | 5               | 5                | 5                  | 20         |
| 10 | Дмитрий Харатьян      | Не вешать нос             | Дмитрий Харатьян      | 5                 | 5               | 5                | 5                  | 20         |

Итоговый счёт:
1. Анастасия Спиридонова — 159 баллов — Победитель сезона
2. Александр Маршал; Ирина Дубцова — 157 баллов
3. Андрей Давидян — 155 баллов
4. Дмитрий Харатьян — 154 балла
5. Анна Ардова — 151 балл
6. Владимир Кристовский; Алёна Апина — 150 баллов
7. Михаил Бублик — 149 баллов
8. Игорь Миркурбанов — 144 балла

В конце финального выпуска все участники проекта исполнили песню «Три аккорда».

#### Итоги 1-го сезона
- Победителями выпуска считаются участники, набравшие 20 баллов. Анастасия Спридонова победила в семи выпусках, Ирина Дубцова, Александр Маршал и Андрей Давидян победили в шести выпусках, Дмитрий Харатьян — в пяти, Владимир Кристовский и Игорь Миркурбанов — в четырёх, Анна Ардова, Алёна Апина и Михаил Бублик — в трёх.

## Второй сезон

#### Члены жюри
| Член жюри           | Выпуски | Выпуски | Выпуски | Выпуски | Выпуски | Выпуски | Выпуски | Выпуски |
| Член жюри           | 1       | 2       | 3       | 4       | 5       | 6       | 7       | 8       |
| ------------------- | ------- | ------- | ------- | ------- | ------- | ------- | ------- | ------- |
| Александр Новиков   |         |         |         |         |         |         |         |         |
| Сергей Трофимов     |         |         |         |         |         |         |         |         |
| Лидия Козлова       |         |         |         |         |         |         |         |         |
| Александр Розенбаум |         |         |         |         |         |         |         |         |
| Елена Ваенга        |         |         |         |         |         |         |         |         |
| Вячеслав Добрынин   |         |         |         |         |         |         |         |         |
| Александр Малинин   |         |         |         |         |         |         |         |         |
| Вика Цыганова       |         |         |         |         |         |         |         |         |
| Михаил Шуфутинский  |         |         |         |         |         |         |         |         |
| Евгений Кемеровский |         |         |         |         |         |         |         |         |
| Любовь Успенская    |         |         |         |         |         |         |         |         |

#### 1-й выпуск (16 июля 2017)
Перед номерами участников выступил ведущий Максим Аверин, исполнив песню «Мурка», а член жюри Александр Розенбаум в сопровождении Московского казачьего хора исполнил свою песню «Казачью».
| №  | Исполнитель      | Песня                | Исполнитель оригинала | Александр Новиков | Сергей Трофимов | Лидия Козлова | Александр Розенбаум | Общий счёт |
| -- | ---------------- | -------------------- | --------------------- | ----------------- | --------------- | ------------- | ------------------- | ---------- |
| 1  | Татьяна Буланова | Ещё не поздно        | Любовь Успенская      | 5                 | 5               | 5             | 5                   | 20         |
| 2  | Сергей Астахов   | Ветер в голове       | Сергей Трофимов       | 4                 | 4               | 5             | 4                   | 17         |
| 3  | Елена Воробей    | Белый мерседес       | Маша Распутина        | 5                 | 5               | 5             | 5                   | 20         |
| 4  | Ирина Климова    | Как я тебя ждала     | Ирина Климова         | 5                 | 5               | 4             | 5                   | 19         |
| 5  | Глеб Матвейчук   | Всё для тебя         | Стас Михайлов         | 4                 | 5               | 4             | 3                   | 16         |
| 6  | Слава            | Гоп-стоп             | Александр Розенбаум   | 4                 | 5               | 5             | 5                   | 19         |
| 7  | Стас Костюшкин   | Вези меня, извозчик  | Александр Новиков     | 5                 | 5               | 5             | 5                   | 20         |
| 8  | Алексей Глызин   | Тётя Хая             | Вилли Токарев         | 5                 | 5               | 4             | 5                   | 19         |
| 9  | Людмила Соколова | Рюмка водки на столе | Григорий Лепс         | 5                 | 5               | 5             | 5                   | 20         |
| 10 | Виктор Рыбин     | Губит людей не пиво  | Вячеслав Невинный     | 5                 | 5               | 5             | 5                   | 20         |

Общий счёт после 1-го выпуска:
1. Татьяна Буланова; Елена Воробей; Стас Костюшкин; Людмила Соколова; Виктор Рыбин — 20 баллов
2. Ирина Климова; Слава; Алексей Глызин — 19 баллов
3. Сергей Астахов — 17 баллов
4. Глеб Матвейчук — 16 баллов

В конце выпуска выступила группа «Лесоповал», исполнив свою песню «Я куплю тебе дом», а все участники передачи исполнили песню «Три аккорда».

#### 2-й выпуск (23 июля 2017)
Перед номерами участников выступил ведущий Максим Аверин, исполнив песню Петра Лещенко «У самовара», а член жюри Вячеслав Добрынин исполнил свою песню «Спасатель».
| №  | Исполнитель      | Песня                | Исполнитель оригинала | Александр Новиков | Елена Ваенга | Вячеслав Добрынин | Александр Розенбаум | Общий счёт |
| -- | ---------------- | -------------------- | --------------------- | ----------------- | ------------ | ----------------- | ------------------- | ---------- |
| 1  | Слава            | Дорогой длинною      | Александр Вертинский  | 4                 | 5            | 5                 | 5                   | 19         |
| 2  | Виктор Рыбин     | Поспели вишни        | Аркадий Северный      | 5                 | 5            | 5                 | 5                   | 20         |
| 3  | Ирина Климова    | Суженый, ряженый     | Ирина Аллегрова       | 5                 | 4            | 5                 | 5                   | 19         |
| 4  | Глеб Матвейчук   | Сингарелла           | Михаил Шуфутинский    | 4                 | 5            | 5                 | 5                   | 19         |
| 5  | Людмила Соколова | Горчит калина        | Любовь Успенская      | 5                 | 5            | 5                 | 5                   | 20         |
| 6  | Стас Костюшкин   | Летний дождь         | Игорь Тальков         | 4                 | 5            | 4                 | 4                   | 17         |
| 7  | Елена Воробей    | Люба-Любонька        | Любовь Успенская      | 5                 | 5            | 5                 | 5                   | 20         |
| 8  | Сергей Астахов   | В Кейптаунском порту | Лариса Долина         | 4                 | 5            | 4                 | 4                   | 17         |
| 9  | Татьяна Буланова | Нинка                | Александр Розенбаум   | 5                 | 5            | 5                 | 5                   | 20         |
| 10 | Алексей Глызин   | Весенний блюз        | Сергей Трофимов       | 5                 | 5            | 5                 | 5                   | 20         |

Общий счёт после 2-го выпуска:
1. Татьяна Буланова; Елена Воробей; Людмила Соколова; Виктор Рыбин — 40 баллов
2. Алексей Глызин — 39 баллов
3. Ирина Климова; Слава — 38 баллов
4. Стас Костюшкин — 37 баллов
5. Глеб Матвейчук — 35 баллов
6. Сергей Астахов — 34 балла

В конце выпуска выступил Юрий Антонов, исполнив свою песню «Дорога к морю».

#### 3-й выпуск (30 июля 2017)
Перед номерами участников выступил ведущий Максим Аверин, исполнив песню Вилли Токарева «Небоскребы, небоскребы», а член жюри Александр Малинин исполнил свою песню «Забава».
| №  | Исполнитель      | Песня                      | Исполнитель оригинала | Александр Новиков | Александр Малинин | Вика Цыганова | Александр Розенбаум | Общий счёт |
| -- | ---------------- | -------------------------- | --------------------- | ----------------- | ----------------- | ------------- | ------------------- | ---------- |
| 1  | Стас Костюшкин   | Утренняя гимнастика        | Владимир Высоцкий     | 5                 | 4                 | 4             | 5                   | 18         |
| 2  | Татьяна Буланова | По диким степям Забайкалья |                       | 5                 | 4                 | 4             | 5                   | 18         |
| 3  | Глеб Матвейчук   | Не сыпь мне соль на рану   | Вячеслав Добрынин     | 4                 | 4                 | 5             | 5                   | 18         |
| 4  | Людмила Соколова | Копеечка                   | Алла Пугачёва         | 5                 | 4                 | 5             | 4                   | 18         |
| 5  | Виктор Рыбин     | Я в весеннем лесу          | Александр Малинин     | 4                 | 4                 | 5             | 4                   | 17         |
| 6  | Елена Воробей    | Ты дарила мне розы         | Диана Арбенина        | 5                 | 5                 | 5             | 5                   | 20         |
| 7  | Сергей Астахов   | Шансоньетка                | Александр Новиков     | 4                 | 5                 | 4             | 4                   | 17         |
| 8  | Слава            | Отвали                     | Лолита                | 5                 | 5                 | 5             | 5                   | 20         |
| 9  | Алексей Глызин   | Радовать                   | Анатолий Днепров      | 4                 | 4                 | 4             | 4                   | 16         |
| 10 | Ирина Климова    | Курю                       | Елена Ваенга          | 5                 | 5                 | 5             | 5                   | 20         |

Общий счёт после 3-го выпуска:
1. Елена Воробей — 60 баллов
2. Ирина Климова; Слава; Татьяна Буланова; Людмила Соколова — 58 баллов
3. Виктор Рыбин — 57 баллов
4. Стас Костюшкин; Алексей Глызин — 55 баллов
5. Глеб Матвейчук — 53 балла
6. Сергей Астахов — 51 балл

В конце выпуска выступил Михаил Шуфутинский, исполнив свою песню «Наколочка».

#### 4-й выпуск (6 августа 2017)
Перед номерами участников выступил ведущий проекта Максим Аверин, исполнив песню «Я милого узнаю по походке» (исполнитель оригинала — Гарик Сукачёв), а член жюри проекта Елена Ваенга исполнила свою песню «Королева».
| №  | Исполнитель      | Песня           | Исполнитель оригинала      | Александр Новиков | Елена Ваенга | Вячеслав Добрынин | Александр Розенбаум | Общий счёт |
| -- | ---------------- | --------------- | -------------------------- | ----------------- | ------------ | ----------------- | ------------------- | ---------- |
| 1  | Ирина Климова    | Шарабан         | Татьяна Кабанова           | 5                 | 5            | 5                 | 5                   | 20         |
| 2  | Глеб Матвейчук   | Скажи «нет»     | Михаил Бублик              | 5                 | 5            | 5                 | 5                   | 20         |
| 3  | Татьяна Буланова | Он уехал        | Татьяна Буланова           | 5                 | 5            | 5                 | 5                   | 20         |
| 4  | Людмила Соколова | Johnny          | Дани Клейн (Vaya Con Dios) | 5                 | 5            | 5                 | 4                   | 19         |
| 5  | Алексей Глызин   | Чубчик          | Пётр Лещенко               | 5                 | 5            | 5                 | 5                   | 20         |
| 6  | Сергей Астахов   | Ваше благородие | Павел Луспекаев            | 5                 | 5            | 5                 | 5                   | 20         |
| 7  | Елена Воробей    | Тук-тук         | Катя Огонёк                | 5                 | 5            | 5                 | 5                   | 20         |
| 8  | Виктор Рыбин     | Школа танцев    | Аркадий Северный           | 5                 | 5            | 5                 | 5                   | 20         |
| 9  | Слава            | Путана          | Олег Газманов              | 4                 | 5            | 4                 | 4                   | 17         |
| 10 | Стас Костюшкин   | Старый барин    | Николай Расторгуев (Любэ)  | 5                 | 5            | 5                 | 5                   | 20         |

Общий счёт после 4-го выпуска:
1. Елена Воробей — 80 баллов
2. Ирина Климова; Татьяна Буланова — 78 баллов
3. Виктор Рыбин; Людмила Соколова — 77 баллов
4. Стас Костюшкин; Алексей Глызин; Слава — 75 баллов
5. Глеб Матвейчук — 73 балла
6. Сергей Астахов — 71 балл

В конце 4-го выпуска выступила Ирина Круг, исполнив свою песню «Шанель».

#### 5-й выпуск (13 августа 2017)
Перед номерами участников выступил ведущий проекта Максим Аверин, исполнив песню «Джаз-болельщик» (исполнитель оригинала — Леонид Утёсов), а член жюри проекта Вика Цыганова исполнила свою песню «Приходите в мой дом».
| №  | Исполнитель      | Песня                          | Исполнитель оригинала | Александр Новиков | Михаил Шуфутинский | Вика Цыганова | Александр Розенбаум | Общий счёт |
| -- | ---------------- | ------------------------------ | --------------------- | ----------------- | ------------------ | ------------- | ------------------- | ---------- |
| 1  | Алексей Глызин   | За окошком месяц май           | Гарик Сукачёв         | 5                 | 5                  | 4             | 5                   | 19         |
| 2  | Слава            | Воровать невесту               | Елена Ваенга          | 4                 | 5                  | 5             | 4                   | 18         |
| 3  | Сергей Астахов   | Ау                             | Александр Розенбаум   | 4                 | 4                  | 5             | 4                   | 17         |
| 4  | Елена Воробей    | Жиган-лимон                    | Михаил Круг           | 5                 | 5                  | 5             | 5                   | 20         |
| 5  | Глеб Матвейчук   | Как упоительны в России вечера | Белый орёл            | 4                 | 5                  | 5             | 5                   | 19         |
| 6  | Татьяна Буланова | Мама                           | Михаил Шуфутинский    | 5                 | 5                  | 5             | 5                   | 20         |
| 7  | Виктор Рыбин     | Никто тебя не любит так, как я | Валерий Власов        | 4                 | 5                  | 4             | 4                   | 17         |
| 8  | Людмила Соколова | Я поднимаю свой бокал          | Филипп Киркоров       | 5                 | 5                  | 5             | 5                   | 20         |
| 9  | Стас Костюшкин   | Базар-вокзал                   | Виктор Королёв        | 4                 | 5                  | 5             | 5                   | 19         |
| 10 | Ирина Климова    | Дай бог                        | Александр Малинин     | 5                 | 5                  | 5             | 5                   | 20         |

Общий счёт после 5-го выпуска:
1. Елена Воробей — 100 баллов
2. Ирина Климова; Татьяна Буланова — 98 баллов
3. Людмила Соколова — 97 баллов
4. Стас Костюшкин; Алексей Глызин; Виктор Рыбин — 94 балла
5. Слава — 93 балла
6. Глеб Матвейчук — 92 балла
7. Сергей Астахов — 88 баллов

В конце 5-го выпуска выступил Михаил Бублик, исполнив свою песню «Будет светло».

#### 6-й выпуск (20 августа 2017)
Перед номерами участников выступил ведущий проекта Максим Аверин, исполнив песню «Показания невиновного» (исполнитель оригинала — Аркадий Северный), а председатель жюри проекта Александр Новиков исполнил свою песню «Крошка».
| №  | Исполнитель      | Песня                        | Исполнитель оригинала | Александр Новиков | Евгений Кемеровский | Сергей Трофимов | Александр Розенбаум | Общий счёт |
| -- | ---------------- | ---------------------------- | --------------------- | ----------------- | ------------------- | --------------- | ------------------- | ---------- |
| 1  | Слава            | Америка-разлучница           | Ирина Шведова         | 5                 | 5                   | 5               | 5                   | 20         |
| 2  | Виктор Рыбин     | Ах, Одесса, жемчужина у моря | Леонид Утёсов         | 5                 | 5                   | 5               | 5                   | 20         |
| 3  | Стас Костюшкин   | Вальс-бостон                 | Александр Розенбаум   | 5                 | 5                   | 5               | 5                   | 20         |
| 4  | Ирина Климова    | Мал-помалу                   | Алла Пугачёва         | 5                 | 5                   | 5               | 5                   | 20         |
| 5  | Людмила Соколова | Я люблю тебя до слёз         | Александр Серов       | 5                 | 5                   | 5               | 5                   | 20         |
| 6  | Сергей Астахов   | Скалолазка                   | Владимир Высоцкий     | 4                 | 4                   | 5               | 4                   | 17         |
| 7  | Алексей Глызин   | Молитва                      | Лесоповал             | 5                 | 5                   | 5               | 5                   | 20         |
| 8  | Елена Воробей    | Купите папиросы              | Аркадий Северный      | 5                 | 5                   | 5               | 5                   | 20         |
| 9  | Глеб Матвейчук   | Ах, какая женщина!           | Фристайл              | 5                 | 5                   | 5               | 5                   | 20         |
| 10 | Татьяна Буланова | Кабриолет                    | Любовь Успенская      | 5                 | 5                   | 5               | 5                   | 20         |

Общий счёт после 6-го выпуска:
1. Елена Воробей — 120 баллов
2. Ирина Климова; Татьяна Буланова — 118 баллов
3. Людмила Соколова — 117 баллов
4. Стас Костюшкин; Алексей Глызин; Виктор Рыбин — 114 баллов
5. Слава — 113 баллов
6. Глеб Матвейчук — 112 баллов
7. Сергей Астахов — 105 баллов

В конце 6-го выпуска выступил Григорий Лепс, исполнив песню «Моя цыганская» (исполнитель оригинала — Владимир Высоцкий).

#### 7-й выпуск (27 августа 2017)
Перед номерами участников выступил ведущий проекта Максим Аверин, исполнив песню «Одесский порт» (исполнитель оригинала — Леонид Утёсов), а член жюри проекта Сергей Трофимов исполнил свою песню «Город Сочи».
| №  | Исполнитель      | Песня                 | Исполнитель оригинала                  | Александр Новиков | Сергей Трофимов | Любовь Успенская | Александр Розенбаум | Общий счёт |
| -- | ---------------- | --------------------- | -------------------------------------- | ----------------- | --------------- | ---------------- | ------------------- | ---------- |
| 1  | Глеб Матвейчук   | Очи чёрные            | Фёдор Шаляпин                          | 4                 | 5               | 4                | 4                   | 17         |
| 2  | Людмила Соколова | Кони привередливые    | Владимир Высоцкий                      | 4                 | 5               | 5                | 5                   | 19         |
| 3  | Стас Костюшкин   | Допрос                | Лесоповал                              | 5                 | 5               | 5                | 5                   | 20         |
| 4  | Ирина Климова    | Принцесса             | Елена Ваенга                           | 4                 | 5               | 5                | 4                   | 18         |
| 5  | Сергей Астахов   | Ещё не вечер          | Владимир Высоцкий                      | 5                 | 5               | 5                | 4                   | 19         |
| 6  | Елена Воробей    | Придурок ненормальный | Вилли Токарев                          | 5                 | 5               | 5                | 5                   | 20         |
| 7  | Слава            | Маруся завязала       | Любовь Успенская и Александр Розенбаум | 4                 | 4               | 5                | 5                   | 18         |
| 8  | Виктор Рыбин     | Страдания             | Николай Караченцов                     | 5                 | 5               | 5                | 5                   | 20         |
| 9  | Татьяна Буланова | Настоящий полковник   | Алла Пугачёва                          | 5                 | 5               | 5                | 4                   | 19         |
| 10 | Алексей Глызин   | Соловьи               | Сергей Трофимов                        | 5                 | 5               | 5                | 5                   | 20         |

Общий счёт после 7-го выпуска
1. Елена Воробей — 140 баллов
2. Татьяна Буланова — 137 баллов
3. Людмила Соколова; Ирина Климова — 136 баллов
4. Стас Костюшкин; Алексей Глызин; Виктор Рыбин — 134 балла
5. Слава — 131 балл
6. Глеб Матвейчук — 129 баллов
7. Сергей Астахов — 124 балла

В конце 7-го выпуска выступила Маша Распутина, исполнив свою песню «Ты упал с Луны».

#### Финал (3 сентября 2017)
Перед показом номеров участники и ведущий проекта Максим Аверин исполнили гимн «Три аккорда», а член жюри проекта Любовь Успенская исполнила свою песню «Ещё люблю, а надо ли?».
| №  | Исполнитель      | Песня                       | Исполнитель оригинала | Александр Новиков | Михаил Шуфутинский | Любовь Успенская | Александр Розенбаум | Общий счёт |
| -- | ---------------- | --------------------------- | --------------------- | ----------------- | ------------------ | ---------------- | ------------------- | ---------- |
| 1  | Сергей Астахов   | Атас                        | Любэ                  | 5                 | 5                  | 5                | 5                   | 20         |
| 2  | Слава            | Мадам Брошкина              | Алла Пугачёва         | 5                 | 5                  | 5                | 5                   | 20         |
| 3  | Ирина Климова    | Гадалка                     | Жанна Рождественская  | 5                 | 5                  | 5                | 5                   | 20         |
| 4  | Глеб Матвейчук   | Напрасные слова             | Александр Малинин     | 4                 | 4                  | 5                | 4                   | 17         |
| 5  | Алексей Глызин   | Купола                      | Владимир Высоцкий     | 5                 | 5                  | 5                | 5                   | 20         |
| 6  | Татьяна Буланова | К единственному, нежному    | Любовь Успенская      | 5                 | 5                  | 5                | 5                   | 20         |
| 7  | Стас Костюшкин   | Я московский озорной гуляка | Виктор Королёв        | 5                 | 5                  | 5                | 5                   | 20         |
| 8  | Виктор Рыбин     | Коммунальная квартира       | Дюна                  | 5                 | 5                  | 5                | 5                   | 20         |
| 9  | Елена Воробей    | Судьба артиста              | Сергей Куприк         | 5                 | 5                  | 4                | 5                   | 19         |
| 10 | Людмила Соколова | Ну и что                    | Григорий Лепс         | 5                 | 5                  | 5                | 5                   | 20         |

Итоговый счёт по итогам 2-го сезона:
1. Елена Воробей — 159 баллов — Победитель сезона
2. Татьяна Буланова — 157 баллов — Приз от радио «Шансон»
3. Людмила Соколова; Ирина Климова; — 156 баллов
4. Стас Костюшкин; Алексей Глызин; Виктор Рыбин — 154 балла
5. Слава — 151 балл
6. Глеб Матвейчук — 146 баллов
7. Сергей Астахов — 144 балла

В конце финального выпуска выступил Олег Газманов, исполнив свою песню «Загулял».

#### Итоги 2-го сезона
- Победителями выпуска считаются участники, набравшие 20 баллов. Елена Воробей победила в семи выпусках (не набрала максимум лишь в финале), Татьяна Буланова и Виктор Рыбин победили в шести выпусках, Ирина Климова, Людмила Соколова, Алексей Глызин и Стас Костюшкин — в пяти, Слава — в трёх, Глеб Матвейчук и Сергей Астахов — в двух.

## Третий сезон

#### Члены жюри
| Член жюри           | Выпуски | Выпуски | Выпуски | Выпуски | Выпуски | Выпуски | Выпуски | Выпуски |
| Член жюри           | 1       | 2       | 3       | 4       | 5       | 6       | 7       | 8       |
| ------------------- | ------- | ------- | ------- | ------- | ------- | ------- | ------- | ------- |
| Александр Новиков   |         |         |         |         |         |         |         |         |
| Сергей Трофимов     |         |         |         |         |         |         |         |         |
| Лидия Козлова       |         |         |         |         |         |         |         |         |
| Александр Розенбаум |         |         |         |         |         |         |         |         |
| Михаил Шуфутинский  |         |         |         |         |         |         |         |         |
| Любовь Успенская    |         |         |         |         |         |         |         |         |
| Вилли Токарев       |         |         |         |         |         |         |         |         |
| Вика Цыганова       |         |         |         |         |         |         |         |         |
| Лолита              |         |         |         |         |         |         |         |         |

#### 1-й выпуск (11 мая 2018)
Перед показом номеров участники и ведущий проекта Максим Аверин исполнили песню «Здравствуйте» (исполнитель оригинала — Михаил Круг), а член жюри проекта Александр Розенбаум исполнил свою песню «Утиная охота».
| №  | Исполнитель         | Песня                     | Исполнитель оригинала | Александр Новиков | Сергей Трофимов | Лидия Козлова | Александр Розенбаум | Общий счёт |
| -- | ------------------- | ------------------------- | --------------------- | ----------------- | --------------- | ------------- | ------------------- | ---------- |
| 1  | Ирина Апексимова    | Шарабан                   | Аркадий Северный      | 5                 | 5               | 4             | 5                   | 19         |
| 2  | Игорь Саруханов     | Сиреневый туман           | Владимир Маркин       | 5                 | 5               | 5             | 5                   | 20         |
| 3  | Ева Польна          | Золотая рыбка             | Елена Ваенга          | 4                 | 4               | 4             | 4                   | 16         |
| 4  | Дмитрий Дюжев       | Я куплю тебе дом          | Лесоповал             | 4                 | 5               | 4             | 4                   | 17         |
| 5  | Алёна Свиридова     | Мишка, Мишка              | Леонид Утёсов         | 5                 | 5               | 4             | 5                   | 19         |
| 6  | Александр Шоуа      | Девушка в платье из ситца | Аркадий Северный      | 4                 | 5               | 5             | 4                   | 18         |
| 7  | Мариам Мерабова     | Чёрный ворон              |                       | 5                 | 5               | 5             | 5                   | 20         |
| 8  | Ярослав Сумишевский | Ах, какая женщина!        | Фристайл              | 5                 | 5               | 4             | 5                   | 19         |
| 9  | Дмитрий Певцов      | Маленькая балерина        | Александр Вертинский  | 5                 | 5               | 5             | 5                   | 20         |
| 10 | Анастасия Макеева   | Императрица               | Ирина Аллегрова       | 5                 | 5               | 5             | 5                   | 20         |

Общий счёт после 1-го выпуска:
1. Игорь Саруханов, Мариам Мерабова, Дмитрий Певцов, Анастасия Макеева — 20 баллов
2. Ирина Апексимова; Алёна Свиридова; Ярослав Сумишевский — 19 баллов
3. Александр Шоуа — 18 баллов
4. Дмитрий Дюжев — 17 баллов
5. Ева Польна — 16 баллов

В конце 1-го выпуска выступила группа «Лесоповал», исполнив свою песню «Столыпинский вагон», а все участники проекта исполнили гимн «Три аккорда».

#### 2-й выпуск (18 мая 2018)
Перед показом номеров выступил Олег Газманов, исполнив свою песню «Доля».
| №  | Исполнитель         | Песня                       | Исполнитель оригинала       | Александр Новиков | Михаил Шуфутинский | Любовь Успенская | Александр Розенбаум | Общий счёт |
| -- | ------------------- | --------------------------- | --------------------------- | ----------------- | ------------------ | ---------------- | ------------------- | ---------- |
| 1  | Анастасия Макеева   | Маруся завязала             | Александр Розенбаум         | 5                 | 5                  | 5                | 5                   | 20         |
| 2  | Игорь Саруханов     | Лето — это маленькая жизнь  | Олег Митяев                 | 5                 | 5                  | 5                | 5                   | 20         |
| 3  | Алёна Свиридова     | Постой, паровоз             | Юрий Никулин                | 4                 | 4                  | 5                | 4                   | 17         |
| 4  | Ярослав Сумишевский | Я люблю тебя до слёз        | Александр Серов             | 4                 | 4                  | 4                | 4                   | 16         |
| 5  | Ева Польна          | Солнечный зайчик            | из к/ф «Ещё раз про любовь» | 4                 | 5                  | 5                | 4                   | 18         |
| 6  | Дмитрий Певцов      | По снегу, летящему с неба   | Александр Розенбаум         | 4                 | 4                  | 5                | 4                   | 17         |
| 7  | Ирина Апексимова    | Всё, что было               | Пётр Лещенко                | 5                 | 5                  | 5                | 5                   | 20         |
| 8  | Дмитрий Дюжев       | Почему аборигены съели Кука | Владимир Высоцкий           | 4                 | 5                  | 5                | 5                   | 19         |
| 9  | Мариам Мерабова     | Горчит калина               | Нани Брегвадзе              | 5                 | 5                  | 5                | 5                   | 20         |
| 10 | Александр Шоуа      | За тебя калым отдам         | Мурат Тхагалегов            | 5                 | 5                  | 5                | 5                   | 20         |

Общий счёт после 2-го выпуска:
1. Игорь Саруханов; Мариам Мерабова; Анастасия Макеева — 40 баллов
2. Ирина Апексимова — 39 баллов
3. Александр Шоуа — 38 баллов
4. Дмитрий Певцов — 37 баллов
5. Дмитрий Дюжев; Алёна Свиридова — 36 баллов
6. Ярослав Сумишевский — 35 баллов
7. Ева Польна — 34 балла

В конце 2-го выпуска выступил Михаил Бублик, исполнив свою песню «Будет светло».

#### 3-й выпуск (25 мая 2018)
Перед показом номеров выступил Григорий Лепс, исполнив свою песню «Ну и что».
| №  | Исполнитель         | Песня                             | Исполнитель оригинала     | Александр Новиков | Сергей Трофимов | Лидия Козлова | Александр Розенбаум | Общий счёт |
| -- | ------------------- | --------------------------------- | ------------------------- | ----------------- | --------------- | ------------- | ------------------- | ---------- |
| 1  | Мариам Мерабова     | На Богатяновской открылася пивная | Стронгилла Иртлач         | 4                 | 4               | 5             | 4                   | 17         |
| 2  | Дмитрий Певцов      | Свищет ветер                      |                           | 4                 | 5               | 5             | 5                   | 19         |
| 3  | Анастасия Макеева   | Два кусочека колбаски             | Комбинация                | 5                 | 5               | 5             | 5                   | 20         |
| 4  | Дмитрий Дюжев       | Брат, душевный брат               | Берур                     | 4                 | 5               | 5             | 4                   | 18         |
| 5  | Ирина Апексимова    | Мамаши спят                       | Братья Жемчужные          | 4                 | 5               | 5             | 5                   | 19         |
| 6  | Александр Шоуа      | Я в весеннем лесу                 | из к/ф «Ошибка резидента» | 4                 | 4               | 5             | 4                   | 17         |
| 7  | Ева Польна          | Очень красивая женщина            | Любовь Успенская          | 4                 | 5               | 4             | 4                   | 17         |
| 8  | Алёна Свиридова     | Красавица                         | Михаил Круг               | 5                 | 5               | 5             | 5                   | 20         |
| 9  | Игорь Саруханов     | У Чёрного моря                    | Леонид Утёсов             | 5                 | 5               | 4             | 4                   | 18         |
| 10 | Ярослав Сумишевский | Спокойной ночи, господа           | Григорий Лепс             | 5                 | 5               | 5             | 5                   | 20         |

Общий счёт после 3-го выпуска:
1. Анастасия Макеева — 60 баллов
2. Ирина Апексимова; Игорь Саруханов — 58 баллов
3. Мариам Мерабова — 57 баллов
4. Дмитрий Певцов; Алёна Свиридова — 56 баллов
5. Ярослав Сумишевский; Александр Шоуа — 55 баллов
6. Дмитрий Дюжев — 54 балла
7. Ева Польна — 51 балл

В конце 3-го выпуска выступил член жюри проекта Сергей Трофимов, исполнив свою песню «Город Сочи».

#### 4-й выпуск (1 июня 2018). Дуэты
Перед показом номеров выступили члены жюри проекта Любовь Успенская и Михаил Шуфутинский, исполнив песню «Люба-Любонька» (исполнитель оригинала — Любовь Успенская).
| №  | Исполнитель                            | Песня                           | Исполнитель оригинала          | Александр Новиков | Михаил Шуфутинский | Любовь Успенская | Александр Розенбаум | Общий счёт |
| -- | -------------------------------------- | ------------------------------- | ------------------------------ | ----------------- | ------------------ | ---------------- | ------------------- | ---------- |
| 1  | Дмитрий Дюжев и Анастасия Спиридонова  | Дорогой длинною                 |                                | 5                 | 5                  | 5                | 5                   | 20         |
| 2  | Дмитрий Певцов и Людмила Соколова      | Ты дарила мне розы              | Ночные снайперы                | 5                 | 5                  | 5                | 5                   | 20         |
| 3  | Ева Польна и Михаил Бублик             | Скажи «нет»                     | Михаил Бублик                  | 5                 | 5                  | 5                | 5                   | 20         |
| 4  | Мариам Мерабова и Алексей Глызин       | Звон                            | Андрей Сапунов                 | 5                 | 5                  | 5                | 5                   | 20         |
| 5  | Алёна Свиридова и Дмитрий Харатьян     | Песня Яшки-цыгана               | из к/ф «Неуловимые мстители»   | 4                 | 4                  | 5                | 5                   | 18         |
| 6  | Александр Шоуа и Стас Костюшкин        | Женщина, я не танцую            | Стас Костюшкин                 | 4                 | 4                  | 5                | 5                   | 18         |
| 7  | Анастасия Макеева и Александр Маршал   | Зеркала                         | Григорий Лепс и Ани Лорак      | 5                 | 5                  | 4                | 4                   | 18         |
| 8  | Ярослав Сумишевский и Татьяна Буланова | Отпусти                         | Стас Михайлов и Таисия Повалий | 4                 | 4                  | 5                | 4                   | 17         |
| 9  | Ирина Апексимова и Игорь Миркурбанов   | Мой друг лучше всех играет блюз | Машина времени                 | 4                 | 4                  | 5                | 3                   | 16         |
| 10 | Игорь Саруханов и Алёна Апина          | Небо                            | Любовь Успенская               | 5                 | 5                  | 5                | 5                   | 20         |

Общий счёт после 4-го выпуска:
1. Анастасия Макеева; Игорь Саруханов — 78 баллов
2. Мариам Мерабова — 77 баллов
3. Дмитрий Певцов — 76 баллов
4. Алёна Свиридова; Дмитрий Дюжев; Ирина Апексимова — 74 балла
5. Александр Шоуа — 73 балла
6. Ярослав Сумишевский — 72 балла
7. Ева Польна — 71 балл

В конце 4-го выпуска выступила Ирина Круг, исполнив свою песню «Промежутки любви».

#### 5-й выпуск (8 июня 2018)
Перед показом номеров выступил ведущий проекта Максим Аверин, исполнив песню «Оц тоц перевертоц» (исполнитель оригинала — Леонид Утёсов), а Стас Михайлов и Елена Север исполнили свою песню «Не зови, не слышу».
| №  | Исполнитель         | Песня                      | Исполнитель оригинала | Александр Новиков | Лидия Козлова | Любовь Успенская | Александр Розенбаум | Общий счёт |
| -- | ------------------- | -------------------------- | --------------------- | ----------------- | ------------- | ---------------- | ------------------- | ---------- |
| 1  | Ирина Апексимова    | С одесского кичмана        | Леонид Утёсов         | 4                 | 4             | 5                | 4                   | 17         |
| 2  | Игорь Саруханов     | Ау                         | Александр Розенбаум   | 4                 | 4             | 5                | 4                   | 17         |
| 3  | Анастасия Макеева   | Пропадаю я                 | Любовь Успенская      | 5                 | 5             | 5                | 5                   | 20         |
| 4  | Ярослав Сумишевский | Конь                       | Любэ                  | 5                 | 4             | 5                | 5                   | 19         |
| 5  | Ева Польна          | Джаз-болельщик             | Леонид Утёсов         | 4                 | 4             | 4                | 5                   | 17         |
| 6  | Дмитрий Дюжев       | Молодая                    | Ефрем Амирамов        | 4                 | 5             | 5                | 4                   | 18         |
| 7  | Алёна Свиридова     | Ваши пальцы пахнут ладаном | Александр Вертинский  | 4                 | 4             | 5                | 5                   | 18         |
| 8  | Александр Шоуа      | Еврейский портной          | Михаил Шуфутинский    | 5                 | 5             | 5                | 5                   | 20         |
| 9  | Мариам Мерабова     | Окурочек                   | Юз Алешковский        | 5                 | 5             | 5                | 5                   | 20         |
| 10 | Дмитрий Певцов      | Гоп-стоп                   | Александр Розенбаум   | 5                 | 5             | 5                | 5                   | 20         |

Общий счёт после 5-го выпуска:
1. Анастасия Макеева — 98 баллов
2. Мариам Мерабова — 97 баллов
3. Дмитрий Певцов — 96 баллов
4. Игорь Саруханов — 95 баллов
5. Александр Шоуа — 93 балла
6. Алёна Свиридова; Дмитрий Дюжев — 92 балла
7. Ярослав Сумишевский; Ирина Апексимова — 91 балл
8. Ева Польна — 88 баллов

В конце 5-го выпуска выступил председатель жюри проекта Александр Новиков, исполнив свою песню «Девочка-огонь».

#### 6-й выпуск (29 июня 2018)
Перед показом номеров выступил ведущий проекта Максим Аверин, исполнив песню «Танго разбитых сердец» (исполнитель оригинала — Григорий Лепс), а член жюри проекта Любовь Успенская исполнила свою песню «Окончен путь».
| №  | Исполнитель         | Песня                           | Исполнитель оригинала         | Александр Новиков | Вилли Токарев | Любовь Успенская | Александр Розенбаум | Общий счёт |
| -- | ------------------- | ------------------------------- | ----------------------------- | ----------------- | ------------- | ---------------- | ------------------- | ---------- |
| 1  | Дмитрий Дюжев       | Чемоданчик                      | из к/ф «Мы из джаза»          | 5                 | 5             | 5                | 5                   | 20         |
| 2  | Алёна Свиридова     | По приютам я с детства скитался | из к/ф «Республика ШКИД»      | 5                 | 5             | 5                | 5                   | 20         |
| 3  | Мариам Мерабова     | В Кейптаунском порту            |                               | 5                 | 5             | 5                | 5                   | 20         |
| 4  | Александр Шоуа      | Очарована, околдована           | Михаил Звездинский            | 5                 | 5             | 5                | 5                   | 20         |
| 5  | Ирина Апексимова    | Тайна                           | Леонид Утёсов                 | 5                 | 5             | 5                | 5                   | 20         |
| 6  | Ярослав Сумишевский | Мой номер 245                   | Гарик Кричевский              | 4                 | 5             | 5                | 5                   | 19         |
| 7  | Ева Польна          | Извозчик                        | Александр Розенбаум           | 4                 | 5             | 5                | 5                   | 19         |
| 8  | Игорь Саруханов     | Стучат колёса                   | Цветы                         | 5                 | 5             | 5                | 5                   | 20         |
| 9  | Анастасия Макеева   | Танго Магнолия                  | Александр Вертинский          | 5                 | 5             | 5                | 5                   | 20         |
| 10 | Дмитрий Певцов      | Город, которого нет             | из т/с «Бандитский Петербург» | 4                 | 5             | 5                | 5                   | 19         |

Общий счёт после 6-го выпуска:
1. Анастасия Макеева — 118 баллов
2. Мариам Мерабова — 117 баллов
3. Дмитрий Певцов; Игорь Саруханов — 115 баллов
4. Александр Шоуа — 113 баллов
5. Алёна Свиридова; Дмитрий Дюжев — 112 баллов
6. Ирина Апексимова — 111 баллов
7. Ярослав Сумишевский — 110 баллов
8. Ева Польна — 107 баллов

В конце 6-го выпуска выступил член жюри проекта Вилли Токарев, исполнив свою песню «Придурок ненормальный».

#### 7-й выпуск (13 июля 2018)
Перед показом номеров выступил ведущий проекта Максим Аверин, исполнив песню «Электричка» (исполнитель оригинала — Михаил Круг), а Александр Малинин исполнил свою песню «Берега».
| №  | Исполнитель                 | Песня                   | Исполнитель оригинала | Александр Новиков | Михаил Шуфутинский | Вика Цыганова | Александр Розенбаум | Общий счёт |
| -- | --------------------------- | ----------------------- | --------------------- | ----------------- | ------------------ | ------------- | ------------------- | ---------- |
| 1  | Анастасия Макеева           | Три розы                | Лариса Долина         | 5                 | 5                  | 5             | 5                   | 20         |
| 2  | Игорь Саруханов             | Старый клён             | из к/ф «Девчата»      | 5                 | 5                  | 5             | 5                   | 20         |
| 3  | Ярослав Сумишевский         | Без тебя                | Стас Михайлов         | 4                 | 4                  | 5             | 4                   | 17         |
| 4  | Ирина Апексимова            | Кирпичики               |                       | 5                 | 5                  | 5             | 5                   | 20         |
| 5  | Дмитрий Певцов              | Я скучаю по тебе        | Сергей Трофимов       | 5                 | 5                  | 5             | 5                   | 20         |
| 6  | Алёна Свиридова             | Чёрная моль             |                       | 5                 | 5                  | 5             | 5                   | 20         |
| 7  | Дмитрий Дюжев и казачий хор | Когда мы были на войне… |                       | 5                 | 5                  | 5             | 5                   | 20         |
| 8  | Мариам Мерабова             | Беда                    | Владимир Высоцкий     | 5                 | 5                  | 5             | 4                   | 19         |
| 9  | Ева Польна                  | Эх, душа моя            | Рада Рай              | 4                 | 4                  | 4             | 4                   | 16         |
| 10 | Александр Шоуа              | Мясоедовская улица моя  |                       | 5                 | 5                  | 5             | 5                   | 20         |

Общий счёт после 7-го выпуска:
1. Анастасия Макеева — 138 баллов
2. Мариам Мерабова — 136 баллов
3. Дмитрий Певцов; Игорь Саруханов — 135 баллов
4. Александр Шоуа — 133 балла
5. Алёна Свиридова; Дмитрий Дюжев — 132 балла
6. Ирина Апексимова — 131 балл
7. Ярослав Сумишевский — 127 баллов
8. Ева Польна — 123 балла

В конце 7-го выпуска выступили член жюри проекта Вика Цыганова и участник третьего сезона проекта Дмитрий Дюжев, исполнив песню «Приходите в мой дом» (исполнители оригинала — Вика Цыганова и Михаил Круг).

#### Финал (20 июля 2018)
Перед показом номеров выступил ведущий проекта Максим Аверин, исполнив песню «Баллада о Мэкки-Ноже» из пьесы Бертольта Брехта «Трёхгрошовая опера», а член жюри Лолита исполнила свою песню «На Титанике».
| №  | Исполнитель         | Песня                              | Исполнитель оригинала         | Александр Новиков | Сергей Трофимов | Лолита | Александр Розенбаум | Общий счёт |
| -- | ------------------- | ---------------------------------- | ----------------------------- | ----------------- | --------------- | ------ | ------------------- | ---------- |
| 1  | Ирина Апексимова    | Мурка                              |                               | 5                 | 5               | 5      | 5                   | 20         |
| 2  | Игорь Саруханов     | Желаю тебе                         | Игорь Саруханов               | 5                 | 5               | 5      | 5                   | 20         |
| 3  | Ева Польна          | Кабриолет                          | Любовь Успенская              | 4                 | 4               | 5      | 4                   | 17         |
| 4  | Дмитрий Дюжев       | Таганка                            | Михаил Шуфутинский            | 5                 | 5               | 5      | 5                   | 20         |
| 5  | Мариам Мерабова     | Бяки-буки                          | из м/ф «Бременские музыканты» | 4                 | 5               | 5      | 5                   | 19         |
| 6  | Ярослав Сумишевский | У беды глаза зелёные               | из к/ф «Опасные друзья»       | 5                 | 5               | 5      | 5                   | 20         |
| 7  | Алёна Свиридова     | Травушка                           | Алёна Свиридова               | 5                 | 5               | 5      | 5                   | 20         |
| 8  | Александр Шоуа      | Радовать                           | Анатолий Днепров              | 4                 | 5               | 5      | 5                   | 19         |
| 9  | Анастасия Макеева   | Курю                               | Елена Ваенга                  | 5                 | 5               | 5      | 5                   | 20         |
| 10 | Дмитрий Певцов      | Райские яблоки, Кони привередливые | Владимир Высоцкий             | 5                 | 5               | 5      | 5                   | 20         |

Итоговый счёт по итогам 3-го сезона:
1. Анастасия Макеева — 158 баллов — Победитель сезона
2. Мариам Мерабова; Дмитрий Певцов; Игорь Саруханов — 155 баллов
3. Александр Шоуа; Алёна Свиридова; Дмитрий Дюжев — 152 балла
4. Ирина Апексимова — 151 балл
5. Ярослав Сумишевский — 147 баллов — Приз от радио «Шансон»
6. Ева Польна — 140 баллов

В конце финального выпуска все участники передачи исполнили гимн «Три аккорда».

#### Итоги 3-го сезона
- Победителями выпуска считаются участники, набравшие 20 баллов. Анастасия Макеева победила в семи выпусках; Игорь Саруханов победил в шести выпусках, Мариам Мерабова и Дмитрий Певцов — в пяти, Александр Шоуа, Алёна Свиридова, Дмитрий Дюжев и Ирина Апексимова — в четырёх, Ярослав Сумишевский — в двух, Ева Польна - в одном.

## Четвёртый сезон

#### Члены жюри
| Член жюри           | Выпуски | Выпуски | Выпуски | Выпуски | Выпуски | Выпуски | Выпуски | Выпуски | Выпуски | Выпуски |
| Член жюри           | 1       | 2       | 3       | 4       | 5       | 6       | 7       | 8       | 9       | 10      |
| ------------------- | ------- | ------- | ------- | ------- | ------- | ------- | ------- | ------- | ------- | ------- |
| Александр Новиков   |         |         |         |         |         |         |         |         |         |         |
| Михаил Шуфутинский  |         |         |         |         |         |         |         |         |         |         |
| Любовь Успенская    |         |         |         |         |         |         |         |         |         |         |
| Александр Розенбаум |         |         |         |         |         |         |         |         |         |         |
| Вячеслав Добрынин   |         |         |         |         |         |         |         |         |         |         |
| Вика Цыганова       |         |         |         |         |         |         |         |         |         |         |
| Лидия Козлова       |         |         |         |         |         |         |         |         |         |         |
| Сергей Трофимов     |         |         |         |         |         |         |         |         |         |         |
| Александр Маршал    |         |         |         |         |         |         |         |         |         |         |
| Михаил Бублик       |         |         |         |         |         |         |         |         |         |         |
| Сергей Шакуров      |         |         |         |         |         |         |         |         |         |         |
| Таисия Повалий      |         |         |         |         |         |         |         |         |         |         |
| Лолита              |         |         |         |         |         |         |         |         |         |         |

#### 1-й выпуск (31 мая 2019)
Перед показом номеров выступил ведущий проекта Максим Аверин, исполнив песню «Желаю» (исполнитель оригинала — Елена Ваенга).
| №  | Исполнитель            | Песня                 | Исполнитель оригинала | Александр Новиков | Михаил Шуфутинский | Любовь Успенская | Александр Розенбаум | Общий счёт |
| -- | ---------------------- | --------------------- | --------------------- | ----------------- | ------------------ | ---------------- | ------------------- | ---------- |
| 1  | Анатолий Журавлёв      | Чубчик                | Вилли Токарев         | 5                 | 5                  | 5                | 5                   | 20         |
| 2  | Юлия Савичева          | Абсент                | Елена Ваенга          | 5                 | 5                  | 5                | 5                   | 20         |
| 3  | Интарс Бусулис         | Начнём сначала        | Интарс Бусулис        | 4                 | 4                  | 5                | 4                   | 17         |
| 4  | Екатерина Семёнова     | Подруги замужем давно | Екатерина Семёнова    | 4                 | 5                  | 5                | 4                   | 18         |
| 5  | Стас Пьеха             | Я остаюсь             | Анатолий Крупнов      | 5                 | 5                  | 5                | 5                   | 20         |
| 6  | Алла Рид               | Хава нагила           |                       | 5                 | 5                  | 5                | 5                   | 20         |
| 7  | Николай Фоменко        | Случай на таможне     | Владимир Высоцкий     | 5                 | 5                  | 5                | 5                   | 20         |
| 8  | Ксана Сергиенко        | Угонщица              | Ирина Аллегрова       | 5                 | 5                  | 5                | 5                   | 20         |
| 9  | Денис Клявер           | Эй, ямщик             | Гарик Сукачёв         | 5                 | 5                  | 5                | 5                   | 20         |
| 10 | Валентина Легкоступова | Дуся-агрегат          | Любэ                  | 5                 | 5                  | 5                | 5                   | 20         |

Общий счет после 1-го выпуска:
1. Анатолий Журавлёв; Юлия Савичева; Стас Пьеха; Алла Рид; Николай Фоменко; Ксана Сергиенко; Денис Клявер; Валентина Легкоступова — 20 баллов
2. Екатерина Семёнова — 18 баллов
3. Интарс Бусулис — 17 баллов

В конце 1-го выпуска выступил Григорий Лепс, исполнив свою песню «Водопадом», а все участники проекта исполнили гимн «Три аккорда».

#### 2-й выпуск (7 июня 2019)
Перед показом номеров выступила Татьяна Кабанова, исполнив песню «С одесского кичмана» (исполнитель оригинала — Леонид Утёсов).
| №  | Исполнитель            | Песня                    | Исполнитель оригинала | Александр Новиков | Вячеслав Добрынин | Любовь Успенская | Александр Розенбаум | Общий счёт |
| -- | ---------------------- | ------------------------ | --------------------- | ----------------- | ----------------- | ---------------- | ------------------- | ---------- |
| 1  | Николай Фоменко        | На улице Гороховой       | Александр Розенбаум   | 5                 | 5                 | 5                | 5                   | 20         |
| 2  | Екатерина Семёнова     | Песня беспризорника      | Булат Окуджава        | 5                 | 5                 | 5                | 5                   | 20         |
| 3  | Анатолий Журавлёв      | От зари до зари          | Дан Спэтару           | 5                 | 5                 | 5                | 5                   | 20         |
| 4  | Алла Рид               | Песенка за два сольди    | Катина Раньери        | 5                 | 5                 | 5                | 5                   | 20         |
| 5  | Интарс Бусулис         | Мадам, уже падают листья | Александр Вертинский  | 5                 | 5                 | 5                | 5                   | 20         |
| 6  | Ксана Сергиенко        | Морячок                  | Ночные снайперы       | 4                 | 5                 | 5                | 4                   | 18         |
| 7  | Стас Пьеха             | Нелюбимая                | А’Студио              | 5                 | 5                 | 5                | 5                   | 20         |
| 8  | Валентина Легкоступова | Внутри                   | Елена Ваенга          | 4                 | 5                 | 4                | 4                   | 17         |
| 9  | Денис Клявер           | Ночной гость             | Михаил Шуфутинский    | 4                 | 5                 | 4                | 4                   | 17         |
| 10 | Юлия Савичева          | Мал по малу              | Алла Пугачёва         | 5                 | 5                 | 5                | 5                   | 20         |

Общий счёт после 2-го выпуска:
1. Анатолий Журавлёв; Стас Пьеха; Алла Рид; Николай Фоменко; Юлия Савичева — 40 баллов
2. Екатерина Семёнова; Ксана Сергиенко — 38 баллов
3. Интарс Бусулис; Денис Клявер; Валентина Легкоступова — 37 баллов

В конце 2-го выпуска выступил член жюри проекта Александр Розенбаум, исполнив свою песню «Мечта блатного поэта».

#### 3-й выпуск (14 июня 2019)
Перед показом номеров выступила Елена Ваенга, исполнив свою песню «Всё наоборот».
| №  | Исполнитель            | Песня                 | Исполнитель оригинала               | Александр Новиков | Михаил Шуфутинский | Любовь Успенская | Александр Розенбаум | Общий счёт |
| -- | ---------------------- | --------------------- | ----------------------------------- | ----------------- | ------------------ | ---------------- | ------------------- | ---------- |
| 1  | Стас Пьеха             | Свадьба               | Сергей Наговицын                    | 5                 | 5                  | 5                | 5                   | 20         |
| 2  | Юлия Савичева          | Карусель              | Любовь Успенская                    | 5                 | 4                  | 5                | 5                   | 19         |
| 3  | Денис Клявер           | Скалолазка            | Владимир Высоцкий                   | 4                 | 5                  | 4                | 4                   | 17         |
| 4  | Валентина Легкоступова | Эй, моряк             | из к/ф «Человек-амфибия»            | 4                 | 4                  | 5                | 4                   | 17         |
| 5  | Анатолий Журавлёв      | Странная женщина      | Михаил Муромов                      | 4                 | 4                  | 4                | 4                   | 16         |
| 6  | Екатерина Семёнова     | Стюардесса            | Людмила Туманова                    | 4                 | 5                  | 5                | 5                   | 19         |
| 7  | Интарс Бусулис         | Sous le Ciel de Paris | Ив Монтан                           | 5                 | 5                  | 5                | 5                   | 20         |
| 8  | Алла Рид               | Мишка-одессит         | Леонид Утёсов                       | 5                 | 4                  | 4                | 5                   | 18         |
| 9  | Николай Фоменко        | Алёшкина любовь       | Весёлые ребята                      | 5                 | 5                  | 5                | 5                   | 20         |
| 10 | Ксана Сергиенко        | Кошки                 | Григорий Лепс и Александр Розенбаум | 5                 | 5                  | 5                | 5                   | 20         |

Общий счёт после 3-го выпуска:
1. Стас Пьеха; Николай Фоменко — 60 баллов
2. Юлия Савичева — 59 баллов
3. Ксана Сергиенко; Алла Рид — 58 баллов
4. Интарс Бусулис; Екатерина Семёнова — 57 баллов
5. Анатолий Журавлёв — 56 баллов
6. Денис Клявер; Валентина Легкоступова — 54 балла

В конце 3-го выпуска выступил член жюри проекта Михаил Шуфутинский, исполнив свою песню «Душа болит».

#### 4-й выпуск (21 июня 2019)
Перед показом номеров выступил Григорий Лепс, исполнив свою песню «Свои».
| №  | Исполнитель            | Песня                     | Исполнитель оригинала                             | Александр Новиков | Михаил Шуфутинский | Любовь Успенская | Александр Розенбаум | Общий счёт |
| -- | ---------------------- | ------------------------- | ------------------------------------------------- | ----------------- | ------------------ | ---------------- | ------------------- | ---------- |
| 1  | Ксана Сергиенко        | Ещё не поздно             | Любовь Успенская                                  | 5                 | 5                  | 5                | 5                   | 20         |
| 2  | Анатолий Журавлёв      | Постой, паровоз           | из к/ф «Операция «Ы» и другие приключения Шурика» | 5                 | 5                  | 5                | 5                   | 20         |
| 3  | Алла Рид               | Шопен                     | Елена Ваенга                                      | 5                 | 5                  | 5                | 5                   | 20         |
| 4  | Николай Фоменко        | Я одессит                 | из к/ф «Новые приключения неуловимых»             | 5                 | 5                  | 5                | 5                   | 20         |
| 5  | Екатерина Семёнова     | Горчит калина             | Нани Брегвадзе                                    | 5                 | 5                  | 5                | 5                   | 20         |
| 6  | Стас Пьеха             | Песня о настоящем индейце | Ноль                                              | 5                 | 5                  | 5                | 5                   | 20         |
| 7  | Валентина Легкоступова | Не провожай               | Анатолий Днепров                                  | 5                 | 4                  | 4                | 4                   | 17         |
| 8  | Денис Клявер           | Утки                      | Александр Розенбаум                               | 4                 | 4                  | 5                | 4                   | 17         |
| 9  | Юлия Савичева          | Приходите в мой дом       | Михаил Круг                                       | 4                 | 4                  | 5                | 5                   | 18         |
| 10 | Интарс Бусулис         | Мурка                     |                                                   | 5                 | 5                  | 5                | 5                   | 20         |

Общий счёт после 4-го выпуска:
1. Стас Пьеха; Николай Фоменко — 80 баллов
2. Ксана Сергиенко; Алла Рид — 78 баллов
3. Интарс Бусулис; Екатерина Семёнова; Юлия Савичева — 77 баллов
4. Анатолий Журавлёв — 76 баллов
5. Денис Клявер; Валентина Легкоступова — 71 балл

В конце 4-го выпуска выступила Ирина Круг, исполнив свою песню «Тебе, моя последняя любовь».

#### 5-й выпуск (28 июня 2019)
Перед показом номеров выступила Лолита, исполнив свою песню «Ту-ту-ту».
| №  | Исполнитель            | Песня                   | Исполнитель оригинала            | Александр Новиков | Вика Цыганова | Лидия Козлова | Сергей Трофимов | Общий счёт |
| -- | ---------------------- | ----------------------- | -------------------------------- | ----------------- | ------------- | ------------- | --------------- | ---------- |
| 1  | Интарс Бусулис         | Цыплёнок жареный        |                                  | 5                 | 5             | 5             | 5               | 20         |
| 2  | Юлия Савичева          | Лёха                    | Алёна Апина                      | 5                 | 5             | 4             | 5               | 19         |
| 3  | Анатолий Журавлёв      | За окошком месяц май    | Гарик Сукачёв                    | 5                 | 5             | 5             | 5               | 20         |
| 4  | Ксана Сергиенко        | Я вышла на Пикадилли    | Лайма Вайкуле                    | 5                 | 5             | 4             | 5               | 19         |
| 5  | Николай Фоменко        | Скрипач ростовский Моня | Александр Розенбаум              | 5                 | 5             | 5             | 5               | 20         |
| 6  | Алла Рид               | Отвали                  | Лолита                           | 5                 | 5             | 5             | 5               | 20         |
| 7  | Денис Клявер           | Город Сочи              | Сергей Трофимов                  | 4                 | 5             | 4             | 5               | 18         |
| 8  | Екатерина Семёнова     | Песня Синеглазки        | из т/ф «Незнайка с нашего двора» | 4                 | 5             | 5             | 5               | 19         |
| 9  | Валентина Легкоступова | Всюду деньги            | Аркадий Северный                 | 4                 | 5             | 5             | 5               | 19         |
| 10 | Стас Пьеха             | Я вернусь               | Игорь Тальков                    | 5                 | 5             | 5             | 5               | 20         |

Общий счёт после 5-го выпуска:
1. Стас Пьеха; Николай Фоменко — 100 баллов
2. Алла Рид — 98 баллов
3. Интарс Бусулис; Ксана Сергиенко — 97 баллов
4. Анатолий Журавлёв; Екатерина Семёнова; Юлия Савичева — 96 баллов
5. Валентина Легкоступова — 90 баллов
6. Денис Клявер — 89 баллов

В конце 5-го выпуска выступил Стас Михайлов, исполнив свою песню «Лучшая на свете».

#### 6-й выпуск (5 июля 2019)
Перед показом номеров выступил член жюри проекта Александр Маршал, исполнив свою песню «Посвящение Владимиру Высоцкому».
| №  | Исполнитель            | Песня                        | Исполнитель оригинала | Александр Новиков | Александр Маршал | Вика Цыганова | Михаил Бублик | Общий счёт |
| -- | ---------------------- | ---------------------------- | --------------------- | ----------------- | ---------------- | ------------- | ------------- | ---------- |
| 1  | Анатолий Журавлёв      | По тундре                    | Михаил Гулько         | 5                 | 5                | 5             | 5             | 20         |
| 2  | Алла Рид               | А ты не лётчик               | Анка                  | 5                 | 5                | 4             | 5             | 19         |
| 3  | Николай Фоменко        | Рассказ технолога Петухова   | Юрий Визбор           | 5                 | 5                | 5             | 5             | 20         |
| 4  | Денис Клявер           | Ума Турман                   | Uma2rman              | 5                 | 5                | 4             | 5             | 19         |
| 5  | Екатерина Семёнова     | Царевна-несмеяна             | Майя Кристалинская    | 4                 | 5                | 5             | 5             | 19         |
| 6  | Валентина Легкоступова | В Истамбуле, Константинополе | Ксения Георгиади      | 4                 | 4                | 4             | 5             | 17         |
| 7  | Интарс Бусулис         | Молитва                      | Булат Окуджава        | 5                 | 5                | 5             | 4             | 19         |
| 8  | Ксана Сергиенко        | Дорогие мои старики          | Игорь Саруханов       | 5                 | 5                | 5             | 5             | 20         |
| 9  | Стас Пьеха             | Девочка секонд-хэнд          | Алла Пугачёва         | 5                 | 5                | 4             | 5             | 19         |
| 10 | Юлия Савичева          | Чита-дрита                   | Верка Сердючка        | 5                 | 5                | 5             | 5             | 20         |

Общий счёт после 6-го выпуска:
1. Николай Фоменко — 120 баллов
2. Стас Пьеха — 119 баллов
3. Ксана Сергиенко; Алла Рид — 117 баллов
4. Анатолий Журавлёв; Юлия Савичева; Интарс Бусулис — 116 баллов
5. Екатерина Семёнова — 115 баллов
6. Денис Клявер — 108 баллов
7. Валентина Легкоступова — 107 баллов

В конце 6-го выпуска выступила певица Слава, исполнив песню «Фраер» (исполнитель оригинала — Михаил Круг).

#### 7-й выпуск (12 июля 2019). Киновыпуск
Перед показом номеров выступил ведущий проекта Максим Аверин, исполнив песню «На морском песочке» из к/ф «Свадьба в Малиновке».
| №  | Исполнитель            | Песня                            | Исполнитель оригинала                       | Александр Новиков | Сергей Шакуров | Лидия Козлова | Александр Розенбаум | Общий счёт |
| -- | ---------------------- | -------------------------------- | ------------------------------------------- | ----------------- | -------------- | ------------- | ------------------- | ---------- |
| 1  | Ксана Сергиенко        | Чёрное и белое                   | из к/ф «Большая перемена»                   | 5                 | 5              | 5             | 5                   | 20         |
| 2  | Интарс Бусулис         | Госпожа удача                    | из к/ф «Белое солнце пустыни»               | 5                 | 5              | 5             | 5                   | 20         |
| 3  | Екатерина Семёнова     | Песня старухи Шапокляк           | из м/ф «Крокодил Гена»                      | 5                 | 5              | 5             | 5                   | 20         |
| 4  | Анатолий Журавлёв      | Где среди пампасов бегают бизоны | из к/ф «12 стульев»                         | 5                 | 5              | 5             | 5                   | 20         |
| 5  | Алла Рид               | А напоследок я скажу             | из к/ф «Жестокий романс»                    | 5                 | 5              | 5             | 4                   | 19         |
| 6  | Стас Пьеха             | Думы окаянные                    | из к/ф «Пять вечеров»                       | 5                 | 5              | 5             | 5                   | 20         |
| 7  | Валентина Легкоступова | Эти тучи в голубом               | из т/с «Московская сага»                    | 4                 | 4              | 4             | 4                   | 16         |
| 8  | Денис Клявер           | Цыганская                        | из к/ф «Неуловимые мстители»                | 4                 | 4              | 5             | 4                   | 17         |
| 9  | Юлия Савичева          | На Тихорецкую состав отправится  | из к/ф «Ирония судьбы, или С лёгким паром!» | 5                 | 5              | 5             | 5                   | 20         |
| 10 | Николай Фоменко        | Ходят кони                       | из к/ф «Бумбараш»                           | 5                 | 5              | 5             | 5                   | 20         |

Общий счёт после 7-го выпуска:
1. Николай Фоменко — 140 баллов
2. Стас Пьеха — 139 баллов
3. Ксана Сергиенко — 137 баллов
4. Анатолий Журавлёв; Юлия Савичева; Интарс Бусулис; Алла Рид — 136 баллов
5. Екатерина Семёнова — 135 баллов
6. Денис Клявер — 125 баллов
7. Валентина Легкоступова — 123 балла

В конце 7-го выпуска выступил член жюри проекта Сергей Шакуров, исполнив песню «Генералы песчаных карьеров» из одноимённого кинофильма.

#### 8-й выпуск (19 июля 2019)
Перед показом номеров выступил председатель жюри Александр Новиков, исполнив свою песню «Вы уезжаете».
| №  | Исполнитель            | Песня                          | Исполнитель оригинала | Александр Новиков | Михаил Шуфутинский | Лидия Козлова | Александр Розенбаум | Общий счёт |
| -- | ---------------------- | ------------------------------ | --------------------- | ----------------- | ------------------ | ------------- | ------------------- | ---------- |
| 1  | Юлия Савичева          | Девчонка рыжая                 | Воровайки             | 5                 | 5                  | 4             | 4                   | 18         |
| 2  | Денис Клявер           | Наколочка                      | Михаил Шуфутинский    | 4                 | 5                  | 4             | 5                   | 18         |
| 3  | Анатолий Журавлёв      | Раскинулось море широко        | Леонид Утёсов         | 5                 | 5                  | 5             | 4                   | 19         |
| 4  | Екатерина Семёнова     | Я не знаю, кто мне позавидовал | Любовь Успенская      | 4                 | 5                  | 4             | 4                   | 17         |
| 5  | Стас Пьеха             | Ботик                          | Юрий Визбор           | 5                 | 5                  | 5             | 5                   | 20         |
| 6  | Алла Рид               | Хулиганчики                    | Маша Распутина        | 5                 | 4                  | 4             | 4                   | 17         |
| 7  | Николай Фоменко        | Николай нальёт                 | Булат Окуджава        | 5                 | 5                  | 5             | 5                   | 20         |
| 8  | Ксана Сергиенко        | Шагом марш в ногу              | Любэ                  | 5                 | 5                  | 5             | 5                   | 20         |
| 9  | Валентина Легкоступова | К единственному, нежному       | Любовь Успенская      | 5                 | 5                  | 4             | 5                   | 19         |
| 10 | Интарс Бусулис         | Вариации на цыганские темы     | Владимир Высоцкий     | 4                 | 4                  | 5             | 5                   | 18         |

Общий счёт после 8-го выпуска:
1. Николай Фоменко — 160 баллов
2. Стас Пьеха — 159 баллов
3. Ксана Сергиенко — 157 баллов
4. Анатолий Журавлёв — 155 баллов
5. Юлия Савичева; Интарс Бусулис — 154 балла
6. Алла Рид — 153 балла
7. Екатерина Семёнова — 152 балла
8. Денис Клявер — 143 балла
9. Валентина Легкоступова — 142 балла

В конце 8-го выпуска выступила Елена Ваенга, исполнив свою песню «Север».

#### 9-й выпуск (26 июля 2019). Дуэты
Перед показом номеров выступили ведущий проекта Максим Аверин и член жюри проекта Таисия Повалий, исполнив песню «Я поднимаю свой бокал» (исполнитель оригинала — Филипп Киркоров).
| №  | Исполнитель                            | Песня                        | Исполнитель оригинала                | Александр Новиков | Сергей Трофимов | Таисия Повалий | Александр Розенбаум | Общий счёт |
| -- | -------------------------------------- | ---------------------------- | ------------------------------------ | ----------------- | --------------- | -------------- | ------------------- | ---------- |
| 1  | Екатерина Семёнова и Алёна Апина       | Семечек стакан               | Алёна Апина                          | 4                 | 5               | 5              | 5                   | 19         |
| 2  | Денис Клявер и Слава                   | Не зови                      | Стас Михайлов и Елена Север          | 4                 | 5               | 4              | 5                   | 18         |
| 3  | Юлия Савичева и Дмитрий Харатьян       | Диалог у телевизора          | Владимир Высоцкий                    | 5                 | 5               | 5              | 5                   | 20         |
| 4  | Стас Пьеха и Татьяна Буланова          | Я буду очень по тебе скучать | Любовь Успенская и Владислав Медяник | 5                 | 5               | 5              | 5                   | 20         |
| 5  | Ксана Сергиенко и Александр Маршал     | Ну и что                     | Григорий Лепс                        | 5                 | 5               | 5              | 5                   | 20         |
| 6  | Анатолий Журавлёв и Алёна Свиридова    | Песня прощения               | Лев Лещенко                          | 4                 | 5               | 5              | 5                   | 19         |
| 7  | Валентина Легкоступова и Ирина Дубцова | Я тоже его люблю             | Любовь Успенская и Ирина Дубцова     | 5                 | 5               | 5              | 5                   | 20         |
| 8  | Алла Рид и Александр Шоуа              | Тум-балалайка                |                                      | 5                 | 5               | 5              | 5                   | 20         |
| 9  | Интарс Бусулис и Анастасия Спиридонова | Нева                         | Елена Ваенга                         | 5                 | 5               | 5              | 5                   | 20         |
| 10 | Николай Фоменко и Анастасия Макеева    | Геленджик                    | Ленинград                            | 5                 | 5               | 5              | 5                   | 20         |

Общий счёт после 9-го выпуска:
1. Николай Фоменко — 180 баллов
2. Стас Пьеха — 179 баллов
3. Ксана Сергиенко — 177 баллов
4. Анатолий Журавлёв; Юлия Савичева; Интарс Бусулис — 174 балла
5. Алла Рид — 173 балла
6. Екатерина Семёнова — 171 балл
7. Валентина Легкоступова — 162 балла
8. Денис Клявер — 161 балл

В конце 9-го выпуска выступили Вячеслав Добрынин и Анастасия Макеева, исполнив песню «Синий туман» (исполнитель оригинала — Вячеслав Добрынин).

#### Финал (2 августа 2019)
Жюри: Александр Новиков, Сергей Трофимов, Лолита Милявская, Александр Розенбаум.
Перед показом номеров выступил член жюри проекта Сергей Трофимов, исполнив свою песню «Малибу».
| №  | Исполнитель            | Песня                          | Исполнитель оригинала  | Александр Новиков | Сергей Трофимов | Лолита | Александр Розенбаум | Общий счёт |
| -- | ---------------------- | ------------------------------ | ---------------------- | ----------------- | --------------- | ------ | ------------------- | ---------- |
| 1  | Анатолий Журавлёв      | Когда фонарики качаются ночные |                        | 5                 | 5               | 5      | 5                   | 20         |
| 2  | Валентина Легкоступова | Ягода-малина                   | Валентина Легкоступова | 5                 | 5               | 5      | 5                   | 20         |
| 3  | Юлия Савичева          | Non, je ne regrette rien       | Эдит Пиаф              | 5                 | 5               | 5      | 5                   | 20         |
| 4  | Стас Пьеха             | Мама                           | Эдита Пьеха            | 5                 | 5               | 5      | 5                   | 20         |
| 5  | Алла Рид               | Городок                        | Анжелика Варум         | 5                 | 4               | 3      | 4                   | 16         |
| 6  | Денис Клявер           | А ты всё ждёшь                 | Чай вдвоём             | 5                 | 5               | 4      | 5                   | 19         |
| 7  | Екатерина Семёнова     | Ангел-хранитель                | Екатерина Семёнова     | 4                 | 5               | 4      | 4                   | 17         |
| 8  | Интарс Бусулис         | Чистые пруды                   | Игорь Тальков          | 4                 | 5               | 5      | 5                   | 19         |
| 9  | Николай Фоменко        | Посвящение Беранже             | Евгений Бачурин        | 5                 | 5               | 5      | 5                   | 20         |
| 10 | Ксана Сергиенко        | Рюмка водки                    | Григорий Лепс          | 5                 | 5               | 5      | 5                   | 20         |

Итоговый счёт по итогам 4-го сезона:
1. Николай Фоменко — 200 баллов — Победитель сезона
2. Стас Пьеха — 199 баллов — Приз от жюри
3. Ксана Сергиенко — 197 баллов
4. Анатолий Журавлёв; Юлия Савичева — 194 балла
5. Интарс Бусулис — 193 балла
6. Алла Рид — 189 баллов
7. Екатерина Семёнова — 188 баллов — Приз зрительских симпатий
8. Валентина Легкоступова — 182 балла
9. Денис Клявер — 180 баллов

В конце финального выпуска выступил член жюри проекта Александр Розенбаум, исполнив свою песню «Была бы шляпа», а все участники проекта исполнили гимн «Три аккорда».

#### Итоги 4-го сезона
- Победителями выпуска считаются участники, набравшие 20 баллов. Николай Фоменко победил во всех десяти выпусках; Стас Пьеха победил в девяти выпусках, Ксана Сергиенко — в восьми, Анатолий Журавлёв — в семи, в шести выпусках победили Юлия Савичева и Интарс Бусулис; Алла Рид ― в пяти; Екатерина Семёнова и Валентина Легкоступова победили в трёх выпусках, и в одном выпуске победил Денис Клявер.

## Пятый сезон

#### Члены жюри
| Член жюри           | Выпуски | Выпуски | Выпуски | Выпуски | Выпуски | Выпуски | Выпуски | Выпуски | Выпуски | Выпуски |
| Член жюри           | 1       | 2       | 3       | 4       | 5       | 6       | 7       | 8       | 9       | 10      |
| ------------------- | ------- | ------- | ------- | ------- | ------- | ------- | ------- | ------- | ------- | ------- |
| Александр Новиков   |         |         |         |         |         |         |         |         |         |         |
| Михаил Шуфутинский  |         |         |         |         |         |         |         |         |         |         |
| Лидия Козлова       |         |         |         |         |         |         |         |         |         |         |
| Александр Розенбаум |         |         |         |         |         |         |         |         |         |         |
| Елена Ваенга        |         |         |         |         |         |         |         |         |         |         |
| Сергей Трофимов     |         |         |         |         |         |         |         |         |         |         |
| Вика Цыганова       |         |         |         |         |         |         |         |         |         |         |
| Ирина Круг          |         |         |         |         |         |         |         |         |         |         |
| Николай Фоменко     |         |         |         |         |         |         |         |         |         |         |
| Любовь Успенская    |         |         |         |         |         |         |         |         |         |         |

#### 1-й выпуск (13 сентября 2020)
Перед показом номеров выступил ведущий проекта Максим Аверин, исполнив песню «Куплеты об Одессе» (исполнитель оригинала — Владимир Высоцкий).
| №  | Исполнитель          | Песня                     | Исполнитель оригинала | Александр Новиков | Михаил Шуфутинский | Лидия Козлова | Александр Розенбаум | Общий счёт |
| -- | -------------------- | ------------------------- | --------------------- | ----------------- | ------------------ | ------------- | ------------------- | ---------- |
| 1  | Ая                   | Станция Таганская         | Любэ                  | 5                 | 5                  | 5             | 5                   | 20         |
| 2  | Сергей Маховиков     | Журавль по небу летит     | Валерий Золотухин     | 4                 | 5                  | 4             | 4                   | 17         |
| 3  | Ирина Медведева      | Младший лейтенант         | Ирина Аллегрова       | 5                 | 5                  | 4             | 5                   | 19         |
| 4  | Родион Газманов      | Сиреневый туман           | Владимир Маркин       | 5                 | 5                  | 5             | 5                   | 20         |
| 5  | Нина Шацкая          | В кейптаунском порту      |                       | 5                 | 5                  | 5             | 5                   | 20         |
| 6  | Александр Яцко       | Скоморохи на ярмарке      | Владимир Высоцкий     | 4                 | 5                  | 5             | 5                   | 19         |
| 7  | Альбина Джанабаева   | Аэропорт                  | Елена Ваенга          | 5                 | 5                  | 5             | 5                   | 20         |
| 8  | Сергей Минаев        | Помню, помню я            | Аркадий Северный      | 5                 | 5                  | 5             | 5                   | 20         |
| 9  | Нонна Гришаева       | На улице Гороховой        | Александр Розенбаум   | 5                 | 5                  | 5             | 5                   | 20         |
| 10 | Леонид Серебренников | Как много девушек хороших | Леонид Утёсов         | 5                 | 5                  | 5             | 5                   | 20         |

Общий счет после 1-го выпуска:
1. Ая, Родион Газманов, Нина Шацкая, Альбина Джанабаева, Сергей Минаев, Нонна Гришаева, Леонид Серебренников — 20 баллов
2. Ирина Медведева, Александр Яцко — 19 баллов
3. Сергей Маховиков — 17 баллов

В конце 1-го выпуска все участники исполнили гимн «Три аккорда».

#### 2-й выпуск (20 сентября 2020)
Перед показом номеров выступил член жюри проекта Михаил Шуфутинский, исполнив свою песню «Добрый вечер, господа».
| №  | Исполнитель          | Песня                    | Исполнитель оригинала | Александр Новиков | Михаил Шуфутинский | Елена Ваенга | Александр Розенбаум | Общий счёт |
| -- | -------------------- | ------------------------ | --------------------- | ----------------- | ------------------ | ------------ | ------------------- | ---------- |
| 1  | Ирина Медведева      | Всё будет хорошо         | Верка Сердючка        | 4                 | 4                  | 5            | 4                   | 17         |
| 2  | Родион Газманов      | Девушка из Нагасаки      | Владимир Высоцкий     | 4                 | 5                  | 4            | 4                   | 17         |
| 3  | Ая                   | Экспонат                 | Ленинград             | 4                 | 5                  | 5            | 4                   | 18         |
| 4  | Леонид Серебренников | Милая моя                | Юрий Визбор           | 4                 | 4                  | 5            | 4                   | 17         |
| 5  | Альбина Джанабаева   | Бухгалтер                | Комбинация            | 4                 | 5                  | 5            | 4                   | 18         |
| 6  | Александр Яцко       | Он был старше её         | Машина времени        | 4                 | 4                  | 5            | 4                   | 17         |
| 7  | Нина Шацкая          | Институтка (Чёрная моль) |                       | 5                 | 5                  | 5            | 5                   | 20         |
| 8  | Сергей Маховиков     | Здесь, под небом чужим   | Владимир Маркин       | 5                 | 5                  | 5            | 5                   | 20         |
| 9  | Нонна Гришаева       | Мадам Брошкина           | Алла Пугачёва         | 5                 | 5                  | 5            | 5                   | 20         |
| 10 | Сергей Минаев        | Москва златоглавая       | Елена Камбурова       | 5                 | 5                  | 5            | 5                   | 20         |

Общий счет после 2-го выпуска:
1. Нина Шацкая; Сергей Минаев; Нонна Гришаева — 40 баллов
2. Ая; Альбина Джанабаева — 38 баллов
3. Сергей Маховиков; Родион Газманов; Леонид Серебренников — 37 баллов
4. Ирина Медведева; Александр Яцко — 36 баллов

В конце 2-го выпуска выступила член жюри проекта Елена Ваенга, исполнив свою песню «Желаю».

#### 3-й выпуск (27 сентября 2020)
Перед показом номеров выступил член жюри проекта Сергей Трофимов, исполнив свою песню «Ядрёна-Матрёна».
| №  | Исполнитель          | Песня                              | Исполнитель оригинала | Александр Новиков | Сергей Трофимов | Вика Цыганова | Александр Розенбаум | Общий счёт |
| -- | -------------------- | ---------------------------------- | --------------------- | ----------------- | --------------- | ------------- | ------------------- | ---------- |
| 1  | Сергей Минаев        | Ну что ты смотришь на меня в упор  | Аркадий Северный      | 5                 | 5               | 5             | 5                   | 20         |
| 2  | Ирина Медведева      | Снег                               | Елена Ваенга          | 4                 | 5               | 5             | 4                   | 18         |
| 3  | Нина Шацкая          | По диким степям Забайкалья         |                       | 4                 | 5               | 5             | 5                   | 19         |
| 4  | Леонид Серебренников | Вечная любовь                      | Шарль Азнавур         | 4                 | 5               | 5             | 4                   | 18         |
| 5  | Ая                   | Я милого узнаю по походке          | Гарик Сукачёв         | 4                 | 5               | 5             | 4                   | 18         |
| 6  | Александр Яцко       | Проститься                         | Uma2rman              | 4                 | 4               | 5             | 5                   | 18         |
| 7  | Альбина Джанабаева   | Стаканчики гранёные                | Пётр Лещенко          | 5                 | 5               | 5             | 5                   | 20         |
| 8  | Родион Газманов      | Голуби                             | Сергей Трофимов       | 5                 | 5               | 5             | 5                   | 20         |
| 9  | Нонна Гришаева       | Люся                               | Юрий Визбор           | 5                 | 5               | 5             | 5                   | 20         |
| 10 | Сергей Маховиков     | Ночной разговор в вагоне-ресторане | Александр Галич       | 5                 | 5               | 5             | 5                   | 20         |

Общий счет после 3-го выпуска:
1. Сергей Минаев; Нонна Гришаева — 60 баллов
2. Нина Шацкая — 59 баллов
3. Альбина Джанабаева — 58 баллов
4. Сергей Маховиков; Родион Газманов — 57 баллов
5. Ая — 56 баллов
6. Леонид Серебренников — 55 баллов
7. Ирина Медведева; Александр Яцко — 54 балла

В конце 3-го выпуска выступил Никита Джигурда, исполнив песню «Люблю тебя сейчас».

#### 4-й выпуск (4 октября 2020)
Перед показом номеров выступила группа «Лесоповал», исполнив свою песню «Заповедь».
| №  | Исполнитель          | Песня                       | Исполнитель оригинала | Александр Новиков | Сергей Трофимов | Лидия Козлова | Александр Розенбаум | Общий счёт |
| -- | -------------------- | --------------------------- | --------------------- | ----------------- | --------------- | ------------- | ------------------- | ---------- |
| 1  | Александр Яцко       | Левый берег Дона            | Михаил Шуфутинский    | 5                 | 5               | 5             | 5                   | 20         |
| 2  | Альбина Джанабаева   | Абсент                      | Елена Ваенга          | 5                 | 5               | 5             | 5                   | 20         |
| 3  | Леонид Серебренников | Почему, отчего              | Владимир Трошин       | 5                 | 5               | 5             | 5                   | 20         |
| 4  | Ая                   | Небо                        | Любовь Успенская      | 5                 | 5               | 5             | 5                   | 20         |
| 5  | Родион Газманов      | Почему аборигены съели Кука | Владимир Высоцкий     | 4                 | 5               | 5             | 5                   | 19         |
| 6  | Нина Шацкая          | Слишком поздно              | Сёстры Бэрри          | 5                 | 5               | 5             | 5                   | 20         |
| 7  | Сергей Маховиков     | Молитва Франсуа Вийона      | Булат Окуджава        | 5                 | 5               | 5             | 5                   | 20         |
| 8  | Ирина Медведева      | Перебиты, поломаны крылья   | Татьяна Кабанова      | 5                 | 5               | 5             | 5                   | 20         |
| 9  | Сергей Минаев        | Стою на полустаночке        | Аркадий Северный      | 5                 | 5               | 5             | 5                   | 20         |
| 10 | Нонна Гришаева       | По снегу, летящему с неба   | Александр Розенбаум   | 5                 | 5               | 5             | 5                   | 20         |

Общий счёт после 4-го выпуска:
1. Сергей Минаев; Нонна Гришаева — 80 баллов
2. Нина Шацкая — 79 баллов
3. Альбина Джанабаева — 78 баллов
4. Сергей Маховиков — 77 баллов
5. Ая; Родион Газманов — 76 баллов
6. Леонид Серебренников — 75 баллов
7. Ирина Медведева; Александр Яцко — 74 балла

В конце 4-го выпуска выступил Стас Михайлов, исполнив свою песню «Доченька».

#### 5-й выпуск (11 октября 2020)
Перед показом номеров выступил председатель жюри проекта Александр Новиков, исполнив свою песню «Плутаю по Китаю».
| №  | Исполнитель          | Песня                              | Исполнитель оригинала | Александр Новиков | Ирина Круг | Михаил Шуфутинский | Александр Розенбаум | Общий счёт |
| -- | -------------------- | ---------------------------------- | --------------------- | ----------------- | ---------- | ------------------ | ------------------- | ---------- |
| 1  | Леонид Серебренников | Моя Марусечка                      | Пётр Лещенко          | 5                 | 5          | 5                  | 5                   | 20         |
| 2  | Нина Шацкая          | Бублички                           | Леонид Утёсов         | 5                 | 5          | 5                  | 4                   | 19         |
| 3  | Ая                   | Всё наоборот                       | Елена Ваенга          | 4                 | 4          | 5                  | 5                   | 18         |
| 4  | Александр Яцко       | Ленинград                          | Алла Пугачёва         | 5                 | 5          | 5                  | 5                   | 20         |
| 5  | Альбина Джанабаева   | Угостите даму сигаретой            | Татьяна Тишинская     | 4                 | 5          | 4                  | 4                   | 17         |
| 6  | Родион Газманов      | Весеннее танго                     | Анна Герман           | 5                 | 5          | 4                  | 4                   | 18         |
| 7  | Нонна Гришаева       | Марджанджа                         | Михаил Шуфутинский    | 5                 | 5          | 5                  | 5                   | 20         |
| 8  | Сергей Маховиков     | Доченьки                           | Александр Вертинский  | 5                 | 5          | 5                  | 4                   | 19         |
| 9  | Ирина Медведева      | На всех мужчин мне глубоко плевать | Наталья Дудкина       | 5                 | 5          | 5                  | 5                   | 20         |
| 10 | Сергей Минаев        | Балалаечка                         | Михаил Анчаров        | 5                 | 5          | 5                  | 5                   | 20         |

Общий счёт после 5-го выпуска:
1. Сергей Минаев; Нонна Гришаева — 100 баллов
2. Нина Шацкая — 98 баллов
3. Сергей Маховиков — 96 баллов
4. Леонид Серебренников; Альбина Джанабаева — 95 баллов
5. Ая; Родион Газманов; Ирина Медведева; Александр Яцко — 94 балла

В середине 5-го выпуска выступила член жюри проекта Ирина Круг, исполнив свою песню «Моя хорошая», а в конце 5-го выпуска выступили члены жюри проекта Александр Розенбаум и Михаил Шуфутинский, исполнив песню «Пёрышки» (исполнитель оригинала — Михаил Шуфутинский).

#### 6-й выпуск (18 октября 2020). Киновыпуск
Перед показом номеров выступил ведущий проекта Максим Аверин, исполнив песню «Разговор со счастьем» из к/ф «Иван Васильевич меняет профессию».
| №  | Исполнитель          | Песня                        | Исполнитель оригинала                                    | Александр Новиков | Михаил Шуфутинский | Николай Фоменко | Александр Розенбаум | Общий счёт |
| -- | -------------------- | ---------------------------- | -------------------------------------------------------- | ----------------- | ------------------ | --------------- | ------------------- | ---------- |
| 1  | Нонна Гришаева       | Куплеты шансонетки           | из к/ф «Корона Российской империи, или Снова неуловимые» | 5                 | 5                  | 5               | 5                   | 20         |
| 2  | Родион Газманов      | Кукла бессердечная           | из к/ф «Девушка без адреса»                              | 4                 | 4                  | 5               | 5                   | 18         |
| 3  | Леонид Серебренников | Там среди пампасов           | из к/ф «12 стульев»                                      | 5                 | 5                  | 5               | 5                   | 20         |
| 4  | Ирина Медведева      | В море ветер, в море буря... | из м/ф «В синем море, в белой пене...»                   | 5                 | 4                  | 5               | 4                   | 18         |
| 5  | Александр Яцко       | Шофёрша                      | из к/ф «Торпедоносцы»                                    | 5                 | 5                  | 5               | 5                   | 20         |
| 6  | Альбина Джанабаева   | Оттепель                     | из т/с «Оттепель»                                        | 4                 | 4                  | 5               | 4                   | 17         |
| 7  | Сергей Маховиков     | Махнём не глядя              | из т/с «Щит и меч»                                       | 4                 | 5                  | 4               | 4                   | 17         |
| 8  | Ая                   | Летучий фрегат               | из к/ф «Брат»                                            | 4                 | 5                  | 4               | 5                   | 18         |
| 9  | Сергей Минаев        | Bensonhurst Blues            | из к/ф «За шкуру полицейского»                           | 4                 | 5                  | 5               | 4                   | 18         |
| 10 | Нина Шацкая          | И я была девушкой юной       | из к/ф «Старшая сестра»                                  | 5                 | 5                  | 5               | 5                   | 20         |

Общий счёт после 6-го выпуска:
1. Нонна Гришаева — 120 баллов
2. Нина Шацкая; Сергей Минаев — 118 баллов
3. Леонид Серебренников — 115 баллов
4. Александр Яцко — 114 баллов
5. Сергей Маховиков — 113 баллов
6. Ая; Родион Газманов; Альбина Джанабаева; Ирина Медведева — 112 баллов

В конце 6-го выпуска выступила Елена Ваенга, исполнив свою песню «Молчи».

#### 7-й выпуск (25 октября 2020). Дуэты
Перед показом номеров выступили Брендон Стоун и член жюри проекта Любовь Успенская, исполнив песню «Наше лето».
| №  | Исполнитель                             | Песня                          | Исполнитель оригинала                | Александр Новиков | Михаил Шуфутинский | Любовь Успенская | Александр Розенбаум | Общий счёт |
| -- | --------------------------------------- | ------------------------------ | ------------------------------------ | ----------------- | ------------------ | ---------------- | ------------------- | ---------- |
| 1  | Альбина Джанабаева и Дмитрий Харатьян   | Что же мы наделали             | Елена Ваенга и Михаил Бублик         | 4                 | 5                  | 5                | 4                   | 18         |
| 2  | Ая и Александр Шоуа                     | Ты скажи мне, вишня            | Филипп Киркоров                      | 5                 | 5                  | 5                | 5                   | 20         |
| 3  | Ирина Медведева и Глеб Матвейчук        | Эх, душа моя                   | Александр Вертинский                 | 4                 | 4                  | 5                | 4                   | 17         |
| 4  | Александр Яцко и Ирина Апексимова       | Девушка из Ипанемы             | Алексей Иващенко и Ирина Богушевская | 5                 | 5                  | 5                | 5                   | 20         |
| 5  | Нонна Гришаева и Анастасия Макеева      | Купите папиросы                | Сёстры Бэрри                         | 4                 | 5                  | 5                | 4                   | 18         |
| 6  | Нина Шацкая и Дмитрий Дюжев             | Гусарская рулетка              | Любовь Успенская                     | 5                 | 5                  | 5                | 5                   | 20         |
| 7  | Сергей Маховиков и Людмила Соколова     | Твой зелёный педикюр           | Гарик Сукачёв                        | 5                 | 4                  | 5                | 4                   | 18         |
| 8  | Сергей Минаев и Ксана Сергиенко         | Дым сигарет с ментолом         | Нэнси                                | 4                 | 5                  | 5                | 4                   | 18         |
| 9  | Леонид Серебренников и Ирина Климова    | Всё хорошо, прекрасная маркиза | Леонид Утёсов Эдит Утёсова           | 5                 | 5                  | 5                | 5                   | 20         |
| 10 | Родион Газманов и Анастасия Спиридонова | Доля                           | Олег Газманов                        | 5                 | 5                  | 5                | 5                   | 20         |

Общий счёт после 7-го выпуска:
1. Нонна Гришаева; Нина Шацкая — 138 баллов
2. Сергей Минаев — 136 баллов
3. Леонид Серебренников — 135 баллов
4. Александр Яцко — 134 балла
5. Ая; Родион Газманов — 132 балла
6. Сергей Маховиков — 131 балл
7. Альбина Джанабаева — 130 баллов
8. Ирина Медведева — 129 баллов

В конце 7-го выпуска выступили Григорий Лепс и член жюри проекта Александр Розенбаум, исполнив песню «Гоп-стоп» (исполнитель оригинала — Александр Розенбаум).

#### 8-й выпуск (1 ноября 2020)
Перед показом номеров выступила Тамара Гвердцители, исполнив песню «Еврейский портной» (исполнитель оригинала — Александр Розенбаум).
| №  | Исполнитель          | Песня                    | Исполнитель оригинала | Александр Новиков | Михаил Шуфутинский | Любовь Успенская | Александр Розенбаум | Общий счёт |
| -- | -------------------- | ------------------------ | --------------------- | ----------------- | ------------------ | ---------------- | ------------------- | ---------- |
| 1  | Родион Газманов      | А ты любовь моя первая   |                       | 5                 | 5                  | 4                | 5                   | 19         |
| 2  | Альбина Джанабаева   | Фраер                    | Михаил Круг           | 4                 | 5                  | 5                | 4                   | 18         |
| 3  | Ая                   | Ты кукуй, кукушка        | (Жека)                | 4                 | 5                  | 5                | 5                   | 19         |
| 4  | Сергей Маховиков     | Мне осталась одна забава | Александр Малинин     | 4                 | 4                  | 4                | 4                   | 16         |
| 5  | Леонид Серебренников | Дорогой длинною          |                       | 5                 | 5                  | 5                | 5                   | 20         |
| 6  | Нина Шацкая          | Осенняя роса             |                       | 5                 | 5                  | 4                | 5                   | 19         |
| 7  | Александр Яцко       | Про речку Вачу           | Владимир Высоцкий     | 5                 | 5                  | 5                | 5                   | 20         |
| 8  | Нонна Гришаева       | Архимед                  | Леонид Утёсов         | 5                 | 5                  | 5                | 5                   | 20         |
| 9  | Сергей Минаев        | Морда моя                | Владимир Тэн          | 5                 | 5                  | 5                | 5                   | 20         |
| 10 | Ирина Медведева      | Белая птица              | Елена Ваенга          | 5                 | 5                  | 5                | 5                   | 20         |

Общий счёт после 8-го выпуска:
1. Нонна Гришаева — 158 баллов
2. Нина Шацкая — 157 баллов
3. Сергей Минаев — 156 баллов
4. Леонид Серебренников — 155 баллов
5. Александр Яцко — 154 балла
6. Ая; Родион Газманов — 151 балл
7. Ирина Медведева — 149 баллов
8. Альбина Джанабаева — 148 баллов
9. Сергей Маховиков — 147 баллов

В конце 8-го выпуска выступил Стас Михайлов, исполнив свою песню «Мы бежим от себя».

#### 9-й выпуск (8 ноября 2020). Эмигрантская песня
Перед показом номеров выступил ведущий проекта Максим Аверин, исполнив песню «Над Гудзоном» (исполнитель оригинала — Вилли Токарев), а член жюри проекта Любовь Успенская и Наргиз исполнили песню «Россия — Америка».
| №  | Исполнитель          | Песня                      | Исполнитель оригинала | Александр Новиков | Михаил Шуфутинский | Любовь Успенская | Александр Розенбаум | Общий счёт |
| -- | -------------------- | -------------------------- | --------------------- | ----------------- | ------------------ | ---------------- | ------------------- | ---------- |
| 1  | Ая                   | Мне снится Россия          | Анатолий Могилевский  | 4                 | 5                  | 5                | 5                   | 19         |
| 2  | Александр Яцко       | Журавли                    | Вилли Токарев         | 4                 | 4                  | 5                | 4                   | 17         |
| 3  | Альбина Джанабаева   | Вальс юнкеров              | Жанна Бичевская       | 5                 | 5                  | 5                | 5                   | 20         |
| 4  | Леонид Серебренников | Синее небо России          | Михаил Гулько         | 5                 | 5                  | 5                | 5                   | 20         |
| 5  | Родион Газманов      | Mon Ami                    |                       | 5                 | 5                  | 5                | 5                   | 20         |
| 6  | Нина Шацкая          | Токсово — гимн 70-м        | Наталия Медведева     | 4                 | 3                  | 5                | 3                   | 15         |
| 7  | Сергей Маховиков     | Когда я вернусь            | Александр Галич       | 5                 | 5                  | 5                | 5                   | 20         |
| 8  | Ирина Медведева      | Америка-разлучница         | Ирина Шведова         | 5                 | 5                  | 5                | 4                   | 19         |
| 9  | Нонна Гришаева       | Мама, я жулика люблю       | Алёша Димитриевич     | 5                 | 5                  | 5                | 5                   | 20         |
| 10 | Сергей Минаев        | Гори, гори, любовь цыганки |                       | 5                 | 5                  | 5                | 5                   | 20         |

Общий счёт после 9-го выпуска:
1. Нонна Гришаева — 178 баллов
2. Сергей Минаев — 176 баллов
3. Леонид Серебренников — 175 баллов
4. Нина Шацкая — 172 балла
5. Александр Яцко; Родион Газманов — 171 балл
6. Ая — 170 баллов
7. Ирина Медведева; Альбина Джанабаева — 168 баллов
8. Сергей Маховиков — 167 баллов

В конце 9-го выпуска выступил Филипп Киркоров, исполнив свою песню «Я не могу расстаться».

#### Финал (22 ноября 2020)
Перед показом номеров выступили члены жюри, исполнив песню «Когда фонарики качаются ночные».
| №  | Исполнитель          | Песня                    | Исполнитель оригинала | Александр Новиков | Любовь Успенская | Сергей Трофимов | Александр Розенбаум | Общий счёт |
| -- | -------------------- | ------------------------ | --------------------- | ----------------- | ---------------- | --------------- | ------------------- | ---------- |
| 1  | Альбина Джанабаева   | Узелки                   | Алёна Апина           | 5                 | 5                | 5               | 5                   | 20         |
| 2  | Александр Яцко       | Хорошо быть молодым      | Людмила Гурченко      | 5                 | 5                | 5               | 5                   | 20         |
| 3  | Нина Шацкая          | Время                    | Михаил Звездинский    | 5                 | 5                | 5               | 5                   | 20         |
| 4  | Родион Газманов      | Клетки                   | Любэ                  | 5                 | 5                | 5               | 5                   | 20         |
| 5  | Леонид Серебренников | Мы вращаем Землю         | Владимир Высоцкий     | 5                 | 5                | 5               | 5                   | 20         |
| 6  | Ая                   | Откровенно               | Михаил Бублик         | 4                 | 5                | 5               | 5                   | 19         |
| 7  | Сергей Минаев        | Ух ты, мы вышли из бухты | Юрий Гальцев          | 5                 | 5                | 5               | 5                   | 20         |
| 8  | Ирина Медведева      | Школа танцев             | Владимир Хенкин       | 5                 | 5                | 5               | 5                   | 20         |
| 9  | Сергей Маховиков     | Чёрный ворон             |                       | 5                 | 5                | 5               | 5                   | 20         |
| 10 | Нонна Гришаева       | Ты сними меня, фотограф  | Алла Пугачёва         | 5                 | 5                | 5               | 5                   | 20         |

Итоговый счёт по итогам 5-го сезона:
1. Нонна Гришаева — 198 баллов — Победитель сезона
2. Сергей Минаев — 196 баллов
3. Леонид Серебренников — 195 баллов
4. Нина Шацкая — 192 балла — Приз от радио «Шансон»
5. Александр Яцко; Родион Газманов — 191 балл
6. Ая — 189 баллов
7. Ирина Медведева; Альбина Джанабаева — 188 баллов
8. Сергей Маховиков — 187 баллов — Приз зрительских симпатий

В середине финального выпуска выступила член жюри проекта Любовь Успенская, исполнив свою песню «По полю», а в конце финального выпуска все участники исполнили гимн «Три аккорда».

#### Итоги 5-го сезона
- Победителями выпуска считаются участники, набравшие 20 баллов. Нонна Гришаева победила в девяти выпусках; Сергей Минаев и Леонид Серебренников победили в восьми выпусках, Нина Шацкая и Александр Яцко — в шести, Родион Газманов, Альбина Джанабаева и Сергей Маховиков — в пяти, Ирина Медведева — в четырёх, Ая - в трёх.

## Шестой сезон

#### Члены жюри
| Член жюри           | Выпуски | Выпуски | Выпуски | Выпуски | Выпуски | Выпуски | Выпуски | Выпуски | Выпуски | Выпуски |
| Член жюри           | 1       | 2       | 3       | 4       | 5       | 6       | 7       | 8       | 9       | 10      |
| ------------------- | ------- | ------- | ------- | ------- | ------- | ------- | ------- | ------- | ------- | ------- |
| Александр Новиков   |         |         |         |         |         |         |         |         |         |         |
| Любовь Успенская    |         |         |         |         |         |         |         |         |         |         |
| Сергей Трофимов     |         |         |         |         |         |         |         |         |         |         |
| Александр Розенбаум |         |         |         |         |         |         |         |         |         |         |
| Михаил Шуфутинский  |         |         |         |         |         |         |         |         |         |         |
| Александр Малинин   |         |         |         |         |         |         |         |         |         |         |
| Ирина Круг          |         |         |         |         |         |         |         |         |         |         |

#### 1-й выпуск (14 мая 2021)
Перед показом номеров выступил ведущий проекта Максим Аверин, исполнив песню «Добрый вечер, господа!» (исполнитель оригинала — Михаил Шуфутинский).
| №  | Исполнитель           | Песня                          | Исполнитель оригинала        | Александр Новиков | Любовь Успенская | Сергей Трофимов | Александр Розенбаум | Общий счёт |
| -- | --------------------- | ------------------------------ | ---------------------------- | ----------------- | ---------------- | --------------- | ------------------- | ---------- |
| 1  | Сергей Пенкин         | Там, где клён шумит            | Синяя птица                  | 4                 | 5                | 5               | 4                   | 18         |
| 2  | Елена Максимова       | Мамочка, мама                  | Любовь Успенская             | 5                 | 5                | 5               | 5                   | 20         |
| 3  | Жан Милимеров         | Песня Яшки-цыгана              | из к/ф «Неуловимые мстители» | 5                 | 5                | 5               | 4                   | 19         |
| 4  | Елена Ваенга          | Тайга                          | Елена Ваенга                 | 4                 | 5                | 5               | 4                   | 18         |
| 5  | Евгений Дятлов        | Она была первой...             | Аркадий Северный             | 5                 | 5                | 5               | 5                   | 20         |
| 6  | Аглая Шиловская       | Диетпитание                    | Вилли Токарев                | 5                 | 5                | 5               | 5                   | 20         |
| 7  | Алика Смехова         | Мне сегодня так больно         | Изабелла Юрьева              | 4                 | 5                | 5               | 4                   | 18         |
| 8  | Дмитрий Колдун        | Я слушал дождь                 | Григорий Лепс                | 5                 | 5                | 5               | 5                   | 20         |
| 9  | Наталья Громушкина    | Прикуп                         | Катя Огонёк                  | 4                 | 4                | 4               | 3                   | 15         |
| 10 | Александр Добронравов | Как упоительны в России вечера | Белый орёл                   | 4                 | 4                | 4               | 4                   | 16         |

Общий счёт после 1-го выпуска:
1. Елена Максимова; Евгений Дятлов; Аглая Шиловская; Дмитрий Колдун — 20 баллов
2. Жан Милимеров — 19 баллов
3. Сергей Пенкин; Елена Ваенга; Алика Смехова — 18 баллов
4. Александр Добронравов — 16 баллов
5. Наталья Громушкина — 15 баллов

В конце 1-го выпуска все участники передачи исполнили гимн «Три аккорда».

#### 2-й выпуск (21 мая 2021)
Перед показом номеров выступил Стас Михайлов, исполнив свою песню «Возьми мою руку» (исполнитель оригинала — Artik & Asti и Стас Михайлов).
| №  | Исполнитель           | Песня                         | Исполнитель оригинала | Александр Новиков | Любовь Успенская | Сергей Трофимов | Александр Розенбаум | Общий счёт |
| -- | --------------------- | ----------------------------- | --------------------- | ----------------- | ---------------- | --------------- | ------------------- | ---------- |
| 1  | Елена Ваенга          | Окурочек                      | Михаил Гулько         | 4                 | 5                | 4               | 5                   | 18         |
| 2  | Сергей Пенкин         | Цыпленок жареный              |                       | 5                 | 5                | 5               | 5                   | 20         |
| 3  | Алика Смехова         | Колокольчик (В лунном сиянии) | Валерий Малышев       | 4                 | 5                | 5               | 4                   | 18         |
| 4  | Жан Милимеров         | Жеребёнок                     | Александр Розенбаум   | 4                 | 5                | 5               | 5                   | 19         |
| 5  | Елена Максимова       | Душа                          | Рада Рай              | 5                 | 5                | 5               | 5                   | 20         |
| 6  | Евгений Дятлов        | Смотрины                      | Владимир Высоцкий     | 5                 | 5                | 5               | 5                   | 20         |
| 7  | Александр Добронравов | Гоп со смыком                 | Леонид Утёсов         | 4                 | 4                | 4               | 3                   | 15         |
| 8  | Аглая Шиловская       | Чёрный кот                    | Тамара Миансарова     | 5                 | 5                | 5               | 5                   | 20         |
| 9  | Дмитрий Колдун        | Сорок тысяч вёрст             | Михаил Бублик         | 4                 | 5                | 5               | 4                   | 18         |
| 10 | Наталья Громушкина    | Что мне горе                  | Пётр Лещенко          | 4                 | 5                | 5               | 4                   | 18         |

Общий счёт после 2-го выпуска:
1. Елена Максимова; Евгений Дятлов; Аглая Шиловская — 40 баллов
2. Жан Милимеров; Сергей Пенкин; Дмитрий Колдун — 38 баллов
3. Елена Ваенга; Алика Смехова — 36 баллов
4. Наталья Громушкина — 33 балла
5. Александр Добронравов — 31 балл

В конце 2-го выпуска председатель жюри Александр Новиков исполнил свою песню «Корабль».

#### 3-й выпуск (28 мая 2021)
Перед показом номеров выступила Лариса Долина, исполнив свою песню «Чёрно-белая судьба».
| №  | Исполнитель           | Песня                       | Исполнитель оригинала | Александр Новиков | Любовь Успенская | Сергей Трофимов | Александр Розенбаум | Общий счёт |
| -- | --------------------- | --------------------------- | --------------------- | ----------------- | ---------------- | --------------- | ------------------- | ---------- |
| 1  | Сергей Пенкин         | Ах Одесса, жемчужина у моря | Леонид Утёсов         | 5                 | 5                | 5               | 5                   | 20         |
| 2  | Алика Смехова         | Дорогой длинною             |                       | 3                 | 5                | 4               | 3                   | 15         |
| 3  | Александр Добронравов | Чечёточка                   | Лесоповал             | 5                 | 5                | 5               | 5                   | 20         |
| 4  | Елена Максимова       | Танго разбитых сердец       | Григорий Лепс         | 5                 | 5                | 5               | 5                   | 20         |
| 5  | Жан Милимеров         | Сингарелла                  | Михаил Шуфутинский    | 5                 | 5                | 5               | 5                   | 20         |
| 6  | Аглая Шиловская       | Ты дарила мне розы          | Диана Арбенина        | 5                 | 6                | 5               | 5                   | 21         |
| 7  | Евгений Дятлов        | Весенний блюз               | Сергей Трофимов       | 4                 | 5                | 5               | 4                   | 18         |
| 8  | Наталья Громушкина    | Песенка беспризорников      | Катерина Голицына     | 4                 | 5                | 5               | 4                   | 18         |
| 9  | Дмитрий Колдун        | У беды глаза зелёные        | Сергей Беликов        | 5                 | 5                | 5               | 5                   | 20         |
| 10 | Елена Ваенга          | Жозефин                     | Павел Кашин           | 5                 | 5                | 5               | 4                   | 19         |

Общий счёт после 3-го выпуска:
1. Аглая Шиловская — 61 балл
2. Елена Максимова — 60 баллов
3. Жан Милимеров; Сергей Пенкин; Дмитрий Колдун; Евгений Дятлов — 58 баллов
4. Елена Ваенга — 55 баллов
5. Александр Добронравов; Наталья Громушкина; Алика Смехова — 51 балл

В конце 3-го выпуска выступил член жюри проекта Сергей Трофимов, исполнив свою песню «Прости».

#### 4-й выпуск (4 июня 2021)
Перед показом номеров выступил Владимир Маркин, исполнив свою песню «Сиреневый туман».
| №  | Исполнитель           | Песня                  | Исполнитель оригинала | Александр Новиков | Любовь Успенская | Михаил Шуфутинский | Александр Розенбаум | Общий счёт |
| -- | --------------------- | ---------------------- | --------------------- | ----------------- | ---------------- | ------------------ | ------------------- | ---------- |
| 1  | Елена Максимова       | Зойка-молочница        | Вилли Токарев         | 5                 | 5                | 5                  | 5                   | 20         |
| 2  | Жан Милимеров         | Шаланды, полные кефали | Марк Бернес           | 5                 | 5                | 5                  | 5                   | 20         |
| 3  | Наталья Громушкина    | Настоящий полковник    | Алла Пугачёва         | 5                 | 5                | 4                  | 5                   | 19         |
| 4  | Сергей Пенкин         | Очарована, околдована  | Михаил Звездинский    | 5                 | 4                | 5                  | 5                   | 19         |
| 5  | Аглая Шиловская       | Жиган-лимон            | Михаил Круг           | 5                 | 5                | 5                  | 5                   | 20         |
| 6  | Евгений Дятлов        | Еврейский портной      | Михаил Шуфутинский    | 4                 | 4                | 4                  | 4                   | 16         |
| 7  | Дмитрий Колдун        | Вечная любовь          | Денис Майданов        | 3                 | 5                | 3                  | 3                   | 14         |
| 8  | Алика Смехова         | Чёрная роза            |                       | 4                 | 5                | 5                  | 4                   | 18         |
| 9  | Александр Добронравов | У опера с Петровки     | Александр Кальянов    | 4                 | 5                | 4                  | 4                   | 17         |
| 10 | Елена Ваенга          | Золотые купола         | Михаил Круг           | 5                 | 5                | 5                  | 5                   | 20         |

Общий счёт после 4-го выпуска:
1. Аглая Шиловская — 81 балл
2. Елена Максимова — 80 баллов
3. Жан Милимеров ― 78 баллов
4. Сергей Пенкин ― 77 баллов
5. Елена Ваенга ― 75 баллов
6. Евгений Дятлов ― 74 балла
7. Дмитрий Колдун ― 72 балла
8. Наталья Громушкина ― 70 баллов
9. Алика Смехова — 69 баллов
10. Александр Добронравов — 68 баллов

В конце 4-го выпуска выступил член жюри проекта Михаил Шуфутинский, исполнив свою песню «Ножки».

#### 5-й выпуск (20 июня 2021)
Перед показом номеров выступила Тамара Гвердцители, исполнив песню «Хава нагила».
| №  | Исполнитель           | Песня                     | Исполнитель оригинала | Александр Новиков | Любовь Успенская | Михаил Шуфутинский | Александр Розенбаум | Общий счёт |
| -- | --------------------- | ------------------------- | --------------------- | ----------------- | ---------------- | ------------------ | ------------------- | ---------- |
| 1  | Жан Милимеров         | А на дворе хорошая погода | Аркадий Северный      | 4                 | 4                | 4                  | 4                   | 16         |
| 2  | Елена Максимова       | Ресторан                  | Лариса Долина         | 5                 | 5                | 5                  | 5                   | 20         |
| 3  | Александр Добронравов | Поворую — перестану       | Михаил Шуфутинский    | 3                 | 4                | 4                  | 3                   | 14         |
| 4  | Сергей Пенкин         | Московский гуляка         |                       | 4                 | 4                | 4                  | 3                   | 15         |
| 5  | Наталья Громушкина    | Первомай                  | Сергей Наговицын      | 3                 | 4                | 4                  | 3                   | 14         |
| 6  | Дмитрий Колдун        | Уличная красотка          | Александр Новиков     | 4                 | 4                | 3                  | 2                   | 13         |
| 7  | Аглая Шиловская       | Город, которого нет       | Игорь Корнелюк        | 5                 | 5                | 5                  | 5                   | 20         |
| 8  | Евгений Дятлов        | Если я заболею            | Юрий Визбор           | 4                 | 5                | 4                  | 4                   | 17         |
| 9  | Алика Смехова         | Ах, потеряла я колечко    |                       | 5                 | 5                | 5                  | 5                   | 20         |
| 10 | Елена Ваенга          | Матросы                   | Александр Вертинский  | 5                 | 5                | 6                  | 6                   | 22         |

Общий счёт после 5-го выпуска:
1. Аглая Шиловская — 101 балл
2. Елена Максимова — 100 баллов
3. Елена Ваенга — 97 баллов
4. Жан Милимеров — 94 балла
5. Сергей Пенкин — 92 балла
6. Евгений Дятлов — 91 балл
7. Алика Смехова — 89 баллов
8. Дмитрий Колдун — 85 баллов
9. Наталья Громушкина — 84 балла
10. Александр Добронравов — 82 балла

В конце 5-го выпуска выступил член жюри проекта Александр Розенбаум, исполнив свою песню «Барахолка».

#### 6-й выпуск (4 июля 2021). Дуэты
Перед показом номеров выступили член жюри проекта Любовь Успенская и ведущий проекта Максим Аверин, исполнив песню «Я милого узнаю по походке» (исполнитель оригинала — Гарик Сукачёв).
| №  | Исполнитель                              | Песня                           | Исполнитель оригинала                | Александр Новиков | Любовь Успенская | Сергей Трофимов | Александр Розенбаум | Общий счёт |
| -- | ---------------------------------------- | ------------------------------- | ------------------------------------ | ----------------- | ---------------- | --------------- | ------------------- | ---------- |
| 1  | Наталья Громушкина и Алексей Глызин      | Не валяй дурака, Америка!       | Любэ                                 | 5                 | 5                | 5               | 5                   | 20         |
| 2  | Аглая Шиловская и Александр Шоуа         | Отпусти                         | Стас Михайлов и Таисия Повалий       | 4                 | 5                | 4               | 4                   | 17         |
| 3  | Алика Смехова и Сергей Маховиков         | Я сам по себе                   | Владислав Медяник и Любовь Успенская | 4                 | 5                | 5               | 5                   | 19         |
| 4  | Александр Добронравов и Людмила Соколова | Где-то за тучами                | Григорий Лепс                        | 4                 | 5                | 5               | 4                   | 18         |
| 5  | Сергей Пенкин и Мариам Мерабова          | Желаю тебе                      | Игорь Саруханов                      | 4                 | 5                | 5               | 5                   | 19         |
| 6  | Елена Ваенга и Анастасия Спиридонова     | Солнышко                        |                                      | 5                 | 5                | 5               | 5                   | 20         |
| 7  | Дмитрий Колдун и Татьяна Буланова        | Забываю                         | Филипп Киркоров и Любовь Успенская   | 5                 | 5                | 5               | 5                   | 20         |
| 8  | Жан Милимеров и Ая                       | Небо                            | Любовь Успенская                     | 5                 | 5                | 5               | 5                   | 20         |
| 9  | Елена Максимова и Нонна Гришаева         | Да, моя голубка                 | Сёстры Бэрри                         | 5                 | 5                | 5               | 5                   | 20         |
| 10 | Евгений Дятлов и Ксана Сергиенко         | Мой друг лучше всех играет блюз | Машина времени                       | 5                 | 5                | 5               | 5                   | 20         |

Общий счёт после 6-го выпуска:
1. Елена Максимова — 120 баллов
2. Аглая Шиловская — 118 баллов
3. Елена Ваенга — 117 баллов
4. Жан Милимеров — 114 баллов
5. Сергей Пенкин; Евгений Дятлов — 111 баллов
6. Алика Смехова — 108 баллов
7. Дмитрий Колдун — 105 баллов
8. Наталья Громушкина — 104 балла
9. Александр Добронравов — 100 баллов

В конце 6-го выпуска выступили Ирина Круг и Олег Газманов, исполнив свою песню «Твой дом».

#### 7-й выпуск (11 июля 2021)
Перед показом номеров выступила Маша Распутина, исполнив свою песню «Играй, музыкант».
| №  | Исполнитель           | Песня                                 | Исполнитель оригинала            | Александр Новиков | Любовь Успенская | Сергей Трофимов | Александр Розенбаум | Общий счёт |
| -- | --------------------- | ------------------------------------- | -------------------------------- | ----------------- | ---------------- | --------------- | ------------------- | ---------- |
| 1  | Евгений Дятлов        | Как-то по проспекту с Манькой я гулял | Аркадий Северный                 | 5                 | 5                | 5               | 5                   | 20         |
| 2  | Наталья Громушкина    | Ванька Морозов                        | Булат Окуджава                   | 4                 | 5                | 5               | 4                   | 18         |
| 3  | Сергей Пенкин         | Я счастливый                          | Григорий Лепс                    | 4                 | 5                | 5               | 4                   | 18         |
| 4  | Алика Смехова         | Не торопись                           | Катя Огонёк                      | 4                 | 5                | 5               | 5                   | 19         |
| 5  | Александр Добронравов | Давай попробуем вернуть               | Аркадий Хоралов                  | 4                 | 5                | 5               | 3                   | 17         |
| 6  | Елена Максимова       | Верба-вербочка                        | Майя Кристалинская               | 5                 | 5                | 5               | 5                   | 20         |
| 7  | Жан Милимеров         | Снегири                               | Сергей Трофимов                  | 5                 | 5                | 5               | 5                   | 20         |
| 8  | Дмитрий Колдун        | Вологда                               | Песняры                          | 5                 | 5                | 5               | 5                   | 20         |
| 9  | Аглая Шиловская       | Бубамара                              | из к/ф «Чёрная кошка, белый кот» | 5                 | 5                | 5               | 5                   | 20         |
| 10 | Елена Ваенга          | Чёрный ворон                          |                                  | 5                 | 5                | 5               | 5                   | 20         |

Общий счёт после 7-го выпуска:
1. Елена Максимова — 140 баллов
2. Аглая Шиловская — 138 баллов
3. Елена Ваенга — 137 баллов
4. Жан Милимеров — 134 баллов
5. Евгений Дятлов — 131 балл
6. Сергей Пенкин ― 129 баллов
7. Алика Смехова — 127 баллов
8. Дмитрий Колдун — 125 баллов
9. Наталья Громушкина — 122 балла
10. Александр Добронравов — 117 баллов

В конце 6-го выпуска выступил Стас Михайлов, исполнив свою песню «Не отпускай».

#### 8-й выпуск (18 июля 2021)
Перед показом номеров выступил член жюри проекта Александр Розенбаум, исполнив свою песню «Ночной кабак».
| №  | Исполнитель           | Песня                                          | Исполнитель оригинала | Александр Новиков | Любовь Успенская | Сергей Трофимов | Александр Розенбаум | Общий счёт |
| -- | --------------------- | ---------------------------------------------- | --------------------- | ----------------- | ---------------- | --------------- | ------------------- | ---------- |
| 1  | Наталья Громушкина    | Саша                                           | Изабелла Юрьева       | 5                 | 5                | 5               | 5                   | 20         |
| 2  | Дмитрий Колдун        | Страдания                                      | Николай Караченцов    | 5                 | 5                | 5               | 4                   | 19         |
| 3  | Аглая Шиловская       | Жёлтый лист осенний                            | Колибри               | 4                 | 5                | 5               | 5                   | 19         |
| 4  | Жан Милимеров         | Джелем, джелем                                 |                       | 6                 | 5                | 5               | 5                   | 21         |
| 5  | Елена Максимова       | Письмо одесского вора черноморской проститутке | Татьяна Кабанова      | 4                 | 5                | 4               | 4                   | 17         |
| 6  | Александр Добронравов | Гитарка                                        | Лесоповал             | 5                 | 5                | 5               | 5                   | 20         |
| 7  | Алика Смехова         | Хава нагила                                    |                       | 5                 | 5                | 5               | 4                   | 19         |
| 8  | Сергей Пенкин         | Поспели вишни                                  | Аркадий Северный      | 5                 | 5                | 5               | 5                   | 20         |
| 9  | Елена Ваенга          | Намастэ                                        | Олег Митяев           | 4                 | 5                | 5               | 5                   | 19         |
| 10 | Евгений Дятлов        | Воркута-Ленинград                              |                       | 5                 | 5                | 5               | 5                   | 20         |

Общий счёт после 8-го выпуска:
1. Елена Максимова; Аглая Шиловская — 157 баллов
2. Елена Ваенга — 156 баллов
3. Жан Милимеров — 155 баллов
4. Евгений Дятлов — 151 балл
5. Сергей Пенкин — 149 баллов
6. Алика Смехова — 146 баллов
7. Дмитрий Колдун — 144 балла
8. Наталья Громушкина — 142 балла
9. Александр Добронравов — 137 баллов

В конце 8-го выпуска выступила член жюри проекта Любовь Успенская, исполнив свою песню «Эй, шофёр».

#### 9-й выпуск (25 июля 2021)
Перед показом номеров выступил член жюри проекта Александр Малинин, исполнив свою песню «Сизокрылая».
| №  | Исполнитель           | Песня                     | Исполнитель оригинала           | Александр Новиков | Александр Малинин | Сергей Трофимов | Александр Розенбаум | Общий счёт |
| -- | --------------------- | ------------------------- | ------------------------------- | ----------------- | ----------------- | --------------- | ------------------- | ---------- |
| 1  | Елена Максимова       | Я тебя поцеловала         | Алла Пугачева                   | 5                 | 4                 | 5               | 5                   | 19         |
| 2  | Сергей Пенкин         | Вальс-Бостон              | Александр Розенбаум             | 5                 | 4                 | 5               | 5                   | 19         |
| 3  | Наталья Громушкина    | Оранжевый кот             | Владимир Качан и Леонид Филатов | 4                 | 4                 | 5               | 3                   | 16         |
| 4  | Дмитрий Колдун        | Ночь                      | Любэ                            | 5                 | 5                 | 5               | 5                   | 20         |
| 5  | Алика Смехова         | Думы окаянные             | Из к/ф «Пять вечеров»           | 5                 | 5                 | 5               | 5                   | 20         |
| 6  | Александр Добронравов | Чайный домик              | Аркадий Северный                | 4                 | 5                 | 5               | 4                   | 18         |
| 7  | Евгений Дятлов        | Когда мы были на войне    |                                 | 5                 | 5                 | 5               | 5                   | 20         |
| 8  | Аглая Шиловская       | Песенка о морском дьяволе | из к/ф «Человек-амфибия»        | 5                 | 5                 | 5               | 5                   | 20         |
| 9  | Жан Милимеров         | Расстанься с ней          | Александр Новиков               | 5                 | 6                 | 6               | 5                   | 22         |
| 10 | Елена Ваенга          | Прохор Митрич             | Сергей Наговицын                | 5                 | 5                 | 5               | 5                   | 20         |

Общий счёт после 9-го выпуска:
1. Аглая Шиловская; Жан Милимеров — 177 баллов
2. Елена Ваенга; Елена Максимова — 176 баллов
3. Евгений Дятлов — 171 балл
4. Сергей Пенкин ― 168 баллов
5. Алика Смехова — 166 баллов
6. Дмитрий Колдун — 164 балла
7. Наталья Громушкина — 158 баллов
8. Александр Добронравов — 155 баллов

В конце 9-го выпуска выступил Михаил Шуфутинский, исполнив свою песню «Провинциальный джаз-бэнд».

#### Финал (1 августа 2021)
Перед номерами участников выступил ведущий проекта Максим Аверин, исполнив песню «Заходите к нам на огонёк» (исполнитель оригинала — Александр Розенбаум).
| №  | Исполнитель           | Песня                     | Исполнитель оригинала | Александр Новиков | Ирина Круг | Сергей Трофимов | Александр Розенбаум | Общий счёт |
| -- | --------------------- | ------------------------- | --------------------- | ----------------- | ---------- | --------------- | ------------------- | ---------- |
| 1  | Жан Милимеров         | Hotel California          | Eagles                | 5                 | 5          | 5               | 5                   | 20         |
| 2  | Алика Смехова         | Молитва                   | Булат Окуджава        | 5                 | 5          | 5               | 5                   | 20         |
| 3  | Александр Добронравов | Одинокая волчица          | Александр Добронравов | 5                 | 5          | 5               | 5                   | 20         |
| 4  | Наталья Громушкина    | Бал в отеле Ритц          | Гарри Ричман          | 5                 | 5          | 5               | 5                   | 20         |
| 5  | Сергей Пенкин         | Дождь осенний             | Сергей Пенкин         | 5                 | 5          | 5               | 5                   | 20         |
| 6  | Елена Максимова       | Парус                     | Владимир Высоцкий     | 5                 | 5          | 5               | 5                   | 20         |
| 7  | Евгений Дятлов        | Прекрасная любовь         | ДДТ                   | 5                 | 5          | 5               | 5                   | 20         |
| 8  | Елена Ваенга          | Серые следы               | Аквариум              | 5                 | 5          | 5               | 5                   | 20         |
| 9  | Дмитрий Колдун        | Боже какой пустяк         | Рондо                 | 5                 | 5          | 5               | 5                   | 20         |
| 10 | Аглая Шиловская       | По снегу, летящему с неба | Александр Розенбаум   | 5                 | 6          | 5               | 5                   | 21         |

Итоговый счёт:
1. Аглая Шиловская — 198 баллов — Победитель сезона
2. Жан Милимеров ― 197 баллов ― Приз зрительских симпатий
3. Елена Ваенга ― Приз от жюри; Елена Максимова ― 196 баллов
4. Евгений Дятлов ― 191 балл — Приз от радио «Шансон»
5. Сергей Пенкин ― 188 баллов
6. Алика Смехова — 186 баллов
7. Дмитрий Колдун ― 184 балла
8. Наталья Громушкина ― 178 баллов
9. Александр Добронравов — 175 баллов

В начале (после трёх выступлений участников) финального выпуска выступила Зоя, исполнив свою песню «Отпуск», в середине финального выпуска член жюри Ирина Круг и Виктор Королёв исполнили свою песню «Букет из белых роз».

#### Итоги 6-го сезона
- Победителями выпуска считаются участники, набравшие 20 баллов (21-22 балла с учётом «джокеров»). Аглая Шиловская и Елена Максимова победили в восьми выпусках; Жан Милимеров и Евгений Дятлов победили в семи выпусках, Елена Ваенга и Дмитрий Колдун — в шести, Сергей Пенкин — в четырёх, а Александр Добронравов, Наталья Громушкина и Алика Смехова победили в трёх выпусках.
- В 6-м сезоне появилась новая карта для оценивания - «джокер» (6 баллов), которую каждый член жюри мог поставить всего один раз за сезон. Любовь Успенская и Ирина Круг поставили «джокера» Аглае Шиловской, Александр Розенбаум и Михаил Шуфутинский - Елене Ваенге, Александр Новиков, Сергей Трофимов и Александр Малинин - Жану Милимерову.

## Седьмой сезон

#### Члены жюри
| Член жюри           | Выпуски | Выпуски | Выпуски | Выпуски | Выпуски | Выпуски | Выпуски | Выпуски | Выпуски | Выпуски |
| Член жюри           | 1       | 2       | 3       | 4       | 5       | 6       | 7       | 8       | 9       | 10      |
| ------------------- | ------- | ------- | ------- | ------- | ------- | ------- | ------- | ------- | ------- | ------- |
| Александр Новиков   |         |         |         |         |         |         |         |         |         |         |
| Любовь Успенская    |         |         |         |         |         |         |         |         |         |         |
| Сергей Трофимов     |         |         |         |         |         |         |         |         |         |         |
| Александр Розенбаум |         |         |         |         |         |         |         |         |         |         |
| Лидия Козлова       |         |         |         |         |         |         |         |         |         |         |
| Михаил Шуфутинский  |         |         |         |         |         |         |         |         |         |         |
| Николай Фоменко     |         |         |         |         |         |         |         |         |         |         |

#### 1-й выпуск (29 января 2023)
Перед показом номеров выступил ведущий проекта Максим Аверин, исполнив песню «Так, как хочется» (исполнитель оригинала — Людмила Гурченко).
| № | Исполнитель         | Песня                          | Исполнитель оригинала | Александр Новиков | Любовь Успенская | Сергей Трофимов | Александр Розенбаум | Общий счёт |
| - | ------------------- | ------------------------------ | --------------------- | ----------------- | ---------------- | --------------- | ------------------- | ---------- |
| 1 | Екатерина Гусева    | Тонечка                        | Александр Галич       | 5                 | 5                | 5               | 5                   | 20         |
| 2 | Евгений Гор         | А за окошком месяц май         | Гарик Сукачев         | 5                 | 4                | 5               | 5                   | 19         |
| 3 | Настасья Самбурская | Фраер                          | Михаил Круг           | 5                 | 5                | 5               | 4                   | 19         |
| 4 | Александр Олешко    | Крутится, вертится шар голубой | Борис Чирков          | 5                 | 5                | 5               | 5                   | 20         |
| 5 | Виктория Дайнеко    | Дуся-агрегат                   | Любэ                  | 5                 | 5                | 5               | 4                   | 19         |
| 6 | Вадим Казаченко     | Мясоедовская улица моя         |                       | 5                 | 4                | 5               | 4                   | 18         |
| 7 | Лена Катина         | Видели ночь                    | Виктор Цой            | 3                 | 4                | 5               | 4                   | 16         |
| 8 | Валерий Ярёменко    | Москва — Петушки               | Лесоповал             | 5                 | 5                | 5               | 5                   | 20         |
| 9 | Лариса Долина       | Гоп-стоп                       | Александр Розенбаум   | 5                 | 5                | 5               | 5                   | 20         |

Общий счёт после 1-го выпуска:
1. Екатерина Гусева; Александр Олешко; Валерий Ярёменко; Лариса Долина — 20 баллов
2. Евгений Гор; Настасья Самбурская; Виктория Дайнеко — 19 баллов
3. Вадим Казаченко — 18 баллов
4. Лена Катина — 16 баллов

В конце выпуска все участники передачи исполнили песню «Три аккорда».

#### 2-й выпуск (5 февраля 2023)
Перед показом номеров выступил  Стас Михайлов со своей песней «Я буду очень тебя беречь».
| № | Исполнитель         | Песня                     | Исполнитель оригинала | Александр Новиков | Любовь Успенская | Сергей Трофимов | Александр Розенбаум | Общий счёт |
| - | ------------------- | ------------------------- | --------------------- | ----------------- | ---------------- | --------------- | ------------------- | ---------- |
| 1 | Лариса Долина       | У Чёрного моря            | Леонид Утесов         | 5                 | 5                | 5               | 5                   | 20         |
| 2 | Вадим Казаченко     | Шёл трамвай десятый номер | Аркадий Северный      | 4                 | 5                | 4               | 4                   | 17         |
| 3 | Настасья Самбурская | Алёша-ша                  | Настасья Самбурская   | 5                 | 5                | 5               | 5                   | 20         |
| 4 | Евгений Гор         | Спокойной ночи, господа   | Григорий Лепс         | 5                 | 5                | 5               | 5                   | 20         |
| 5 | Екатерина Гусева    | Родник                    |                       | 5                 | 5                | 5               | 5                   | 20         |
| 6 | Лена Катина         | Гитара                    | Любовь Успенская      | 4                 | 5                | 5               | 5                   | 19         |
| 7 | Александр Олешко    | Ялта                      | Евгений Осин          | 5                 | 5                | 5               | 5                   | 20         |
| 8 | Виктория Дайнеко    | По полюшку                | Любовь Успенская      | 4                 | 5                | 5               | 5                   | 19         |
| 9 | Валерий Ярёменко    | Прости                    | Сергей Трофимов       | 5                 | 6                | 5               | 5                   | 21         |

Общий счёт после 2-го выпуска:
1. Валерий Ярёменко — 41 балл
2. Екатерина Гусева; Александр Олешко; Лариса Долина — 40 баллов
3. Евгений Гор; Настасья Самбурская — 39 баллов
4. Виктория Дайнеко — 38 баллов
5. Лена Катина; Вадим Казаченко — 35 баллов

В конце 2-го выпуска выступила Елена Ваенга со своей песней «22-й июль».

#### 3-й выпуск (12 февраля 2023)
Перед показом номеров выступила группа «Лесоповал» с песней «Птичий рынок».
| № | Исполнитель         | Песня            | Исполнитель оригинала | Александр Новиков | Лидия Козлова | Сергей Трофимов | Александр Розенбаум | Общий счёт |
| - | ------------------- | ---------------- | --------------------- | ----------------- | ------------- | --------------- | ------------------- | ---------- |
| 1 | Виктория Дайнеко    | Золотая рыбка    | Елена Ваенга          | 4                 | 5             | 5               | 4                   | 18         |
| 2 | Валерий Ярёменко    | Чубчик кучерявый | Вилли Токарев         | 5                 | 5             | 5               | 4                   | 19         |
| 3 | Лена Катина         | Императрица      | Ирина Аллегрова       | 4                 | 4             | 5               | 3                   | 16         |
| 4 | Вадим Казаченко     | Молодая          | Ефрем Амирамов        | 4                 | 4             | 5               | 5                   | 18         |
| 5 | Настасья Самбурская | А ты хохочешь    | Дина Верни            | 5                 | 5             | 5               | 5                   | 20         |
| 6 | Александр Олешко    | Проводы любви    | Вахтанг Кикабидзе     | 4                 | 5             | 5               | 4                   | 18         |
| 7 | Екатерина Гусева    | Берëзы           | Любэ                  | 4                 | 4             | 5               | 5                   | 18         |
| 8 | Евгений Гор         | Купите папиросы  | Сёстры Бэрри          | 5                 | 5             | 5               | 5                   | 20         |
| 9 | Лариса Долина       | Тум-балалайка    |                       | 5                 | 5             | 5               | 5                   | 20         |

Общий счëт после 3-го выпуска:
1. Валерий Ярёменко;   Лариса Долина ― 60 баллов
2. Евгений Гор; Настасья Самбурская ― 59 баллов
3. Екатерина Гусева; Александр Олешко ― 58 баллов
4. Виктория Дайнеко ― 56 баллов
5. Вадим Казаченко ― 53 балла
6. Лена Катина ― 51 балл

В конце 3-го выпуска выступил председатель жюри Александр Новиков с песней «Капкан».

#### 4-й выпуск (19 февраля 2023)
В начале выпуска выступила группа «Кабриолет» с песней «Цепи».
| № | Исполнитель         | Песня                             | Исполнитель оригинала | Александр Новиков | Лидия Козлова | Сергей Трофимов | Александр Розенбаум | Общий счёт |
| - | ------------------- | --------------------------------- | --------------------- | ----------------- | ------------- | --------------- | ------------------- | ---------- |
| 1 | Александр Олешко    | Шаланды, полные кефали            | Марк Бернес           | 4                 | 5             | 5               | 4                   | 18         |
| 2 | Виктория Дайнеко    | Школьный роман                    | Наталья Штурм         | 5                 | 5             | 5               | 5                   | 20         |
| 3 | Валерий Ярёменко    | Криминальное танго                | Николай Караченцов    | 5                 | 5             | 5               | 5                   | 20         |
| 4 | Настасья Самбурская | Сигаретка                         | Наталья Лапина        | 4                 | 5             | 4               | 3                   | 16         |
| 5 | Екатерина Гусева    | Песня о двух красивых автомобилях | Владимир Высоцкий     | 4                 | 5             | 5               | 5                   | 19         |
| 6 | Лена Катина         | Не упрекай                        | Жанна Агузарова       | 3                 | 4             | 4               | 4                   | 15         |
| 7 | Вадим Казаченко     | Я скучаю по тебе                  | Сергей Трофимов       | 5                 | 5             | 5               | 5                   | 20         |
| 8 | Лариса Долина       | Вальс-Бостон                      | Александр Розенбаум   | 5                 | 5             | 5               | 6                   | 21         |
| 9 | Евгений Гор         | По диким степям Забайкалья        |                       | 5                 | 5             | 6               | 5                   | 21         |

Общий счëт после 4-го выпуска:
1. Лариса Долина ― 81 балл
2. Евгений Гор; Валерий Ярёменко — 80 баллов
3. Екатерина Гусева — 77 баллов
4. Виктория Дайнеко; Александр Олешко — 76 баллов
5. Настасья Самбурская — 75 баллов
6. Вадим Казаченко ― 73 балла
7. Лена Катина ― 66 баллов

В конце выпуска выступили Александр Круг и Ирина Круг с песней «Вот и всё».

#### 5-й выпуск (26 февраля 2023)
В начале выпуска  выступил член жюри Михаил Шуфутинский с песней «Заходите к нам на огонёк» (исполнитель оригинала — Александр Розенбаум).
| № | Исполнитель                                 | Песня                | Исполнитель оригинала | Александр Новиков | Любовь Успенская | Сергей Трофимов | Михаил Шуфутинский | Общий счёт |
| - | ------------------------------------------- | -------------------- | --------------------- | ----------------- | ---------------- | --------------- | ------------------ | ---------- |
| 1 | Екатерина Гусева и ансамбль «Русская песня» | Казачья              | Александр Розенбаум   | 4                 | 5                | 5               | 4                  | 18         |
| 2 | Валерий Ярёменко                            | Шер ами              | Владимир Качан        | 5                 | 5                | 5               | 5                  | 20         |
| 3 | Лена Катина                                 | Дорогие мои москвичи | Леонид Утёсов         | 4                 | 5                | 5               | 5                  | 19         |
| 4 | Лариса Долина                               | Москва-Одесса        | Владимир Высоцкий     | 4                 | 5                | 5               | 5                  | 19         |
| 5 | Вадим Казаченко                             | Два человека         | Любовь Успенская      | 4                 | 5                | 4               | 4                  | 17         |
| 6 | Виктория Дайнеко                            | Я родилась в Сибири  | Маша Распутина        | 4                 | 5                | 4               | 4                  | 17         |
| 7 | Евгений Гор                                 | Шансоньетка          | Александр Новиков     | 5                 | 5                | 5               | 5                  | 20         |
| 8 | Настасья Самбурская                         | Я ревную тебя        | Катя Огонёк           | 5                 | 5                | 5               | 5                  | 20         |
| 9 | Александр Олешко                            | Спокойной ночи       | Сергей Трофимов       | 5                 | 5                | 5               | 5                  | 20         |

Общие итоги после 5-го выпуска:
1. Лариса Долина; Евгений Гор; Валерий Ярёменко — 100 баллов
2. Александр Олешко — 96 баллов
3. Екатерина Гусева; Настасья Самбурская — 95 баллов
4. Виктория Дайнеко — 93 балла
5. Вадим Казаченко — 90 баллов
6. Лена Катина — 85 баллов

В конце выпуска выступила группа «Белый день» с песней «Галина».

#### 6-й выпуск (5 марта 2023)
| № | Исполнитель         | Песня                | Исполнитель оригинала | Александр Новиков | Любовь Успенская | Михаил Шуфутинский | Александр Розенбаум | Общий счёт |
| - | ------------------- | -------------------- | --------------------- | ----------------- | ---------------- | ------------------ | ------------------- | ---------- |
| 1 | Лариса Долина       | В Кейптаунском порту | Мариам Мерабова       | 5                 | 5                | 5                  | 5                   | 20         |
| 2 | Вадим Казаченко     | Ушаночка             | Геннадий Жаров        | 5                 | 5                | 5                  | 5                   | 20         |
| 3 | Настасья Самбурская | Маруся завязала      | Александр Розенбаум   | 5                 | 5                | 5                  | 5                   | 20         |
| 4 | Лена Катина         | А напоследок я скажу | Валентина Пономарёва  | 3                 | 5                | 3                  | 4                   | 15         |
| 5 | Валерий Ярёменко    | Ангел-хранитель      | Любовь Успенская      | 5                 | 5                | 5                  | 5                   | 20         |
| 6 | Виктория Дайнеко    | Мал-помалу           | Алла Пугачёва         | 5                 | 5                | 4                  | 4                   | 18         |
| 7 | Евгений Гор         | Самогончик           | Михаил Шуфутинский    | 5                 | 5                | 5                  | 5                   | 20         |
| 8 | Екатерина Гусева    | Дюны                 | Елена Ваенга          | 5                 | 5                | 5                  | 5                   | 20         |
| 9 | Александр Олешко    | Есть только миг      | Олег Анофриев         | 5                 | 5                | 5                  | 5                   | 20         |

Общий счёт после 6-го выпуска:
1. Лариса Долина; Евгений Гор; Валерий Ярёменко — 120 баллов
2. Александр Олешко — 116 баллов
3. Екатерина Гусева; Настасья Самбурская — 115 баллов
4. Виктория Дайнеко — 111 баллов
5. Вадим Казаченко — 110 баллов
6. Лена Катина — 100 баллов

В конце выпуска выступил Стас Михайлов с песней «Самая лучшая женщина».

#### 7-й выпуск (12 марта 2023)
Перед показом номеров выступил Сергей Трофимов с песней «Народ».
| № | Исполнитель         | Песня                    | Исполнитель оригинала | Александр Новиков | Любовь Успенская | Лидия Козлова | Михаил Шуфутинский | Общий счёт |
| - | ------------------- | ------------------------ | --------------------- | ----------------- | ---------------- | ------------- | ------------------ | ---------- |
| 1 | Евгений Гор         | Без тебя                 | Стас Михайлов         | 5                 | 5                | 5             | 5                  | 20         |
| 2 | Виктория Дайнеко    | Я тебя поцеловала        | Алла Пугачёва         | 5                 | 5                | 4             | 5                  | 19         |
| 3 | Вадим Казаченко     | Маня                     | Александр Розенбаум   | 4                 | 4                | 5             | 5                  | 18         |
| 4 | Лена Катина         | Боже, какой пустяк       | Рондо                 | 4                 | 5                | 5             | 5                  | 19         |
| 5 | Александр Олешко    | Две берёзы               | Людмила Гурченко      | 5                 | 5                | 5             | 5                  | 20         |
| 6 | Настасья Самбурская | Non, je ne regrette rien | Эдит Пиаф             | 4                 | 5                | 4             | 4                  | 17         |
| 7 | Валерий Ярёменко    | Городской романс         | Владимир Высоцкий     | 5                 | 5                | 5             | 5                  | 20         |
| 8 | Екатерина Гусева    | Мне твердят              | Юрий Визбор           | 5                 | 5                | 4             | 5                  | 19         |
| 9 | Лариса Долина       | Звон                     | Андрей Сапунов        | 5                 | 5                | 5             | 5                  | 20         |

Общий счёт после 7-го выпуска:
1. Лариса Долина; Евгений Гор; Валерий Ярёменко — 140 баллов
2. Александр Олешко — 136 баллов
3. Екатерина Гусева — 134 балла
4. Настасья Самбурская — 132 балла
5. Виктория Дайнеко — 130 баллов
6. Вадим Казаченко — 128 баллов
7. Лена Катина — 119 баллов

В конце выпуска выступила Елена Ваенга с песней «Дым».

#### 8-й выпуск (19 марта 2023). Киновыпуск
Перед показом номеров выступил ведущий проекта Максим Аверин, исполнив песню «Песня министра-администратора» из к/ф «Обыкновенное чудо».
| № | Исполнитель         | Песня                             | Исполнитель оригинала                                    | Александр Новиков | Любовь Успенская | Сергей Трофимов | Михаил Шуфутинский | Общий счёт |
| - | ------------------- | --------------------------------- | -------------------------------------------------------- | ----------------- | ---------------- | --------------- | ------------------ | ---------- |
| 1 | Екатерина Гусева    | Гадалка                           | из к/ф «Ах, водевиль, водевиль…»                         | 5                 | 5                | 5               | 5                  | 20         |
| 2 | Валерий Ярёменко    | Куплеты Бубы Касторского          | из к/ф «Неуловимые мстители»                             | 5                 | 5                | 5               | 5                  | 20         |
| 3 | Лариса Долина       | Ищу тебя                          | из к/ф «31 июня»                                         | 5                 | 5                | 5               | 5                  | 20         |
| 4 | Александр Олешко    | Песня старого извозчика           | из м/ф «Старая пластинка»                                | 5                 | 5                | 5               | 5                  | 20         |
| 5 | Лена Катина         | Ветер перемен / Леди совершенство | из к/ф «Мэри Поппинс, до свидания»                       | 4                 | 5                | 5               | 5                  | 19         |
| 6 | Вадим Казаченко     | Если у вас нету тёти              | из к/ф «Ирония судьбы, или С лёгким паром!»              | 5                 | 5                | 5               | 5                  | 20         |
| 7 | Виктория Дайнеко    | Чёрное и белое                    | из к/ф «Большая перемена»                                | 5                 | 5                | 5               | 5                  | 20         |
| 8 | Евгений Гор         | Над окошком месяц                 | из к/ф «Корона Российской империи, или Снова неуловимые» | 5                 | 5                | 5               | 5                  | 20         |
| 9 | Настасья Самбурская | Помоги мне                        | из к/ф «Бриллиантовая рука»                              | 5                 | 5                | 5               | 5                  | 20         |

Общий счёт после 8-го выпуска:
1. Лариса Долина; Евгений Гор; Валерий Ярёменко — 160 баллов
2. Александр Олешко — 156 баллов
3. Екатерина Гусева — 154 балла
4. Настасья Самбурская — 152 баллов
5. Виктория Дайнеко — 150 баллов
6. Вадим Казаченко — 148 баллов
7. Лена Катина — 138 баллов

#### 9-й выпуск (26 марта 2023). Дуэты
Перед показом номеров выступили ведущий проекта Максим Аверин и победительница шестого сезона Аглая Шиловская с песней «Найти меня» (исполнитель оригинала — Алла Пугачёва), а также Михаил Шуфутинский с песней «Дядя Паша».
| № | Исполнитель                          | Песня               | Исполнитель оригинала            | Александр Новиков | Любовь Успенская | Михаил Шуфутинский | Николай Фоменко | Общий счёт |
| - | ------------------------------------ | ------------------- | -------------------------------- | ----------------- | ---------------- | ------------------ | --------------- | ---------- |
| 1 | Екатерина Гусева и Нина Шацкая       | Любовь и разлука    | Елена Камбурова                  | 5                 | 5                | 5                  | 5               | 20         |
| 2 | Валерий Ярёменко и Елена Максимова   | Танго на крыше      | Сергей Трофимов                  | 5                 | 5                | 5                  | 5               | 20         |
| 3 | Вадим Казаченко и Татьяна Буланова   | Я по тебе скучаю    | Катя Лель                        | 5                 | 5                | 5                  | 5               | 20         |
| 4 | Лена Катина и Сергей Астахов         | Ту-ту-ту на-на-на   | Кабаре-дуэт «Академия»           | 5                 | 5                | 5                  | 5               | 20         |
| 5 | Настасья Самбурская и Алексей Глызин | Две души            | Александр Малинин и Елена Ваенга | 5                 | 5                | 5                  | 5               | 20         |
| 6 | Александр Олешко и Нонна Гришаева    | Если можешь, прости | Изабелла Юрьева                  | 5                 | 5                | 5                  | 5               | 20         |
| 7 | Виктория Дайнеко и Юлия Савичева     | Ленточка            | Елена Ваенга                     | 5                 | 5                | 5                  | 6               | 21         |
| 8 | Лариса Долина и Жан Милимеров        | Песня Яшки-цыгана   | из к/ф «Неуловимые мстители»     | 5                 | 5                | 6                  | 5               | 21         |
| 9 | Евгений Гор и Людмила Соколова       | Вдвоём              | Максим Фадеев и Наргиз           | 5                 | 5                | 5                  | 5               | 20         |

Общий счёт после 9-го выпуска:
1. Лариса Долина — 181 балл
2. Евгений Гор; Валерий Ярёменко — 180 баллов
3. Александр Олешко — 176 баллов
4. Екатерина Гусева — 174 балла
5. Настасья Самбурская — 172 балла
6. Виктория Дайнеко — 171 балл
7. Вадим Казаченко — 168 баллов
8. Лена Катина — 158 баллов

В конце выпуска выступили Любовь Успенская и Николай Басков с песней «Большая любовь».

#### Финал (2 апреля 2023)
| № | Исполнитель         | Песня                  | Исполнитель оригинала       | Александр Новиков | Любовь Успенская | Сергей Трофимов | Александр Розенбаум | Общий счёт |
| - | ------------------- | ---------------------- | --------------------------- | ----------------- | ---------------- | --------------- | ------------------- | ---------- |
| 1 | Виктория Дайнеко    | Солнечный зайчик       | из к/ф «Ещё раз про любовь» | 5                 | 5                | 5               | 5                   | 20         |
| 2 | Вадим Казаченко     | Кралечка               | Владислав Медяник           | 5                 | 5                | 5               | 5                   | 20         |
| 3 | Лена Катина         | Мама, я жулика люблю   | Алёша Дмитриевич            | 4                 | 4                | 4               | 4                   | 16         |
| 4 | Валерий Ярёменко    | Почти                  | Александр Розенбаум         | 5                 | 5                | 5               | 5                   | 20         |
| 5 | Настасья Самбурская | Сильная                | Настасья Самбурская         | 5                 | 5                | 5               | 5                   | 20         |
| 6 | Александр Олешко    | Жизнь прекрасна        | Алексей Паперный            | 5                 | 5                | 5               | 5                   | 20         |
| 7 | Екатерина Гусева    | Бессовестно счастливая | Катерина Голицына           | 5                 | 5                | 5               | 5                   | 20         |
| 8 | Лариса Долина       | Дай Бог                | Александр Малинин           | 6                 | 5                | 5               | 5                   | 21         |
| 9 | Евгений Гор         | Чёрный ворон           |                             | 5                 | 5                | 5               | 5                   | 20         |

Итоговый счёт:
1. Лариса Долина — 202 балла — Победитель сезона
2. Евгений Гор ― Приз зрительских симпатий; Валерий Ярёменко — 200 баллов
3. Александр Олешко — 196 баллов
4. Екатерина Гусева ― 194 балла ― Приз от жюри
5. Настасья Самбурская ― 192 балла ― Приз от радио «Шансон»
6. Виктория Дайнеко — 191 балл
7. Вадим Казаченко — 188 баллов
8. Лена Катина — 174 балла

#### Итоги 7-го сезона
- Победителями выпуска считаются участники, набравшие 20 баллов (21 балл с учётом «джокеров»). Лариса Долина, Евгений Гор и Валерий Ярёменко победили в девяти выпусках; Александр Олешко победил в восьми выпусках; Настасья Самбурская победила в семи выпусках; Екатерина Гусева победила в шести выпусках; Вадим Казаченко победил в пяти выпусках; Виктория Дайнеко победила в четырёх выпусках; Лена Катина победила в одном выпуске.
- Александр Розенбаум, Михаил Шуфутинский и Александр Новиков поставили «джокера» Ларисе Долиной. Любовь Успенская поставила «джокера» Валерию Ярёменко, Сергей Трофимов ― Евгению Гору, а Николай Фоменко ― Виктории Дайнеко. Только Лидия Козлова не поставила эту оценку.

## Восьмой сезон

#### Члены жюри
| Член жюри           | Выпуски | Выпуски | Выпуски | Выпуски | Выпуски | Выпуски | Выпуски | Выпуски | Выпуски | Выпуски |
| Член жюри           | 1       | 2       | 3       | 4       | 5       | 6       | 7       | 8       | 9       | 10      |
| ------------------- | ------- | ------- | ------- | ------- | ------- | ------- | ------- | ------- | ------- | ------- |
| Игорь Матвиенко     |         |         |         |         |         |         |         |         |         |         |
| Любовь Успенская    |         |         |         |         |         |         |         |         |         |         |
| Сергей Трофимов     |         |         |         |         |         |         |         |         |         |         |
| Михаил Шуфутинский  |         |         |         |         |         |         |         |         |         |         |
| Михаил Турецкий     |         |         |         |         |         |         |         |         |         |         |
| Игорь Саруханов     |         |         |         |         |         |         |         |         |         |         |
| Александр Розенбаум |         |         |         |         |         |         |         |         |         |         |
| Нонна Гришаева      |         |         |         |         |         |         |         |         |         |         |
| Владислав Медяник   |         |         |         |         |         |         |         |         |         |         |
| Ирина Дубцова       |         |         |         |         |         |         |         |         |         |         |
| Слава               |         |         |         |         |         |         |         |         |         |         |
| Елена Ваенга        |         |         |         |         |         |         |         |         |         |         |
| Настасья Самбурская |         |         |         |         |         |         |         |         |         |         |
| Татьяна Буланова    |         |         |         |         |         |         |         |         |         |         |
| Игорь Миркурбанов   |         |         |         |         |         |         |         |         |         |         |
| Ирина Апексимова    |         |         |         |         |         |         |         |         |         |         |

#### 1-й выпуск (14 апреля 2024)
В начале выпуска выступил ведущий проекта Максим Аверин с песней «Всё, что было» (исполнитель оригинала — Пётр Лещенко). В 8-м сезоне телезрители могли ставить оценки участникам наравне с членами жюри. Голосовать можно во время эфира шоу на телевизорах с функцией HbbTV, на сайте Первого канала, в приложении «Первый» - как для мобильных устройств, так и для Смарт ТВ. В каждом выпуске оценки суммируются, и лучшим участником, по мнению зрителей, станет тот, кто наберет наибольшее количество баллов по итогам всего сезона. В финале ему будет вручен специальный приз зрительских симпатий. Лучшие участники выпусков выделены сиреневым цветом.
| №  | Исполнитель     | Песня            | Исполнитель оригинала | Игорь Матвиенко | Любовь Успенская | Сергей Трофимов | Михаил Шуфутинский | Общий счёт |
| -- | --------------- | ---------------- | --------------------- | --------------- | ---------------- | --------------- | ------------------ | ---------- |
| 1  | Таисия Повалий  | Одолжила         | Таисия Повалий        | 5               | 5                | 5               | 5                  | 20         |
| 2  | Сергей Войтенко | Поспели вишни    | Аркадий Северный      | 5               | 5                | 5               | 5                  | 20         |
| 3  | Жасмин          | Шалом            | Жасмин                | 5               | 5                | 5               | 5                  | 20         |
| 4  | Доминик Джокер  | Люба-Любонька    | Любовь Успенская      | 5               | 5                | 5               | 5                  | 20         |
| 5  | Валерия Ланская | Бал в отеле Ритц | Тако                  | 5               | 5                | 5               | 5                  | 20         |
| 6  | Виктор Салтыков | Скажи «нет»      | Михаил Бублик         | 5               | 4                | 5               | 5                  | 19         |
| 7  | Mia Boyka       | Помада           | Лолита                | 6               | 5                | 5               | 5                  | 21         |
| 8  | Никита Малинин  | Забава           | Александр Малинин     | 5               | 5                | 5               | 5                  | 20         |
| 9  | Анна Семенович  | Угонщица         | Ирина Аллегрова       | 5               | 5                | 5               | 5                  | 20         |
| 10 | Владимир Маркин | Сиреневый туман  | Владимир Маркин       | 5               | 5                | 5               | 5                  | 20         |

Общий счёт после 1-го выпуска:
1. Mia Boyka — 21 балл
2. Таисия Повалий; Сергей Войтенко; Жасмин; Доминик Джокер; Валерия Ланская; Никита Малинин; Анна Семенович; Владимир Маркин; — 20 баллов
3. Виктор Салтыков — 19 баллов

В конце выпуска все участники передачи исполнили песню «Три аккорда».

#### 2-й выпуск (21 апреля 2024)
В начале выпуска выступил член жюри Михаил Шуфутинский с песней «За милых дам».
| №  | Исполнитель     | Песня                          | Исполнитель оригинала | Михаил Турецкий | Любовь Успенская | Сергей Трофимов | Михаил Шуфутинский | Общий счёт |
| -- | --------------- | ------------------------------ | --------------------- | --------------- | ---------------- | --------------- | ------------------ | ---------- |
| 1  | Анна Семенович  | Я милого узнаю по походке      | Гарик Сукачёв         | 5               | 5                | 5               | 5                  | 20         |
| 2  | Доминик Джокер  | Гоп-стоп                       | Александр Розенбаум   | 5               | 5                | 5               | 5                  | 20         |
| 3  | Mia Boyka       | Зачем тебе такой красивый?     | Цветомузыка           | 4               | 5                | 4               | 5                  | 18         |
| 4  | Виктор Салтыков | Когда весна придёт, не знаю    | Николай Рыбников      | 5               | 4                | 5               | 4                  | 18         |
| 5  | Жасмин          | Принцесса                      | Елена Ваенга          | 5               | 5                | 5               | 5                  | 20         |
| 6  | Никита Малинин  | Рожи                           | Александр Новиков     | 5               | 5                | 5               | 5                  | 20         |
| 7  | Владимир Маркин | Там, где клён шумит            | Синяя Птица           | 4               | 5                | 5               | 5                  | 19         |
| 8  | Валерия Ланская | Маленький креольчик            | Александр Вертинский  | 5               | 5                | 5               | 5                  | 20         |
| 9  | Сергей Войтенко | Когда фонарики качаются ночные | Аркадий Северный      | 5               | 5                | 5               | 5                  | 20         |
| 10 | Таисия Повалий  | Люблю цыгана Яна               | Братья Жемчужные      | 5               | 5                | 5               | 5                  | 20         |

Общий счёт после 2-го выпуска:
1. Таисия Повалий; Сергей Войтенко; Жасмин; Доминик Джокер; Валерия Ланская; Никита Малинин; Анна Семенович — 40 баллов
2. Владимир Маркин; Mia Boyka — 39 баллов
3. Виктор Салтыков — 37 баллов

#### 3-й выпуск (28 апреля 2024)
| №  | Исполнитель     | Песня                      | Исполнитель оригинала | Михаил Шуфутинский | Любовь Успенская | Игорь Саруханов | Александр Розенбаум | Общий счёт |
| -- | --------------- | -------------------------- | --------------------- | ------------------ | ---------------- | --------------- | ------------------- | ---------- |
| 1  | Доминик Джокер  | Мои ясные дни              | Олег Газманов         | 4                  | 5                | 4               | 4                   | 17         |
| 2  | Mia Boyka       | Балалайка                  | Алла Пугачева         | 5                  | 5                | 5               | 4                   | 19         |
| 3  | Никита Малинин  | Жора, подержи мой макинтош | Аркадий Северный      | 5                  | 5                | 5               | 6                   | 21         |
| 4  | Анна Семенович  | Милый рулевой              | Блестящие             | 4                  | 4                | 4               | 3                   | 15         |
| 5  | Владимир Маркин | Домовой                    | Владимир Маркин       | 4                  | 5                | 5               | 4                   | 18         |
| 6  | Таисия Повалий  | Транзитный пассажир        | Ирина Аллегрова       | 5                  | 5                | 6               | 5                   | 21         |
| 7  | Виктор Салтыков | У неё всё своё             | Владимир Высоцкий     | 4                  | 4                | 4               | 3                   | 15         |
| 8  | Жасмин          | Помолимся за родителей     | Сосо Павлиашвили      | 5                  | 5                | 5               | 5                   | 20         |
| 9  | Сергей Войтенко | Француженка                | Олег Митяев           | 5                  | 5                | 5               | 5                   | 20         |
| 10 | Валерия Ланская | Лухари вилаж               | Теона Контридзе       | 5                  | 5                | 5               | 5                   | 20         |

Общий счёт после 3-го выпуска:
1. Никита Малинин; Таисия Повалий — 61 балл
2. Сергей Войтенко; Жасмин; Валерия Ланская — 60 баллов
3. Mia Boyka — 58 баллов
4. Доминик Джокер; Владимир Маркин — 57 баллов
5. Анна Семенович — 55 баллов
6. Виктор Салтыков — 52 балла

В конце выпуска выступил Пётр Налич с песней «Крылья».

#### 4-й выпуск (5 мая 2024)
В начале выпуске выступил Александр Розенбаум с песней «Воскресенье».
| №  | Исполнитель     | Песня                          | Исполнитель оригинала | Сергей Трофимов | Любовь Успенская | Нонна Гришаева | Михаил Шуфутинский | Общий счёт |
| -- | --------------- | ------------------------------ | --------------------- | --------------- | ---------------- | -------------- | ------------------ | ---------- |
| 1  | Анна Семенович  | Шаланды, полные кефали         | Марк Бернес           | 5               | 5                | 5              | 5                  | 20         |
| 2  | Владимир Маркин | Голуби                         | Сергей Трофимов       | 5               | 5                | 5              | 4                  | 19         |
| 3  | Жасмин          | К единственному нежному        | Любовь Успенская      | 5               | 5                | 4              | 5                  | 19         |
| 4  | Виктор Салтыков | Я поднимаю руки                | Григорий Лепс         | 4               | 4                | 4              | 4                  | 16         |
| 5  | Mia Boyka       | Я ревную тебя                  | Катя Огонёк           | 6               | 5                | 5              | 5                  | 21         |
| 6  | Доминик Джокер  | Ясень                          | Михаил Бублик         | 5               | 5                | 6              | 5                  | 21         |
| 7  | Таисия Повалий  | Тонкая рябина                  | Людмила Зыкина        | 5               | 6                | 5              | 5                  | 21         |
| 8  | Никита Малинин  | Я грузин, иль армянин          | Аркадий Северный      | 5               | 5                | 5              | 5                  | 20         |
| 9  | Валерия Ланская | Milord                         | Эдит Пиаф             | 5               | 5                | 5              | 5                  | 20         |
| 10 | Сергей Войтенко | Никто тебя не любит так, как я | Иосиф Кобзон          | 5               | 5                | 5              | 5                  | 20         |

Общий счёт после 4-го выпуска:
1. Таисия Повалий — 82 балла
2. Никита Малинин — 81 балл
3. Сергей Войтенко; Валерия Ланская — 80 баллов
4. Mia Boyka; Жасмин — 79 баллов
5. Доминик Джокер — 78 баллов
6. Владимир Маркин — 76 баллов
7. Анна Семенович — 75 баллов
8. Виктор Салтыков — 68 баллов

В конце выпуска выступил ST с песней «Дай ему сил».

#### 5-й выпуск (12 мая 2024)
| №  | Исполнитель     | Песня               | Исполнитель оригинала | Владислав Медяник | Любовь Успенская | Ирина Дубцова | Михаил Шуфутинский | Общий счёт |
| -- | --------------- | ------------------- | --------------------- | ----------------- | ---------------- | ------------- | ------------------ | ---------- |
| 1  | Никита Малинин  | Катя                | Пётр Лещенко          | 5                 | 4                | 5             | 4                  | 18         |
| 2  | Таисия Повалий  | Душа болит          | Михаил Шуфутинский    | 4                 | 5                | 5             | 5                  | 19         |
| 3  | Виктор Салтыков | Если бы не ты       | Александр Малинин     | 5                 | 5                | 4             | 4                  | 18         |
| 4  | Жасмин          | Настоящий полковник | Алла Пугачёва         | 5                 | 5                | 5             | 5                  | 20         |
| 5  | Владимир Маркин | Белая черёмуха      | Владимир Маркин       | 5                 | 4                | 5             | 4                  | 18         |
| 6  | Валерия Ланская | Верба-Вербочка      | Майя Кристалинская    | 5                 | 5                | 6             | 5                  | 21         |
| 7  | Доминик Джокер  | Летний дождь        | Игорь Тальков         | 5                 | 5                | 5             | 5                  | 20         |
| 8  | Анна Семенович  | Хулиганчики         | Маша Распутина        | 5                 | 5                | 5             | 5                  | 20         |
| 9  | Сергей Войтенко | Тюбик               | Виктор Третьяков      | 5                 | 5                | 5             | 5                  | 20         |
| 10 | Mia Boyka       | Душа                | Рада Рай              | 5                 | 5                | 5             | 6                  | 21         |

Общий счёт после 5-го выпуск: 
1. Таисия Повалий; Валерия Ланская — 101 балл
2. Mia Boyka; Сергей Войтенко — 100 баллов
3. Жасмин; Никита Малинин — 99 баллов
4. Доминик Джокер — 98 баллов
5. Анна Семенович — 95 баллов
6. Владимир Маркин — 94 баллов
7. Виктор Салтыков — 86 баллов

В конце выпуска выступила группа «Лесоповал» с песней «Пока мы вместе».

#### 6-й выпуск (19 мая 2024)
В начале выпуска выступил Сосо Павлиашвили с песней «Ждёт тебя грузин».
| №  | Исполнитель     | Песня                      | Исполнитель оригинала | Сергей Трофимов | Любовь Успенская | Слава | Михаил Шуфутинский | Общий счёт |
| -- | --------------- | -------------------------- | --------------------- | --------------- | ---------------- | ----- | ------------------ | ---------- |
| 1  | Жасмин          | На теплоходе музыка играет | Ольга Зарубина        | 5               | 5                | 5     | 5                  | 20         |
| 2  | Владимир Маркин | Алёшкина любовь            | Весёлые ребята        | 4               | 4                | 2     | 4                  | 14         |
| 3  | Таисия Повалий  | Широка река                | Надежда Кадышева      | 5               | 5                | 5     | 5                  | 20         |
| 4  | Виктор Салтыков | Лебеди                     | Владислав Агафонов    | 4               | 4                | 3     | 4                  | 15         |
| 5  | Анна Семенович  | А напоследок я скажу       | Валентина Пономарёва  | 4               | 4                | 5     | 5                  | 18         |
| 6  | Сергей Войтенко | Алёшка жарил на баяне      | Владимир Высоцкий     | 5               | 5                | 5     | 5                  | 20         |
| 7  | Mia Boyka       | Глупый мальчишка           | Ирина Аллегрова       | 5               | 5                | 6     | 5                  | 21         |
| 8  | Доминик Джокер  | Памяти Вертинского         | Михаил Шуфутинский    | 5               | 5                | 5     | 5                  | 20         |
| 9  | Никита Малинин  | Лимончики                  | Леонид Утёсов         | 5               | 5                | 5     | 5                  | 20         |
| 10 | Валерия Ланская | Кони привередливые         | Владимир Высоцкий     | 5               | 5                | 5     | 5                  | 20         |

Общий счёт после 6-го выпуска:
1. Таисия Повалий; Валерия Ланская; Mia Boyka — 121 балл
2. Сергей Войтенко — 120 баллов
3. Жасмин; Никита Малинин — 119 баллов
4. Доминик Джокер — 118 баллов
5. Анна Семенович — 113 баллов
6. Владимир Маркин — 108 баллов
7. Виктор Салтыков — 101 балл

#### 7-й выпуск (26 мая 2024)
| №  | Исполнитель     | Песня                     | Исполнитель оригинала | Сергей Трофимов | Любовь Успенская | Елена Ваенга | Михаил Шуфутинский | Общий счёт |
| -- | --------------- | ------------------------- | --------------------- | --------------- | ---------------- | ------------ | ------------------ | ---------- |
| 1  | Сергей Войтенко | Плавленный сырок          | Владимир Трошин       | 5               | 5                | 5            | 5                  | 20         |
| 2  | Анна Семенович  | Пропадаю я                | Любовь Успенская      | 5               | 5                | 4            | 5                  | 19         |
| 3  | Виктор Салтыков | Там                       | Стас Михайлов         | 4               | 4                | 4            | 4                  | 16         |
| 4  | Mia Boyka       | Девочка секонд-хенд       | Алла Пугачёва         | 5               | 5                | 5            | 5                  | 20         |
| 5  | Жасмин          | Марджанджа                | Михаил Шуфутинский    | 5               | 5                | 5            | 5                  | 20         |
| 6  | Владимир Маркин | Палуба                    | Владимир Маркин       | 4               | 4                | 5            | 4                  | 17         |
| 7  | Никита Малинин  | Случай на именинах у Лёвы | Аркадий Северный      | 5               | 5                | 5            | 5                  | 20         |
| 8  | Таисия Повалий  | Ну и что?                 | Русские               | 5               | 5                | 5            | 5                  | 20         |
| 9  | Доминик Джокер  | Это здорово               | Николай Носков        | 5               | 5                | 5            | 4                  | 19         |
| 10 | Валерия Ланская | Ты                        | Елена Ваенга          | 5               | 5                | 6            | 5                  | 21         |

Общий счёт после 7-го выпуска:
1. Валерия Ланская — 142 балла
2. Таисия Повалий; Mia Boyka — 141 балл
3. Сергей Войтенко — 140 баллов
4. Жасмин; Никита Малинин — 139 баллов
5. Доминик Джокер — 137 баллов
6. Анна Семенович — 132 балла
7. Владимир Маркин — 125 баллов
8. Виктор Салтыков — 117 баллов

#### 8-й выпуск (2 июня 2024). Киновыпуск
| №  | Исполнитель     | Песня                   | Исполнитель оригинала                      | Сергей Трофимов | Любовь Успенская | Настасья Самбурская | Михаил Шуфутинский | Общий счёт |
| -- | --------------- | ----------------------- | ------------------------------------------ | --------------- | ---------------- | ------------------- | ------------------ | ---------- |
| 1  | Никита Малинин  | Яблочко                 | из к/ф «Собачье сердце»                    | 5               | 5                | 5                   | 5                  | 20         |
| 2  | Жасмин          | Оттепель                | из т/с «Оттепель»                          | 5               | 5                | 5                   | 5                  | 20         |
| 3  | Владимир Маркин | Песня о Родине          | из к/ф «Ночной патруль»                    | 5               | 5                | 5                   | 5                  | 20         |
| 4  | Анна Семенович  | Песня Атаманши          | из м/ф «Бременские музыканты»              | 4               | 5                | 4                   | 4                  | 17         |
| 5  | Валерия Ланская | Canzone da due soldi    | из т/с «Ликвидация»                        | 5               | 5                | 5                   | 5                  | 20         |
| 6  | Сергей Войтенко | Губы окаянные           | из к/ф «Пять вечеров»                      | 5               | 5                | 5                   | 5                  | 20         |
| 7  | Mia Boyka       | Город, которого нет     | из т/с «Бандитский Петербург»              | 5               | 5                | 5                   | 5                  | 20         |
| 8  | Виктор Салтыков | Я спросил у ясеня       | из к/ф «Ирония судьбы, или С лёгким паром» | 5               | 5                | 5                   | 5                  | 20         |
| 9  | Таисия Повалий  | Всё равно ты будешь мой | из к/ф «Ангел в тюбетейке»                 | 5               | 5                | 6                   | 5                  | 21         |
| 10 | Доминик Джокер  | Есть только миг         | из к/ф «Земля Санникова»                   | 5               | 5                | 5                   | 5                  | 20         |

Общий счёт после 8-го выпуска:
1. Валерия Ланская; Таисия Повалий — 162 балла
2. Mia Boyka — 161 балл
3. Сергей Войтенко — 160 баллов
4. Жасмин; Никита Малинин — 159 баллов
5. Доминик Джокер — 157 баллов
6. Анна Семенович — 149 баллов
7. Владимир Маркин — 145 баллов
8. Виктор Салтыков — 137 баллов

В конце выпуска выступила Наталия Власова с песней «На тебя обиделась».

#### 9-й выпуск (9 июня 2024). Дуэты
В начале выпуска выступили Максим Аверин и Нонна Гришаева с песней «Деньги-деньги» (из мюзикла «Кабаре»).
| №  | Исполнитель                            | Песня                  | Исполнитель оригинала              | Сергей Трофимов | Любовь Успенская | Татьяна Буланова | Игорь Миркурбанов | Общий счёт |
| -- | -------------------------------------- | ---------------------- | ---------------------------------- | --------------- | ---------------- | ---------------- | ----------------- | ---------- |
| 1  | Анна Семенович и Анастасия Макеева     | Все мы бабы — стервы   | Ирина Аллегрова                    | 5               | 5                | 6                | 5                 | 21         |
| 2  | Никита Малинин и Виктория Дайнеко      | Деревня                | Раиса Отрадная и Вилли Токарев     | 5               | 5                | 5                | 5                 | 20         |
| 3  | Валерия Ланская и Леонид Серебренников | Старый граммофон       | Андрей Миронов и Людмила Гурченко  | 5               | 5                | 5                | 5                 | 20         |
| 4  | Виктор Салтыков и Людмила Соколова     | Берега любви           | Виктор Салтыков и Татьяна Овсиенко | 5               | 5                | 5                | 5                 | 20         |
| 5  | Владимир Маркин и Екатерина Семёнова   | Песня о Володе Маркине | Екатерина Семёнова                 | 4               | 5                | 5                | 5                 | 19         |
| 6  | Mia Boyka и Слава                      | Я тоже его люблю       | Любовь Успенская и Ирина Дубцова   | 5               | 5                | 5                | 5                 | 20         |
| 7  | Доминик Джокер и Ирина Дубцова         | Где ты был             | Любовь Успенская и Доминик Джокер  | 5               | 5                | 5                | 5                 | 20         |
| 8  | Сергей Войтенко и Родион Газманов      | Пёрышки                | Александр Розенбаум                | 5               | 5                | 5                | 5                 | 20         |
| 9  | Таисия Повалий и Дмитрий Харатьян      | Мама-Родина            | Александр Маршал и Олег Газманов   | 5               | 5                | 5                | 6                 | 21         |
| 10 | Жасмин и Жан Миллимеров                | Доля                   | Олег Газманов                      | 5               | 5                | 5                | 5                 | 20         |

Общий счёт после 9-го выпуска:
1. Таисия Повалий — 183 балла
2. Валерия Ланская — 182 балла
3. Mia Boyka — 181 балл
4. Сергей Войтенко — 180 баллов
5. Жасмин; Никита Малинин — 179 баллов
6. Доминик Джокер — 177 баллов
7. Анна Семенович — 170 баллов
8. Владимир Маркин — 164 балла
9. Виктор Салтыков — 157 баллов

В конце выпуска выступили Филлип Киркоров и Михаил Шуфутинский с песней «Жара Дубая».

#### Финал (16 июня 2024)
В начале выпуска выступил ведущий проекта Максим Аверин с песней «Грустить не надо» (Андрей Миронов).
| №  | Исполнитель     | Песня                          | Исполнитель оригинала                  | Михаил Шуфутинский | Любовь Успенская | Ирина Апексимова | Александр Розенбаум | Общий счёт |
| -- | --------------- | ------------------------------ | -------------------------------------- | ------------------ | ---------------- | ---------------- | ------------------- | ---------- |
| 1  | Сергей Войтенко | На дискотеку!                  | Мурат Тхагалегов                       | 5                  | 5                | 5                | 5                   | 20         |
| 2  | Жасмин          | Не делайте мне больно, господа | Алла Пугачёва                          | 5                  | 5                | 5                | 5                   | 20         |
| 3  | Владимир Маркин | В доме 8 на Тверском бульваре  | Владимир Маркин                        | 5                  | 5                | 5                | 5                   | 20         |
| 4  | Анна Семенович  | В море ветер, в море буря...   | из м/ф «В синем море, в белой пене...» | 5                  | 5                | 5                | 5                   | 20         |
| 5  | Виктор Салтыков | Осень                          | Виктор Салтыков                        | 5                  | 5                | 5                | 5                   | 20         |
| 6  | Mia Boyka       | Чёрный кот                     | Тамара Миансарова                      | 5                  | 5                | 4                | 4                   | 18         |
| 7  | Доминик Джокер  | Небо на ладони                 | Сосо Павлиашвили                       | 5                  | 5                | 5                | 5                   | 20         |
| 8  | Валерия Ланская | Подари, Господь, мелодию       | Александр Розенбаум                    | 5                  | 5                | 5                | 5                   | 20         |
| 9  | Никита Малинин  | Невский проспект               | Ленинград                              | 5                  | 5                | 5                | 5                   | 20         |
| 10 | Таисия Повалий  | Как быть?                      | Александр Серов                        | 5                  | 5                | 6                | 5                   | 21         |

Общие итоги 8-го сезона:
1. Таисия Повалий — 204 балла — Победитель сезона
2. Валерия Ланская — 202 балла — Приз зрительских симпатий; Приз от жюри
3. Сергей Войтенко — 200 баллов — Приз от радио «Шансон»
4. Жасмин; Никита Малинин; Mia Boyka — 199 баллов
5. Доминик Джокер — 197 баллов
6. Анна Семенович — 190 баллов
7. Владимир Маркин — 184 балла
8. Виктор Салтыков — 177 баллов

В конце финального выпуска все участники исполнили гимн «Три аккорда».

#### Итоги 8-го сезона
- Победителями выпуска считаются участники, набравшие 20 баллов (21 балл с учётом «джокеров»). Валерия Ланская и Сергей Войтенко победили во всех выпусках; Таисия Повалий, Жасмин и Никита Малинин победили в девяти выпусках; Доминик Джокер победил в восьми выпусках; Mia Boyka победила в семи выпусках; Анна Семенович победила в шести выпусках; Владимир Маркин и Виктор Салтыков победили в трёх выпусках.
- Игорь Саруханов, Любовь Успенская, Настасья Самбурская, Игорь Миркурбанов и Ирина Апексимова поставили «джокера» Таисии Повалий. Игорь Матвиенко, Сергей Трофимов, Михаил Шуфутинский и Слава поставили «джокера» Mia Boyka. Ирина Дубцова и Елена Ваенга поставили «джокера» Валерии Ланской. Александр Розенбаум поставил «джокера» Никите Малинину, Нонна Гришаева — Доминику Джокеру, а Татьяна Буланова — Анне Семенович. Только Михаил Турецкий и Владислав Медяник не поставили эту оценку.
- Впервые за историю проекта Любовь Успенская была членом жюри во всех выпусках сезона.
- Был поставлен третий валет за всю историю шоу (в шестом выпуске Слава поставила эту оценку Владимиру Маркину).

## Новогодний выпуск (1 января 2025)
- Максим Аверин — «Песенка о хорошем настроении» (из фильма «Карнавальная ночь»)
- Михаил Шуфутинский — «Заходите к нам на огонёк»
- Лариса Долина — «Гоп-стоп» (исполнитель оригинала — Александр Розенбаум)
- Лада Дэнс и Анастасия Макеева — «Ресторан» (исполнитель оригинала — Лариса Долина)
- Любэ — «Ша»
- Екатерина Гусева и Нина Шацкая — «Пой, гитара» (из фильма «От зари до зари»)
- Сергей Трофимов и Елизавета Трофимова — «Я скучаю по тебе»
- Александр Ф. Скляр — «Когда мы были»
- Александр Олешко — «Моя Марусечка» (исполнитель оригинала — Пётр Лещенко)
- Хор Турецкого — «Школа танцев Соломона Пляра»
- Ирина Круг и Алексей Брянцев — «Заходи ко мне во сне»
- Слава — «Фраер» (исполнитель оригинала — Михаил Круг)
- Евгений Кемеровский — «Вот и здравствуй»
- Алексей Петрухин, Ярослав Сумишевский, Сергей Войтенко — «Пластиночка»
- Александр Ванюшкин — «333»
- Александр Маршал и «Лесоповал» — «Я куплю тебе дом»
- Настасья Самбурская — «Безответная»
- Евгений Гор и Сергей Войтенко — «Левый берег Дона» (исполнитель оригинала — Михаил Шуфутинский)
- Дмитрий Колдун и Елена Максимова — «Танго разбитых сердец» (исполнитель оригинала — Григорий Лепс)
- Санкт-Петербург — «Очарована, околдована» (исполнитель оригинала — Михаил Звездинский)
- ST — «Дай ему сил»
- Александр Домогаров — «Я в весеннем лесу» (из фильма «Ошибка резидента»)
- Жасмин — «Семь сорок» (исполнитель оригинала — Аркадий Северный)
- Нонна Гришаева  и Иван Замотаев — «Шумел камыш» (исполнитель  оригинала — Лидия Русланова)
- Аглая Шиловская — «Экспонат» (исполнитель оригинала — «Ленинград»)
- Сергей Минаев, Никита Малинин и Серёга — «Постой, паровоз» (из фильма «Операция "Ы" и другие приключения Шурика»)
- Александр Розенбаум и Виктория Гиссен — «Фраер»
- Виктор Рыбин — «Губит людей не пиво» (из фильма «Не может быть!»)
- Таисия Повалий и Александр Марцинкевич — «А я люблю такую»
- Александр Буйнов и «После 11» — «Ваше благородие, госпожа удача» (из фильма «Белое солнце пустыни»)
- Любэ — «После»
- Олег Газманов и Зара — «Доля»

## Девятый сезон

#### Члены жюри
| Член жюри           | Выпуски | Выпуски | Выпуски | Выпуски | Выпуски | Выпуски | Выпуски | Выпуски | Выпуски | Выпуски |
| Член жюри           | 1       | 2       | 3       | 4       | 5       | 6       | 7       | 8       | 9       | 10      |
| ------------------- | ------- | ------- | ------- | ------- | ------- | ------- | ------- | ------- | ------- | ------- |
| Сергей Трофимов     |         |         |         |         |         |         |         |         |         |         |
| Любовь Успенская    |         |         |         |         |         |         |         |         |         |         |
| Михаил Шуфутинский  |         |         |         |         |         |         |         |         |         |         |
| Александр Розенбаум |         |         |         |         |         |         |         |         |         |         |
| Таисия Повалий      |         |         |         |         |         |         |         |         |         |         |
| Евгений Кемеровский |         |         |         |         |         |         |         |         |         |         |
| Нонна Гришаева      |         |         |         |         |         |         |         |         |         |         |
| Слава               |         |         |         |         |         |         |         |         |         |         |
| Виктор Рыбин        |         |         |         |         |         |         |         |         |         |         |
| Лариса Долина       |         |         |         |         |         |         |         |         |         |         |
| Анастасия Макеева   |         |         |         |         |         |         |         |         |         |         |
| Ирина Дубцова       |         |         |         |         |         |         |         |         |         |         |
| Александр Олешко    |         |         |         |         |         |         |         |         |         |         |

#### 1-й выпуск (26 января 2025)
В начале выпуска выступил ведущий проекта Максим Аверин с песней «Кабаре» (исполнитель оригинала — Валерий Леонтьев).
| №  | Исполнитель         | Песня                                          | Исполнитель оригинала        | Сергей Трофимов | Любовь Успенская | Михаил Шуфутинский | Александр Розенбаум | Общий счёт |
| -- | ------------------- | ---------------------------------------------- | ---------------------------- | --------------- | ---------------- | ------------------ | ------------------- | ---------- |
| 1  | Лада Дэнс           | Мурка                                          |                              | 4               | 4                | 4                  | 4                   | 16         |
| 2  | Александр Домогаров | Пиковая дама                                   | Аркадий Северный             | 4               | 4                | 4                  | 4                   | 16         |
| 3  | Зара                | Доля                                           | Олег Газманов                | 5               | 5                | 5                  | 5                   | 20         |
| 4  | Алексей Гоман       | Пароход                                        | Леонид Утёсов                | 4               | 5                | 4                  | 5                   | 18         |
| 5  | Ольга Будина        | Давайте восклицать                             | Булат Окуджава               | 5               | 5                | 5                  | 4                   | 19         |
| 6  | Burito              | Ау                                             | Александр Розенбаум          | 5               | 5                | 5                  | 5                   | 20         |
| 7  | Виктория Гиссен     | Что мы наделали?                               | Михаил Бублик и Елена Ваенга | 5               | 5                | 5                  | 5                   | 20         |
| 8  | Серёга              | Чёрный бумер                                   | Серёга                       | 5               | 5                | 4                  | 5                   | 19         |
| 9  | Анна Седокова       | Потому что нельзя быть на свете красивой такой | Белый орёл                   | 4               | 4                | 4                  | 3                   | 15         |
| 10 | Иван Замотаев       | Гоп со смыком                                  | Леонид Утёсов                | 5               | 5                | 5                  | 6                   | 21         |

Общий счёт после первого выпуска:
1. Иван Замотаев — 21 балл
2. Burito; Виктория Гиссен; Зара — 20 баллов
3. Ольга Будина; Серёга — 19 баллов
4. Алексей Гоман — 18 баллов
5. Александр Домогаров; Лада Дэнс — 16 баллов
6. Анна Седокова — 15 баллов

В конце выпуска выступили все участники с песней «Три аккорда».

#### 2-й выпуск (2 февраля 2025)
| №  | Исполнитель         | Песня               | Исполнитель оригинала | Сергей Трофимов | Любовь Успенская | Таисия Повалий | Евгений Кемеровский | Общий счёт |
| -- | ------------------- | ------------------- | --------------------- | --------------- | ---------------- | -------------- | ------------------- | ---------- |
| 1  | Серёга              | Дорога на Берлин    | Леонид Утёсов         | 5               | 5                | 5              | 5                   | 20         |
| 2  | Зара                | Маски               | Владимир Высоцкий     | 5               | 5                | 5              | 5                   | 20         |
| 3  | Александр Домогаров | Песенка о моей жене | Александр Вертинский  | 5               | 5                | 6              | 5                   | 21         |
| 4  | Ольга Будина        | Я тебя подожду      | Тамара Миансарова     | 5               | 5                | 5              | 5                   | 20         |
| 5  | Burito              | Ольга               | Гарик Сукачёв         | 5               | 5                | 5              | 5                   | 20         |
| 6  | Виктория Гиссен     | Жёлтые ботиночки    |                       | 5               | 5                | 4              | 5                   | 19         |
| 7  | Анна Седокова       | Я не могу без него  | Катя Огонёк           | 5               | 5                | 5              | 5                   | 20         |
| 8  | Иван Замотаев       | Проходит жизнь      | Сергей Никитин        | 5               | 5                | 5              | 5                   | 20         |
| 9  | Лада Дэнс           | Курю                | Елена Ваенга          | 5               | 5                | 5              | 5                   | 20         |
| 10 | Алексей Гоман       | Всё что было        | Пётр Лещенко          | 5               | 5                | 5              | 6                   | 21         |

Общий счёт после второго выпуска:
1. Иван Замотаев — 41 балл
2. Burito; Зара — 40 баллов
3. Ольга Будина; Серёга; Алексей Гоман Виктория Гиссен — 39 баллов
4. Александр Домогаров — 37 баллов
5. Лада Дэнс — 36 баллов
6. Анна Седокова — 35 баллов

В конце выпуска выступил Стас Михайлов с песней «Мы бежим от себя».

#### 3-й выпуск (16 февраля 2025)
В начале выпуска выступил Александр Розенбаум с песней «Матросская лирическая».
| №  | Исполнитель         | Песня                               | Исполнитель оригинала     | Михаил Шуфутинский | Любовь Успенская | Нонна Гришаева | Александр Розенбаум | Общий счёт |
| -- | ------------------- | ----------------------------------- | ------------------------- | ------------------ | ---------------- | -------------- | ------------------- | ---------- |
| 1  | Анна Седокова       | Привет с большого бодуна            | Дюна                      | 4                  | 5                | 5              | 4                   | 18         |
| 2  | Серёга              | Я в весеннем лесу пил берёзовый сок | из к/ф «Ошибка резидента» | 4                  | 5                | 4              | 5                   | 18         |
| 3  | Лада Дэнс           | К единственному нежному             | Любовь Успенская          | 5                  | 5                | 5              | 4                   | 19         |
| 4  | Александр Домогаров | Вместе                              | Алексей Иващенко          | 5                  | 5                | 5              | 5                   | 20         |
| 5  | Ольга Будина        | Приходи ко мне, Глафира             | Иваси                     | 5                  | 5                | 4              | 4                   | 18         |
| 6  | Burito              | Помилуй, Господи, нас грешных       | Любэ                      | 4                  | 4                | 4              | 4                   | 16         |
| 7  | Алексей Гоман       | Поручик                             | Сергей Трофимов           | 5                  | 5                | 5              | 5                   | 20         |
| 8  | Виктория Гиссен     | Дождь на Неве                       | Лидия Клемент             | 5                  | 5                | 5              | 5                   | 20         |
| 9  | Иван Замотаев       | Будет всё, как ты захочешь          | Александр Шевченко        | 5                  | 5                | 6              | 5                   | 21         |
| 10 | Зара                | Девочка                             | Елена Ваенга              | 5                  | 5                | 5              | 5                   | 20         |

Общий счёт после третьего выпуска:
1. Иван Замотаев — 62 балла
2. Зара — 60 баллов
3. Алексей Гоман; Виктория Гиссен — 59 баллов
4. Александр Домогаров; Ольга Будина; Серёга — 57 баллов
5. Burito — 56 баллов
6. Лада Дэнс — 55 баллов
7. Анна Седокова — 53 балла

В конце выпуска выступили Сосо Павлиашвили и Александр Марцинкевич с песней «Пролетели быстро годы».

#### 4-й выпуск (2 марта 2025)
В начале  выпуска  выступила Любовь Успенская с песней  «Сила моя со мной».
| №  | Исполнитель         | Песня                             | Исполнитель оригинала | Сергей Трофимов | Любовь Успенская | Михаил Шуфутинский | Александр Розенбаум | Общий счёт |
| -- | ------------------- | --------------------------------- | --------------------- | --------------- | ---------------- | ------------------ | ------------------- | ---------- |
| 1  | Виктория Гиссен     | Улочки московские                 | Любэ                  | 5               | 5                | 5                  | 5                   | 20         |
| 2  | Александр Домогаров | За волю                           | Игорь Слуцкий         | 4               | 4                | 5                  | 4                   | 17         |
| 3  | Анна Седокова       | Боже, какой пустяк                | Рондо                 | 5               | 4                | 5                  | 5                   | 19         |
| 4  | Burito              | Осень жизни                       | Владимир Асмолов      | 5               | 5                | 5                  | 5                   | 20         |
| 5  | Ольга Будина        | Губы окаянные                     | из к/ф «Пять вечеров» | 4               | 5                | 4                  | 4                   | 17         |
| 6  | Иван Замотаев       | Дорожная N2                       | Чиж & Co              | 5               | 5                | 5                  | 5                   | 20         |
| 7  | Зара                | Мне звезда упала на ладошку       | Александр Дольский    | 5               | 5                | 5                  | 5                   | 20         |
| 8  | Серёга              | Раз в московском кабаке сидели... | Владимир Высоцкий     | 5               | 5                | 5                  | 5                   | 20         |
| 9  | Лада Дэнс           | Француженка                       | Олег Митяев           | 5               | 5                | 5                  | 5                   | 20         |
| 10 | Алексей Гоман       | Журавли                           | Вилли Токарев         | 5               | 5                | 5                  | 5                   | 20         |

Общий счёт после четвёртого выпуска:
1. Иван Замотаев — 82 балла
2. Зара — 80 баллов
3. Виктория Гиссен; Алексей Гоман — 79 баллов
4. Серёга — 77 баллов
5. Burito — 76 баллов
6. Лада Дэнс — 75 баллов
7. Александр Домогаров; Ольга Будина — 74 балла
8. Анна Седокова — 72 балла

#### 5-й выпуск (16 марта 2025)
В начале  выпуска  выступила Слава с песней  «На грани нервного срыва».
| №  | Исполнитель         | Песня                         | Исполнитель оригинала | Сергей Трофимов | Слава | Виктор Рыбин | Михаил Шуфутинский | Общий счёт |
| -- | ------------------- | ----------------------------- | --------------------- | --------------- | ----- | ------------ | ------------------ | ---------- |
| 1  | Алексей Гоман       | А поезд чух-чух               | Виктор Королёв        | 5               | 5     | 5            | 5                  | 20         |
| 2  | Лада Дэнс           | Вальс-бостон                  | Александр Розенбаум   | 5               | 5     | 5            | 5                  | 20         |
| 3  | Александр Домогаров | Песенка влюблённого пожарного | Аркадий Райкин        | 5               | 5     | 5            | 5                  | 20         |
| 4  | Анна Седокова       | Декабристочка                 | Катерина Голицына     | 5               | 3     | 5            | 4                  | 17         |
| 5  | Burito              | Синий туман                   | Вячеслав Добрынин     | 5               | 5     | 5            | 5                  | 20         |
| 6  | Ольга Будина        | Школьная пора                 | Татьяна Овсиенко      | 5               | 4     | 5            | 4                  | 18         |
| 7  | Зара                | Девочка, стоп!                | Арсен Шахунц          | 5               | 6     | 5            | 5                  | 21         |
| 8  | Серёга              | Твоя фотография               | Аркадий Северный      | 5               | 5     | 5            | 5                  | 20         |
| 9  | Виктория Гиссен     | Городок                       | Анжелика Варум        | 5               | 5     | 5            | 5                  | 20         |
| 10 | Иван Замотаев       | Пикколо Бамбино               | Александр Вертинский  | 6               | 5     | 6            | 6                  | 23         |

Общий счёт после пятого выпуска:
1. Иван Замотаев — 105 баллов
2. Зара — 101 балл
3. Алексей Гоман; Виктория Гиссен — 99 баллов
4. Серёга — 97 баллов
5. Burito — 96 баллов
6. Лада Дэнс — 95 баллов
7. Александр Домогаров — 94 балла
8. Ольга Будина — 92 балла
9. Анна Седокова — 89 баллов

В конце выпуска выступил Сергей Трофимов с песней «Вспоминая лето».

#### 6-й выпуск (23 марта 2025)
В начале выпуска выступил Михаил Шуфутинский с песней «Малолетка».
| №  | Исполнитель         | Песня                   | Исполнитель оригинала | Сергей Трофимов | Лариса Долина | Михаил Шуфутинский | Евгений Кемеровский | Общий счёт |
| -- | ------------------- | ----------------------- | --------------------- | --------------- | ------------- | ------------------ | ------------------- | ---------- |
| 1  | Виктория Гиссен     | Королева золотого песка | Анастасия             | 5               | 5             | 5                  | 5                   | 20         |
| 2  | Алексей Гоман       | Молодая                 | Ефрем Амирамов        | 5               | 5             | 5                  | 5                   | 20         |
| 3  | Зара                | Ваня                    | Михаил Шуфутинский    | 5               | 5             | 5                  | 5                   | 20         |
| 4  | Серёга              | Волки                   | Владислав Медяник     | 5               | 5             | 5                  | 4                   | 19         |
| 5  | Ольга Будина        | Девушка из харчевни     | Новелла Матвеева      | 5               | 5             | 5                  | 5                   | 20         |
| 6  | Burito              | Tombe la Neige          | Сальваторе Адамо      | 5               | 5             | 5                  | 4                   | 19         |
| 7  | Анна Седокова       | Фотография 9х12         | Ирина Аллегрова       | 4               | 4             | 4                  | 5                   | 17         |
| 8  | Иван Замотаев       | Танец                   | Хоронько Оркестр      | 5               | 6             | 5                  | 5                   | 21         |
| 9  | Лада Дэнс           | Алёша, ша!              | Аркадий Северный      | 5               | 5             | 5                  | 5                   | 20         |
| 10 | Александр Домогаров | Песня о Родине          | Марк Бернес           | 5               | 5             | 5                  | 5                   | 20         |

Общий счёт после шестого выпуска:
1. Иван Замотаев — 126 баллов
2. Зара — 121 балл
3. Алексей Гоман; Виктория Гиссен — 119 баллов
4. Серёга — 116 баллов
5. Burito; Лада Дэнс — 115 баллов
6. Александр Домогаров — 114 баллов
7. Ольга Будина — 112 баллов
8. Анна Седокова — 106 баллов

В конце выпуска выступили Джанго и Сергей Бобунец с песней «Мы вернёмся».

#### 7-й выпуск (6 апреля 2025)
| №  | Исполнитель         | Песня                         | Исполнитель оригинала | Михаил Шуфутинский | Анастасия Макеева | Сергей Трофимов | Александр Розенбаум | Общий счёт |
| -- | ------------------- | ----------------------------- | --------------------- | ------------------ | ----------------- | --------------- | ------------------- | ---------- |
| 1  | Анна Седокова       | Геленджик                     | Ленинград             | 5                  | 5                 | 5               | 5                   | 20         |
| 2  | Серёга              | По тундре, по железной дороге |                       | 5                  | 5                 | 5               | 4                   | 19         |
| 3  | Виктория Гиссен     | Оц тоц перевертоц             | Леонид Утёсов         | 5                  | 5                 | 5               | 5                   | 20         |
| 4  | Burito              | Наколочка                     | Михаил Шуфутинский    | 5                  | 5                 | 5               | 5                   | 20         |
| 5  | Ольга Будина        | Саша, ты помнишь наши встречи | Изабелла Юрьева       | 5                  | 5                 | 5               | 5                   | 20         |
| 6  | Алексей Гоман       | Эти глаза напротив            | Валерий Ободзинский   | 5                  | 5                 | 5               | 5                   | 20         |
| 7  | Зара                | Бежит река                    | Людмила Зыкина        | 5                  | 5                 | 5               | 5                   | 20         |
| 8  | Иван Замотаев       | Две гитары                    | Алла Баянова          | 5                  | 6                 | 5               | 5                   | 21         |
| 9  | Лада Дэнс           | Снег                          | Елена Ваенга          | 5                  | 5                 | 5               | 5                   | 20         |
| 10 | Александр Домогаров | Он не вернулся из боя         | Владимир Высоцкий     | 5                  | 5                 | 5               | 5                   | 20         |

Общий счёт после седьмого выпуска:
1. Иван Замотаев — 147 баллов
2. Зара — 141 балл
3. Алексей Гоман; Виктория Гиссен — 139 баллов
4. Серёга; Burito; Лада Дэнс — 135 баллов
5. Александр Домогаров — 134 баллов
6. Ольга Будина — 132 балла
7. Анна Седокова — 126 баллов

В конце выпуска выступил Евгений Кемеровский с песней «Ветер».

#### 8-й выпуск (13 апреля 2025). Дуэты
| №  | Исполнитель                         | Песня                           | Исполнитель оригинала             | Михаил Шуфутинский | Любовь Успенская | Ирина Дубцова | Александр Розенбаум | Общий счёт |
| -- | ----------------------------------- | ------------------------------- | --------------------------------- | ------------------ | ---------------- | ------------- | ------------------- | ---------- |
| 1  | Алексей Гоман и Аглая Шиловская     | Одесский порт                   | Леонид Утёсов                     | 5                  | 5                | 5             | 5                   | 20         |
| 2  | Александр Домогаров и Нина Шацкая   | Тайна                           | Леонид Утёсов                     | 5                  | 5                | 5             | 5                   | 20         |
| 3  | Серёга и Mia Boyka                  | Я поднимаю руки                 | Григорий Лепс                     | 5                  | 5                | 5             | 5                   | 20         |
| 4  | Анна Седокова и Сергей Войтенко     | Любовники (Поющие в терновнике) | Владимир Черняков и Оксана Орлова | 5                  | 4                | 5             | 5                   | 19         |
| 5  | Burito и Доминик Джокер             | Дальнобойщик                    | Татьяна Овсиенко                  | 5                  | 5                | 5             | 5                   | 20         |
| 6  | Лада Дэнс и Анастасия Макеева       | Чёрная моль                     | Аркадий Северный и Валя Сергеева  | 5                  | 5                | 5             | 5                   | 20         |
| 7  | Виктория Гиссен и Жан Милимеров     | Супчик из цветной капусты       | Александр Розенбаум               | 5                  | 5                | 5             | 5                   | 20         |
| 8  | Ольга Будина и Леонид Серебренников | Неудачное свидание              | из х/ф «Покровские ворота»        | 5                  | 5                | 5             | 5                   | 20         |
| 9  | Иван Замотаев и Нонна Гришаева      | Чубчик                          | Вилли Токарев                     | 5                  | 5                | 5             | 5                   | 20         |
| 10 | Зара и Екатерина Гусева             | Позови меня тихо по имени       | Любэ                              | 5                  | 5                | 6             | 5                   | 21         |

Общий счёт после восьмого выпуска:
1. Иван Замотаев — 167 баллов
2. Зара — 162 балла
3. Алексей Гоман; Виктория Гиссен — 159 баллов
4. Серёга; Burito; Лада Дэнс — 155 баллов
5. Александр Домогаров — 154 баллов
6. Ольга Будина — 152 балла
7. Анна Седокова — 145 баллов

В конце выпуска выступили Любовь Успенская и Александр Панайотов с песней «И пусть нас больше нет».

#### 9-й выпуск (20 апреля 2025). Киновыпуск
В начале выпуска выступил Максим Аверин с песней «Повезёт не повезёт» из фильма «По данным уголовного розыска».
| №  | Исполнитель         | Песня                         | Исполнитель оригинала            | Сергей Трофимов | Любовь Успенская | Александр Олешко | Михаил Шуфутинский | Общий счёт |
| -- | ------------------- | ----------------------------- | -------------------------------- | --------------- | ---------------- | ---------------- | ------------------ | ---------- |
| 1  | Иван Замотаев       | Песня о золотом Купидоне      | из к/ф «Не может быть!»          | 5               | 5                | 5                | 5                  | 20         |
| 2  | Лада Дэнс           | Помоги мне                    | из к/ф «Бриллиантовая рука»      | 5               | 4                | 5                | 5                  | 19         |
| 3  | Анна Седокова       | Гадалка                       | из к/ф «Ах, водевиль, водевиль…» | 5               | 5                | 5                | 5                  | 20         |
| 4  | Алексей Гоман       | Там, среди пампасов           | из к/ф «12 стульев»              | 5               | 5                | 5                | 5                  | 20         |
| 5  | Виктория Гиссен     | Уно моменто                   | из к/ф «Формула любви»           | 5               | 6                | 5                | 5                  | 21         |
| 6  | Серёга              | Письмо к матери               | из к/ф «Калина красная»          | 5               | 5                | 5                | 5                  | 20         |
| 7  | Ольга Будина        | Тучи в голубом                | из т/с «Московская сага»         | 5               | 5                | 5                | 5                  | 20         |
| 8  | Александр Домогаров | Тёмная ночь                   | из к/ф «Два бойца»               | 5               | 5                | 5                | 5                  | 20         |
| 9  | Зара                | Белой акации гроздья душистые | из к/ф «Дни Турбиных»            | 5               | 5                | 6                | 5                  | 21         |
| 10 | Burito              | Как много девушек хороших     | из к/ф «Весёлые ребята»          | 5               | 5                | 5                | 5                  | 20         |

Общий счёт после девятого выпуска:
1. Иван Замотаев — 187 баллов
2. Зара — 183 балла
3. Виктория Гиссен — 180 баллов
4. Алексей Гоман — 179 баллов
5. Серёга; Burito — 175 баллов
6. Александр Домогаров; Лада Дэнс — 174 балла
7. Ольга Будина — 172 балла
8. Анна Седокова — 165 баллов

#### Финал (27 апреля 2025)
| №  | Исполнитель            | Песня                                        | Исполнитель оригинала       | Михаил Шуфутинский | Любовь Успенская | Сергей Трофимов | Александр Розенбаум | Общий счёт |
| -- | ---------------------- | -------------------------------------------- | --------------------------- | ------------------ | ---------------- | --------------- | ------------------- | ---------- |
| 1  | Лада Дэнс              | Лада                                         | Вадим Мулерман              | 5                  | 5                | 5               | 5                   | 20         |
| 2  | Александр Домогаров    | Размышление на прогулке                      | Александр Розенбаум         | 5                  | 5                | 5               | 5                   | 20         |
| 3  | Анна Седокова          | Мама                                         | Ирина Аллегрова             | 5                  | 5                | 5               | 5                   | 20         |
| 4  | Burito                 | Песня старого извозчика                      | Леонид Утёсов               | 5                  | 4                | 5               | 4                   | 18         |
| 5  | Ольга Будина           | Non, je ne regrette rien                     | Эдит Пиаф                   | 4                  | 4                | 5               | 4                   | 17         |
| 6  | Серёга и цыганский хор | Просто иногда надо уходить (Цыганская песня) |                             | 5                  | 5                | 5               | 5                   | 20         |
| 7  | Виктория Гиссен        | Солнечный зайчик                             | из к/ф «Ещё раз про любовь» | 5                  | 5                | 5               | 5                   | 20         |
| 8  | Алексей Гоман          | Жёлтый ангел                                 | Александр Вертинский        | 5                  | 5                | 5               | 5                   | 20         |
| 9  | Зара                   | Ленинград                                    | Алла Пугачева               | 5                  | 5                | 5               | 5                   | 20         |
| 10 | Иван Замотаев          | Дым кольцами                                 | Аркадий Северный            | 5                  | 5                | 5               | 5                   | 20         |

Общие итоги 9-го сезона:
1. Иван Замотаев — 207 баллов —  Победитель сезона; Приз зрительских симпатий
2. Зара — 203 балла — Приз от жюри
3. Виктория Гиссен — 200 баллов — Приз от радио «Шансон»
4. Алексей Гоман — 199 баллов
5. Серёга — 195 баллов
6. Александр Домогаров; Лада Дэнс — 194 балла
7. Burito — 193 балла
8. Ольга Будина — 189 баллов
9. Анна Седокова — 185 баллов

В конце финального выпуска все участники исполнили гимн «Три аккорда».

#### Итоги 9-го сезона
- Победителями выпуска считаются участники, набравшие 20 баллов (21-23 балла с учётом «джокеров»). Зара и Иван Замотаев победили во всех выпусках; Виктория Гиссен и Алексей Гоман победили в девяти выпусках; Александр Домогаров победил в восьми выпусках; Лада Дэнс и Burito победили в семи выпусках; Серёга победил в шести выпусках; Ольга Будина победила в пяти выпусках; Анна Седокова победила в четырёх выпусках.
- Александр Розенбаум, Нонна Гришаева, Сергей Трофимов, Виктор Рыбин, Михаил Шуфутинский, Лариса Долина и Анастасия Макеева поставили «джокера» Ивану Замотаеву. Слава, Ирина Дубцова и Александр Олешко поставили «джокера» Заре. Таисия Повалий поставила «джокера» Александру Домогарову, Евгений Кемеровский — Алексею Гоману, а Любовь Успенская — Виктории Гиссен.
- Тройка лидеров забрала все призы (Иван Замотаев — Приз зрительских симпатий, Зара — Приз от жюри, Виктория Гиссен — Приз от радио «Шансон»)

### Комментарии
1. ↑  Валерия Ланская — лучший участник 1-го выпуска 8-го сезона.
2. ↑  Никита Малинин — лучший участник 2-го выпуска 8-го сезона.
3. ↑  Виктор Салтыков — лучший участник 3-го выпуска 8-го сезона.
4. ↑  Валерия Ланская — лучший участник 4-го выпуска 8-го сезона.
5. ↑  Валерия Ланская — лучший участник 5-го выпуска 8-го сезона.
6. ↑  Валерия Ланская — лучший участник 6-го выпуска 8-го сезона.
7. ↑  Валерия Ланская — лучший участник 7-го выпуска 8-го сезона.
8. ↑  Таисия Повалий — лучший участник 8-го выпуска 8-го сезона.
9. ↑  Валерия Ланская — лучший участник 9-го выпуска 8-го сезона.
10. ↑  Иван Замотаев — лучший участник 1-го выпуска 9-го сезона.
11. ↑  Анна Седокова — лучший участник 2-го выпуска 9-го сезона.
12. ↑  Иван Замотаев — лучший участник 3-го выпуска 9-го сезона.
13. ↑  Иван Замотаев — лучший участник 4-го выпуска 9-го сезона.
14. ↑  Виктория Гиссен — лучший участник 5-го выпуска 9-го сезона.
15. ↑  Иван Замотаев — лучший участник 6-го выпуска 9-го сезона.
16. ↑  Иван Замотаев — лучший участник 7-го выпуска 9-го сезона.
17. ↑  Виктория Гиссен — лучший участник 8-го выпуска 9-го сезона.
18. ↑  Иван Замотаев — лучший участник 9-го выпуска 9-го сезона.